# Liste der Biografien/Kur
Liste der Biografien |
Portal Biografien |
Personensuche
# |
A |
B |
C |
D |
E |
F |
G |
H |
I |
J |
K |
L |
M |
N |
O |
P |
Q |
R |
S |
T |
U |
V |
W |
X |
Y |
Z |
?
 
Ka |
Kb |
Kc |
Kd |
Ke |
Kf |
Kg |
Kh |
Ki |
Kj |
Kl |
Km |
Kn |
Ko |
Kp |
Kr |
Ks |
Kt |
Ku |
Kv |
Kw |
Ky |
Kx |
Kz
 
Kua |
Kub |
Kuc |
Kud |
Kue |
Kuf |
Kug |
Kuh |
Kui |
Kuj |
Kuk |
Kul |
Kum |
Kun |
Kuo |
Kup |
Kuq |
Kur |
Kus |
Kut |
Kuu |
Kuv |
Kuw |
Kux |
Kuy |
Kuz
Die Liste der Biografien führt alle Personen auf, die in der deutschsprachigen Wikipedia einen Artikel haben. Dieses ist eine Teilliste mit 1042 Einträgen von Personen, deren Namen mit den Buchstaben „Kur“ beginnt.

## Kur
- Kur Larsen, Camilla (* 1989), dänische Fußballspielerin
- Kur, Annette (* 1950), deutsche Juristin
- Kür, İsmet (1916–2013), türkische Pädagogin, Diplomatin, Journalistin und Schriftstellerin
- Kür, Pınar (1943–2025), türkische Schriftstellerin

### Kura
- Kura (* 1987), portugiesischer EDM-DJ und Musikproduzent
- Kura, Anne (* 1984), deutsche Politikerin (Bündnis 90/Die Grünen)
- Kurabayashi, Akiko (* 1960), japanische Politikerin
- Kuragina, Olga Witaljewna (* 1959), sowjetische Fünfkämpferin
- Kurahara, Korehito (1902–1991), japanischer Literaturkritiker
- Kurahara, Koreyoshi (1927–2002), japanischer Regisseur und Drehbuchautor
- Kurahara, Shinjirō (1899–1965), japanischer Dichter und Literaturkritiker
- Kurahashi, Yumiko (1935–2005), japanische Schriftstellerin
- Kuraja, Deniola, albanische Dirigentin und Pianistin
- Kurajica, Bojan (* 1947), bosnisch-kroatischer SchachmeisterBojan Kurajica (* 1947)

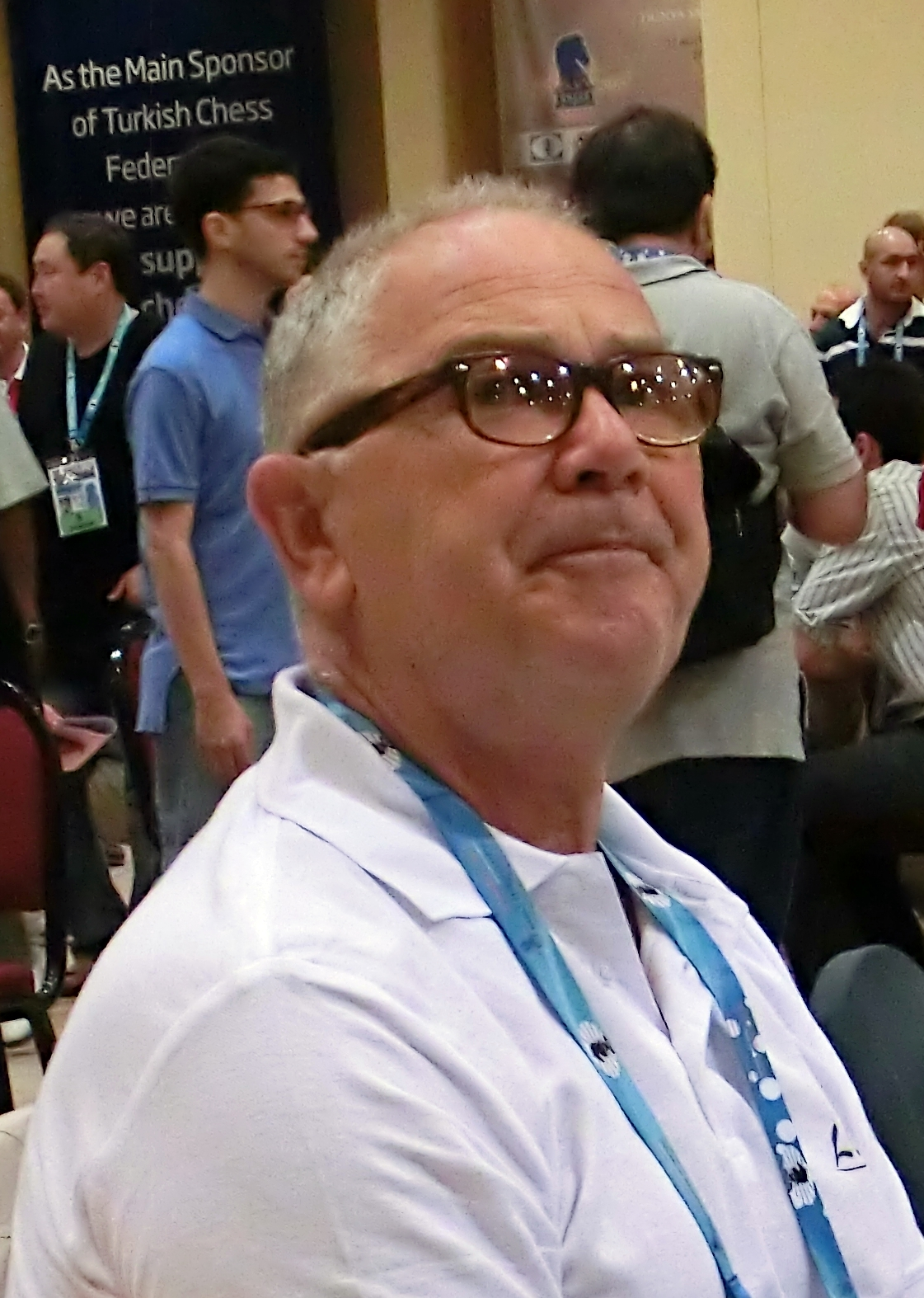
Bojan Kurajica (* 1947)

- Kurak, Adam Michailowitsch (* 1985), russischer Ringer
- Kurak, Joe (* 1984), US-amerikanischer Schauspieler und Stuntman
- Kurakawa, Yōhei (* 1977), japanischer Fußballspieler
- Kuraki, Mai (* 1982), japanische J-Pop-Sängerin
- Kurakin, Alexander Borissowitsch (1697–1749), russischer Staatsmann, Diplomat, Vizekanzler und Oberstallmeister
- Kurakin, Alexander Borissowitsch (1752–1818), russischer Minister und Diplomat
- Kurakin, Alexei Borissowitsch (1759–1829), russischer Staatsmann, Reichs- und Geheimrat und Innenminister
- Kurakin, Boris Iwanowitsch (1676–1727), russischer Staatsmann und Diplomat
- Kurakins, Antons (* 1990), lettischer Fußballspieler
- Kurako, Michail Konstantinowitsch (1872–1920), russischer Metallurg
- Kurakowa, Jekatierina (* 2002), polnisch-russische Eiskunstläuferin
- Kuraksin, Danil (* 2003), estnischer Fußballspieler
- Kural, Halim (1916–1999), türkischer Generalmajor
- Kural, Orhan (1950–2020), türkischer Mineraloge und Autor
- Kurales, Wadim (* 2002), kasachischer Biathlet
- Kuralow, Farhod (* 1993), tadschikischer Mittelstreckenläufer
- Kuralt, Anže (* 1991), slowenischer Eishockeyspieler
- Kuraly, Sean (* 1993), US-amerikanischer Eishockeyspieler
- Kuramagomedow, Kuramagomed Scharipowitsch (* 1978), russischer Ringer
- Kuramagomedow, Saur Ismatulajewitsch (* 1988), russischer Ringer
- Kuramata, Hisao (* 1958), japanischer Fußballspieler
- Kuramata, Shirō (1934–1991), japanischer Industriedesigner
- Kuramochi, Miho (* 1998), japanische Tennisspielerin
- Kuramoto, Kōji (* 1951), japanischer Judoka
- Kuramoto, Sō (* 1934), japanischer Drehbuchautor
- Kuramoto, Takashi (* 1984), japanischer Fußballspieler
- Kuranda, Ignaz (1811–1884), österreichischer Publizist
- Kuranda, Kamill (1851–1919), österreichischer Politiker (DnP), Abgeordneter zum Nationalrat
- Kuraner, Maxim (1901–1978), deutscher Politiker (SPD), MdL
- Kuranishi, Masatake (1924–2021), japanischer Mathematiker
- Kurant, Willy (1934–2021), belgischer Kameramann
- Kuranuki, Kazuki (* 1978), japanischer Fußballspieler
- Kurányi, Kevin (* 1982), deutscher FußballspielerKevin Kurányi (* 1982)

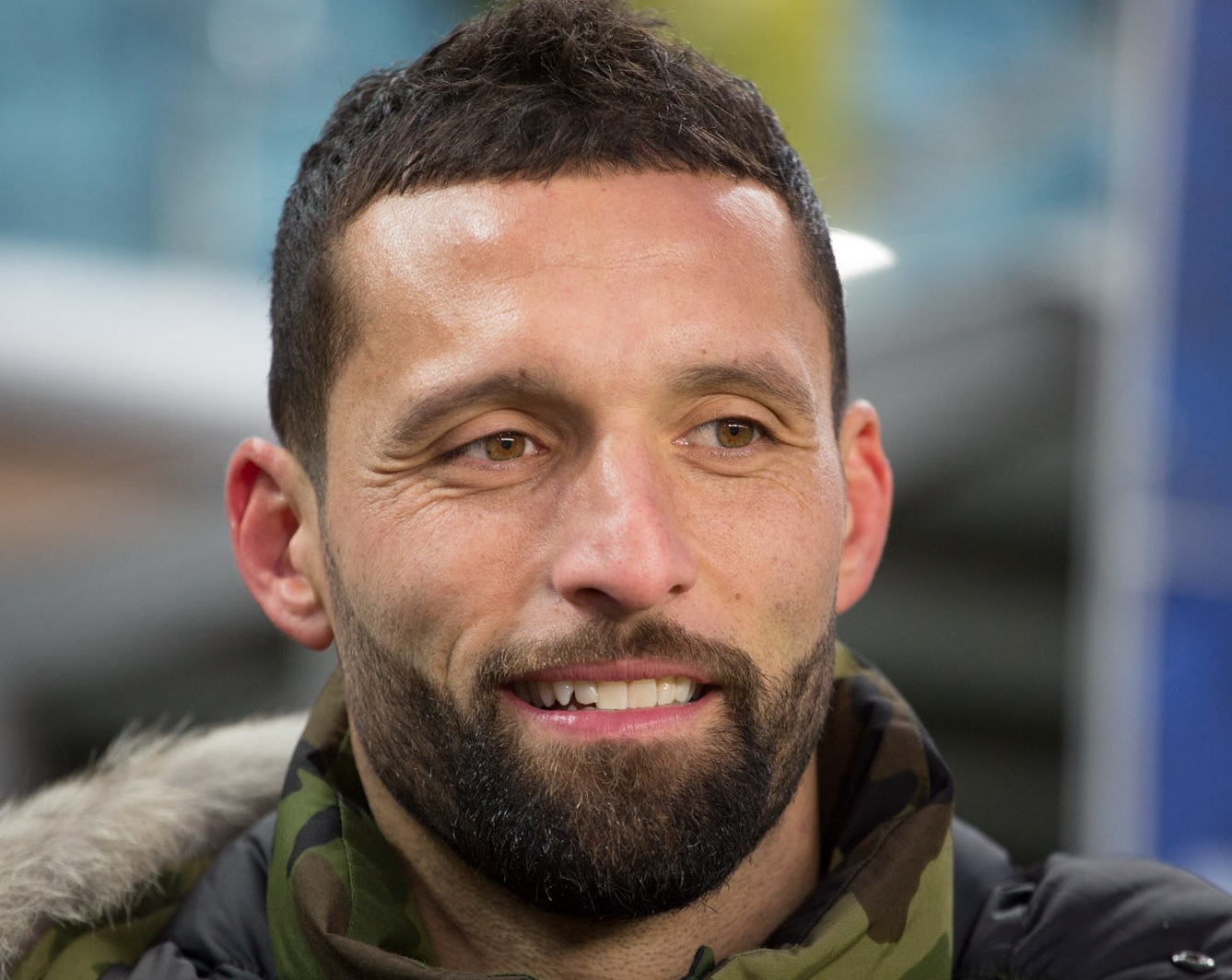
Kevin Kurányi (* 1982)

- Kuranyi, Romulo (* 1989), deutscher Künstler
- Kurapka, Vidmantas Egidijus (* 1952), litauischer Kriminalist
- Kuras, Ellen (* 1959), US-amerikanische Kamerafrau, Drehbuchautorin und Regisseurin
- Kuras, Peter (* 1958), deutscher Kommunalpolitiker
- Kurashev, Philipp (* 1999), Schweizer Eishockeyspieler
- Kurashige, Miu (* 2004), japanische Sprinterin
- Kurassow, Wladimir Wassiljewitsch (1897–1973), sowjetischer Armeegeneral
- Kurat, Gero (1938–2009), österreichischer Mineraloge
- Kurata, Chikara (1886–1969), japanischer Unternehmer, 2. Präsident von Hitachi
- Kurata, Hakuyō (1881–1938), japanischer Maler
- Kurata, Hyakuzō (1891–1943), japanischer Schriftsteller
- Kurata, Kōhei (* 1990), japanischer Fußballspieler
- Kurata, Nathaly (* 1993), brasilianische Tennisspielerin
- Kurata, Ryūichi (* 1986), japanischer Eishockeyspieler
- Kurata, Shigeki (* 1972), japanischer Fußballspieler
- Kurata, Shigeo (* 1939), japanischer Botaniker
- Kurata, Shirley (* 1970), US-amerikanische Kostümbildnerin
- Kurata, Shū (* 1988), japanischer Fußballspieler
- Kurata, Yasuharu (* 1963), japanischer Fußballspieler
- Kurath, Florian (* 1995), österreichischer Eishockeyspieler
- Kurath, Hans (1891–1992), amerikanischer Sprachwissenschaftler österreichischer Herkunft
- Kurath, Monika (* 1973), Schweizer Judoka
- Kurath, Stefan (* 1976), Schweizer Architekt und Stadtplaner
- Kuratle, Alfred (1924–2005), Schweizer Unternehmer und Politiker
- Kuratle, Clemens (* 1991), Schweizer Jazzmusiker (Schlagzeug, Komposition)
- Kuratli, Fabian (1970–2008), Schweizer Jazzmusiker (Schlagzeug, Komposition)
- Kuratli, Flavia (* 1996), Schweizer Unihockeyspielerin
- Kuratli, Jakob (1899–1981), Schweizer Mundartschriftsteller und Lokalhistoriker
- Kuratli, Susanna (1948–2018), Schweizer Malerin
- Kuratli, Thomas (* 1988), Schweizer Musiker, Komponist elektronischer Musik, Filmkomponist und Sounddesigner
- Kuratowski, Kazimierz (1896–1980), polnischer Mathematiker
- Kuratschkina, Iryna (* 1994), belarussische Ringerin
- Kuratsukuri no Tori, japanischer Bildhauer
- Kurawljow, Leonid Wjatscheslawowitsch (1936–2022), sowjetischer und russischer Filmschauspieler
- Kuray, Zeynep (* 1978), türkische Journalistin

### Kurb
- Kurbadt, Albert (* 1903), deutscher Künstler
- Kurbadt, Friedrich (1927–2015), deutscher Künstler, Holzschneider, Radierer, Maler und Zeichner sowie Kleinplastiker
- Kurbadt, Otto (* 1905), deutscher Maler
- Kurbakowa, Tatjana Sergejewna (* 1986), russische Turnerin und Olympiasiegerin
- Kurban, Ibrahim (* 2001), chinesischer Fußballspieler
- Kurban, Olga Iwanowna (* 1987), russische Siebenkämpferin
- Kurban-Baboe, Nisha, surinamische Diplomatin
- Kurbanalijew, Magomed Magomedowitsch (* 1992), russischer Ringer
- Kurbanova, Irina (* 1995), deutsche Schauspielerin
- Kurbanow, Letschi Alchasurowitsch (* 1978), tschetschenischer bzw. russischer Kampfsportler
- Kurbanow, Nikita Alexandrowitsch (* 1986), russischer Basketballspieler
- Kurbanow, Riswan Danijalowitsch (* 1961), russischer Politiker
- Kurbanow, Ruslan Wjatscheslawowitsch (* 1976), russischer Politikwissenschaftler lesgischer Herkunft
- Kurbanowa, Elmira Magomedowna (* 1971), russische Ringerin
- Kurbas, Les (1887–1937), sowjetisch-ukrainischer Regisseur und Schauspieler
- Kurbaša, Robert (* 1977), kroatischer Schauspieler
- Kurbatow, Artjom (* 1994), russisch-georgischer Eishockeyspieler
- Kurbatow, Jewgeni Wadimowitsch (* 1988), russischer Eishockeyspieler
- Kurbatowa, Stojanka (* 1955), bulgarische Ruderin
- Kurbatskaja, Swetlana Surunowna (* 1937), sowjetisch-russische Biogeographin und Hochschullehrerin
- Kürbel, Josef (1905–1959), tschechoslowakischer Politiker (SdP), Abgeordneter des Tschechoslowakischen Abgeordnetenhauses
- Kurbel, Karl (* 1947), deutscher Wirtschaftsinformatiker und Hochschullehrer
- Kürbis, Aleksei, estnischer Fußballspieler
- Kürbis, Brygida (1921–2001), polnische Historikerin
- Kürbis, Heinrich (1873–1951), deutscher Politiker (SPD)
- Kürbis, Jens (* 1965), deutscher Handballtorwart
- Kürbis, Rudolf (1829–1913), deutscher Schriftsteller
- Kürbisch, Friedrich G. (1915–1985), österreichischer Schriftsteller und Literaturwissenschaftler
- Kürbiß, Felicia Lu (* 1995), österreichische Sängerin
- Kurbjuhn, Jürgen (1940–2014), deutscher Fußballspieler
- Kurbjuhn, Martin (* 1937), deutscher Schriftsteller
- Kurbjuweit, Dirk (* 1962), deutscher Journalist und AutorDirk Kurbjuweit (* 1962)

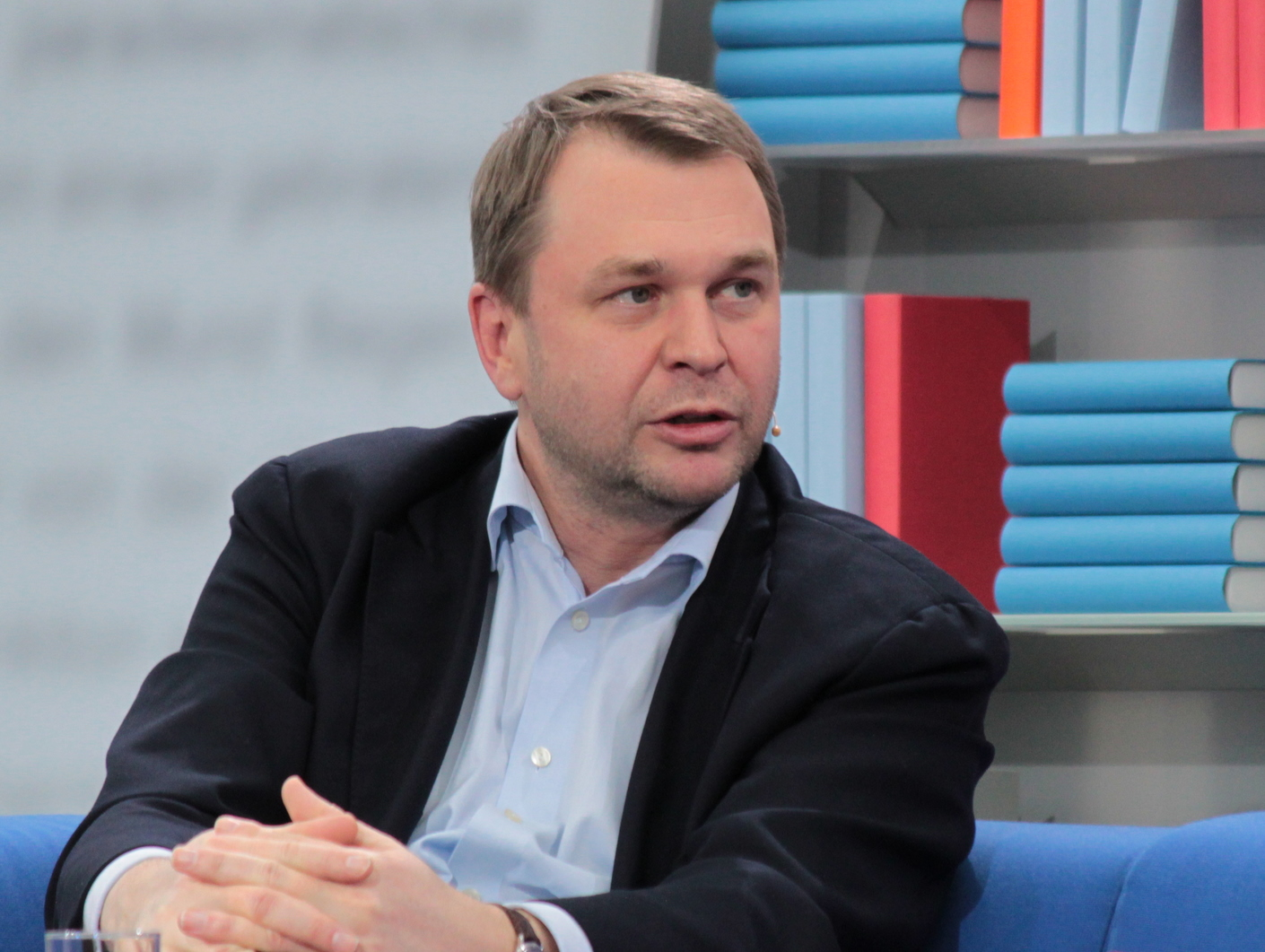
Dirk Kurbjuweit (* 1962)

- Kurbjuweit, Lothar (* 1950), deutscher Fußballspieler
- Kurbjuweit, Tobias (* 1982), deutscher Fußballspieler
- Kurbos, Zvonko (* 1960), deutsch-slowenischer Fußballspieler und -trainer
- Kurbski, Andrei Michailowitsch (1528–1583), russischer Autor, Freund und später politischer Gegner von Iwan dem Schrecklichen

### Kurc
- Kurc, Abraham († 1942), polnischer Schauspieler
- Kurch, Justin (* 1999), deutscher Handballspieler
- Kurchan, Jorge (* 1959), argentinischer Physiker
- Kurčubić, Milojko (1954–2024), jugoslawischer Fußballspieler
- Kurczab-Redlich, Krystyna (* 1954), polnische Journalistin, Reporterin und Buchautorin
- Kurczewski, Jacek (* 1943), polnischer Politiker und Rechtssoziologe, Mitglied des Sejm
- Kurczyk, Markus (* 1964), deutscher Militär, Generalmajor der Luftwaffe der Bundeswehr

### Kurd
- Kurd Ali, Muhammad (1876–1953), syrischer Gelehrter, Historiker und Literaturkritiker
- Kurd, Mustafa al- (1945–2024), palästinensischer Musiker, Komponist und Oud-Solist
- Kurdaş, Mustafa Kemal (1920–2011), türkischer Wirtschaftswissenschaftler und ehemaliger Finanzminister der Türkei
- Kurdelska, Małgorzata (* 1985), polnische Badmintonspielerin
- Kurdi, Abu Umar al- (1968–2007), irakischer Bombenspezialist, Terrorist
- Kurdi, Alan (2012–2015), syrisches FluchtopferAlan Kurdi (2012–2015)

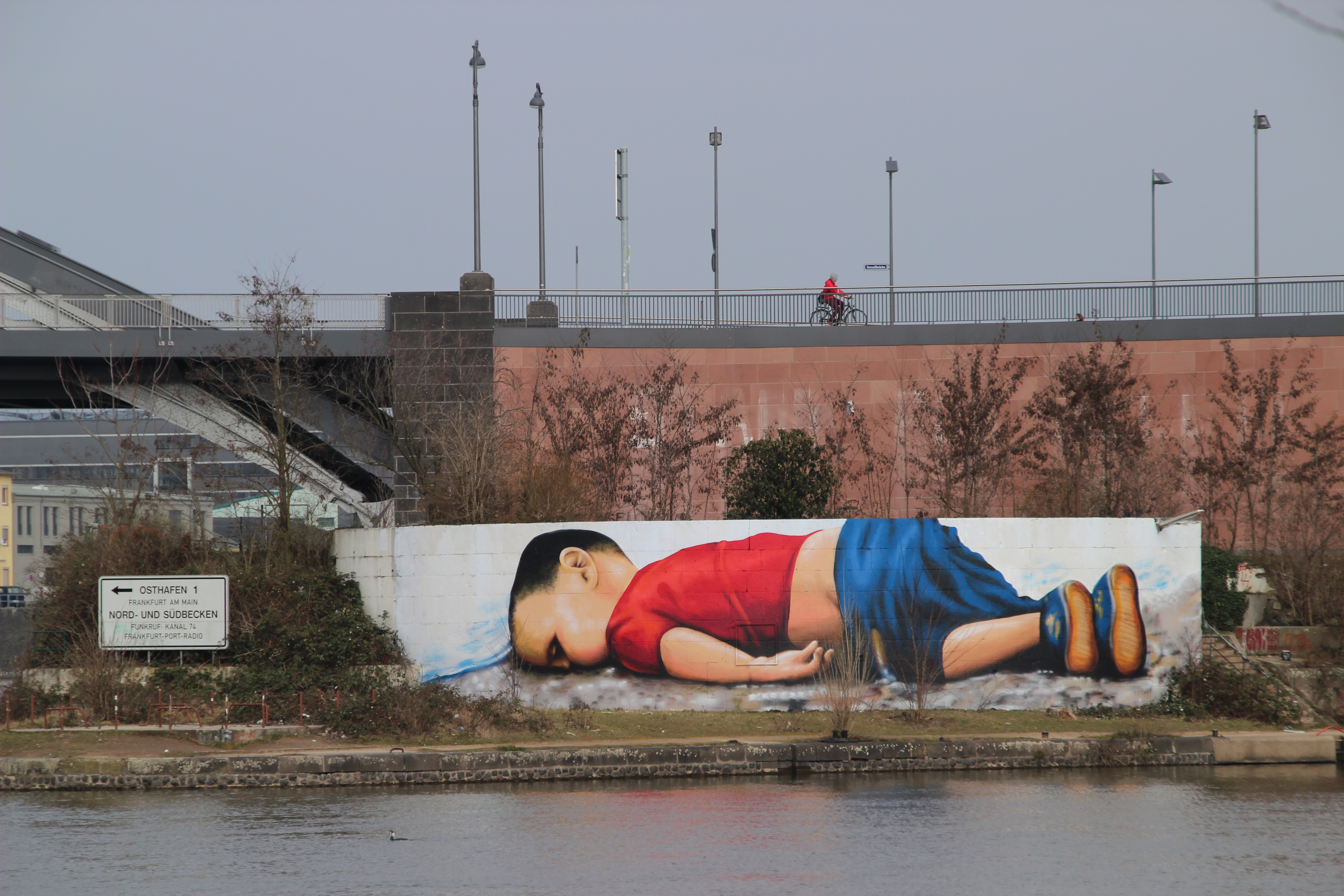
Alan Kurdi (2012–2015)

- Kurdi, Fadil Husain Ahmad al-, mutmaßlicher Helfer Osama bin Ladens
- Kurdî, Îbnî (1379–1439), kurdischer Arzt
- Kurdî, Şehrîbana (* 1973), kurdische Sängerin
- Kurdi, Yasmien (* 1988), philippinische Schauspielerin und Sängerin
- Kurdjumow, Georgi Wjatscheslawowitsch (1902–1996), russischer Physiker und Metallkundler
- Kurdjumow, Walerian Iwanowitsch (1853–1905), russischer Verkehrsingenieur und Hochschullehrer
- Kurdo (* 1988), deutscher Rapper
- Kurdo, Qanatê (1909–1985), kurdischer Autor, Sprachforscher
- Kurdow, Atanas (* 1988), bulgarischer Fußballspieler
- Kurdwanowski, Jan Stephan Ligenza (1680–1780), polnisch-französischer Arzt, Militär und Enzyklopädist

### Kure
- Kure, Ken (1883–1940), japanischer Internist und Neurologe
- Kure, Samuel (* 1993), nigerianischer Speerwerfer
- Kureck, Johann Heinrich (1821–1889), deutscher Modelleur der Herzoglichen Eisenhütte Mägdesprung
- Kurecki, Luis August (* 2006), deutscher Filmschauspieler
- Kureethara, Joseph (1929–1999), indischer Geistlicher, Bischof von Cochin
- Kureishi, Hanif (* 1954), britischer SchriftstellerHanif Kureishi (* 1954)

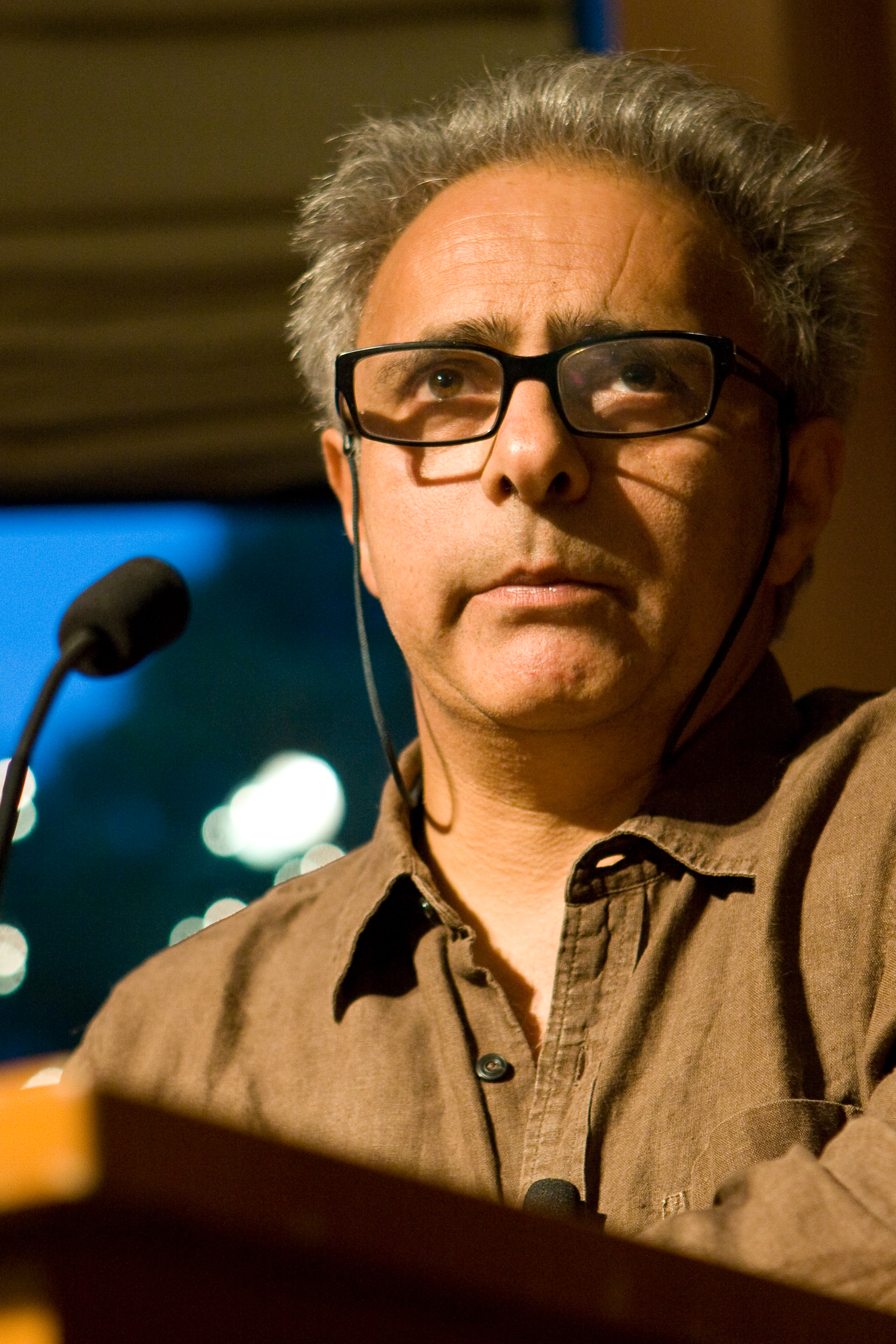
Hanif Kureishi (* 1954)

- Kurek, Adrian (* 1988), polnischer Radrennfahrer
- Kurek, Anna Barbara (* 1962), deutsche Schauspielerin, Sprecherin, Sprechtrainerin, Professorin und Jurorin beim Grimme-Preis
- Kurek, Bartosz (* 1988), polnischer Volleyballspieler
- Kurek, Franz (1881–1977), deutscher Ingenieur, Werksleiter, Fachschuldirektor und Autor
- Kurek, Jalu (1904–1983), polnischer Schriftsteller und Vertreter der Krakauer Avantgarde
- Kurek, Timothy, US-amerikanischer Autor
- Kurella, Alfred (1895–1975), deutscher Schriftsteller, Übersetzer, Kulturfunktionär und Politiker (SED), MdVAlfred Kurella (1895–1975)

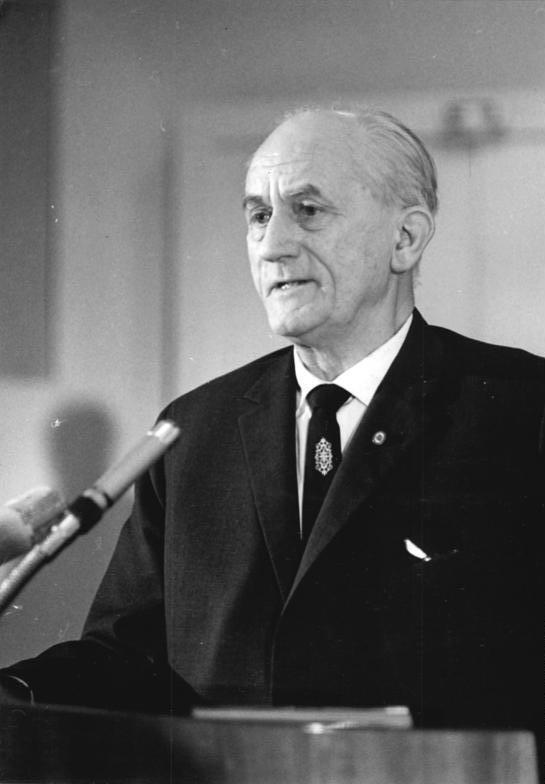
Alfred Kurella (1895–1975)

- Kurella, Gregor (1925–2016), deutscher Soldat in der Roten Armee
- Kurella, Hans (1858–1916), deutscher Psychiater
- Kurella, Heinrich (1905–1937), deutscher Politiker (KPD) und Journalist
- Kuremaa, Richard (1912–1991), estnischer Fußballspieler
- Kurenbach, Per-Anders (* 1970), deutscher Keyboarder und Komponist
- Kürenberg, Der von, mittelhochdeutscher Dichter von Minneliedern
- Kurenko, Maria (1890–1980), russische Opernsängerin (Sopran)
- Kurenkow, Alexei Nikolajewitsch (1915–1992), sowjetischer KGB-Offizier
- Kurenniemi, Erkki (1941–2017), finnischer Pionier der elektronischen Musik
- Kurennoi, Wjatscheslaw Grigorjewitsch (1932–1992), sowjetischer Wasserballspieler
- Kurenzow, Wiktor Grigorjewitsch (1941–2021), sowjetischer Gewichtheber
- Kurepa, Đuro (1907–1993), jugoslawischer Mathematiker
- Kurepa, Svetozar (1929–2010), jugoslawischer bzw. kroatischer Mathematiker
- Kurepanow, Denis Olegowitsch (* 1988), russischer Eishockeyspieler
- Kurepanow, Iwan Wassiljewitsch (1775–1826), russischer Schiffbauer
- Kurer, Peter (* 1949), Schweizer Manager und Wirtschaftsanwalt
- Kürer, Vilma (1914–2008), österreichische Schauspielerin und Kabarettistin
- Kuresa, Casper (* 1991), amerikanisch-samoanischer Fußballspieler
- Kuresa, Sauni Iiga (1900–1978), samoanischer Komponist, Dirigent und Kornettist
- Kureti, Sven (* 1968), deutscher Reaktionstechniker
- Kuretitsch, Bernd (1950–2012), deutscher Musikpädagoge und Liedermacher
- Kuretsidis-Haider, Claudia (* 1965), österreichische Historikerin, Publizistin und Hochschullehrerin
- Kuretzky, Reinhard (* 1947), deutscher Leichtathlet
- Kureyshi, Meral (* 1983), Schweizer SchriftstellerinMeral Kureyshi (* 1983)

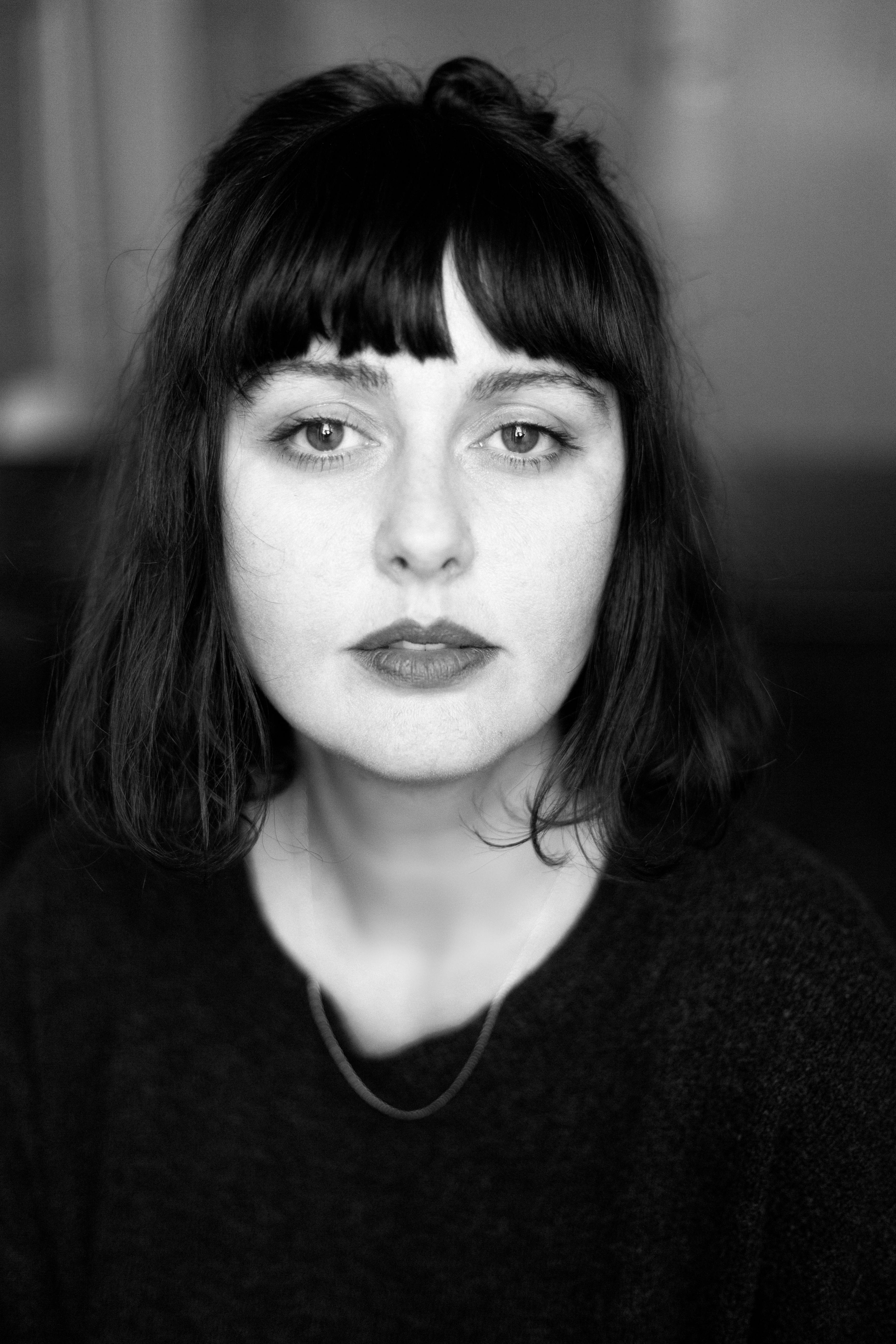
Meral Kureyshi (* 1983)

### Kurf
- Kurfeld, Jan (* 1987), deutscher Segelsportler
- Kurfess, Alfons (1889–1965), deutscher Klassischer Philologe und Gymnasialdirektor
- Kurfeß, Thomas (* 1962), deutscher Tischtennisspieler
- Kurfirst, Gary (1947–2009), US-amerikanischer Film- und Musikproduzent
- Kurfürst, Richard (1909–1991), österreichischer Journalist
- Kurfürst, Sandra (* 1980), deutsche Südostasienwissenschaftlerin
- Kurfürst, Wilhelmine (1892–1945), deutsche Politikerin (SPD), MdR
- Kurfürstová, Eva (* 1977), tschechische Skirennläuferin

### Kurg
- Kurg, Kalle (* 1942), estnischer Schriftsteller, Literaturkritiker und Übersetzer
- Kurg, Õnne (* 1973), estnische Skilangläuferin
- Kurgan, Avni (1910–1979), türkischer Fußballtorhüter
- Kurganow, Igor (* 1988), russisch-deutscher PokerspielerIgor Kurganow (* 1988)

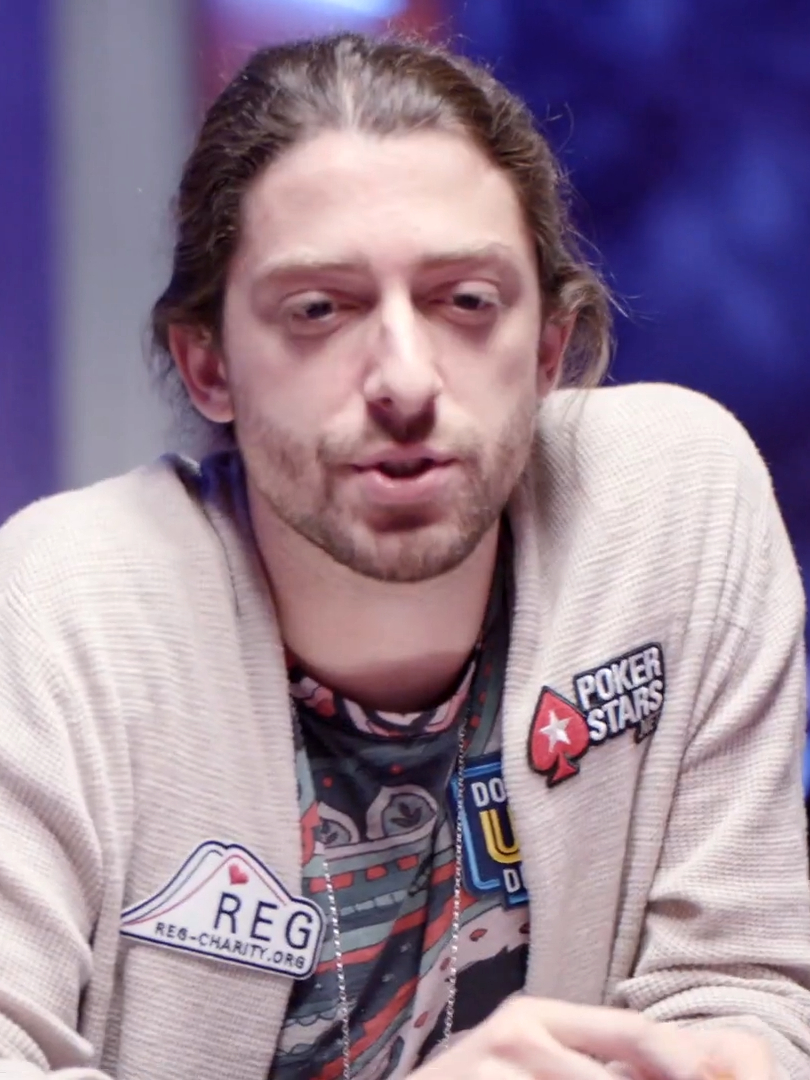
Igor Kurganow (* 1988)

- Kurgat, Ednah (* 1991), US-amerikanische Leichtathletin
- Kurgat, Edwin (* 1996), kenianischer Langstreckenläufer
- Kurgat, Lydia (* 1976), kenianischer Langstreckenläuferin
- Kurgat, Nickson (* 1988), kenianischer Marathonläufer
- Kurgat, Sammy Kiptoo (* 1975), kenianischer Marathonläufer
- Kurgat, Titus Kipkorir (* 1982), kenianischer Marathonläufer
- Kurghinjan, Schuschanik (1876–1927), armenische Lyrikerin und Schriftstellerin
- Kurginjan, Wjatscheslaw Sedrakowitsch (* 1986), russischer Shorttracker
- Kurgulin, Nurtas (* 1986), kasachischer Fußballspieler

### Kurh
- Kurhajcová, Ľubomíra (* 1983), slowakische Tennisspielerin

### Kuri
- Kuri Grajales, Fidel (* 1962), mexikanischer Politiker und Unternehmer
- Kuri, Emile (1907–2000), mexikanischer Szenenbildner
- Kuri, Salvador, mexikanischer Fußballtorhüter
- Kuri, Ursula (* 1935), deutsche Politikerin (CDU), MdL
- Kuri, Waldemar (* 1930), deutscher Filmregisseur
- Kuri-galzu I., König von Babylonien
- Kuri-galzu II., kassitischer König von Babylon
- Kuria, Gibson Kamau (* 1947), kenianischer Rechtsanwalt
- Kuria, Mary (* 1987), kenianische Mittelstreckenläuferin
- Kuriakose, Julius (1923–2011), indischer Erzbischof der Syrisch-Orthodoxen Kirche von Antiochien
- Kurialacherry, Thomas (1873–1925), indischer Geistlicher und Bischof
- Kurian, Mijo Chacko (* 1995), indischer Sprinter
- Kurian, Thomas (* 1979), indischer Badmintonspieler
- Kuribara, Ibrahim Junior (* 2001), japanischer Fußballspieler
- Kuribayashi, Riri (* 1987), japanische Schauspielerin und Sängerin
- Kuribayashi, Tadamichi (* 1891), japanischer OffizierKuribayashi Tadamichi (* 1891)

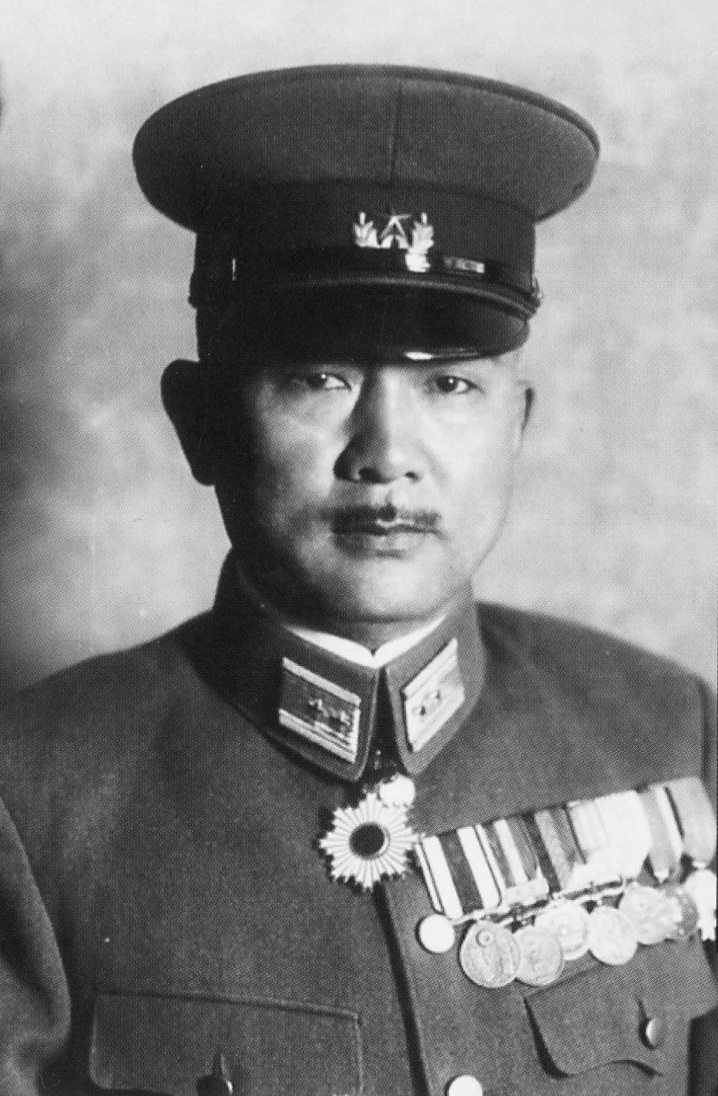
Kuribayashi Tadamichi (* 1891)

- Kuribayashi, Tōru (* 1982), japanischer Poolbillardspieler
- Kuribreña, José Antonio Meade (* 1969), mexikanischer Politiker und Wirtschaftswissenschaftler
- Kurie, Franz N. D. (1907–1972), US-amerikanischer Kernphysiker
- Kurien, Shruti (* 1983), indische Badmintonspielerin
- Kurig, Detmar (* 1966), deutscher Kontrabassist und Hochschullehrer
- Kurig, Hans (1931–2016), deutscher Literaturwissenschaftler
- Kuriger, Josef Benedikt (1754–1819), Schweizer Modelleur und Bildhauer
- Kurihara, Ayane (* 1989), japanische Badmintonspielerin
- Kurihara, Harumi (* 1947), japanische Unternehmerin, Kochbuch-Autorin und Talkmasterin
- Kurihara, Katsushi (* 1977), japanischer Fußballspieler
- Kurihara, Keisuke (* 1973), japanischer Fußballspieler
- Kurihara, Kimiko (* 1946), japanische Politikerin
- Kurihara, Komaki (* 1945), japanische Schauspielerin
- Kurihara, Sadako (1913–2005), japanische Schriftstellerin
- Kurihara, Yūkō (1920–2010), japanischer Politiker
- Kurihara, Yūzō (* 1983), japanischer Fußballspieler
- Kuriki, Nobukazu (1982–2018), japanischer Bergsteiger
- Kurikkala, Jussi (1912–1951), finnischer Skilangläufer
- Kuříková, Petra (* 1991), tschechische Triathletin
- Kurilenko, Alexej (* 1972), ukrainischer Fußballspieler
- Kurilla, Michael (* 1966), General der United States ArmyMichael Kurilla (* 1966)

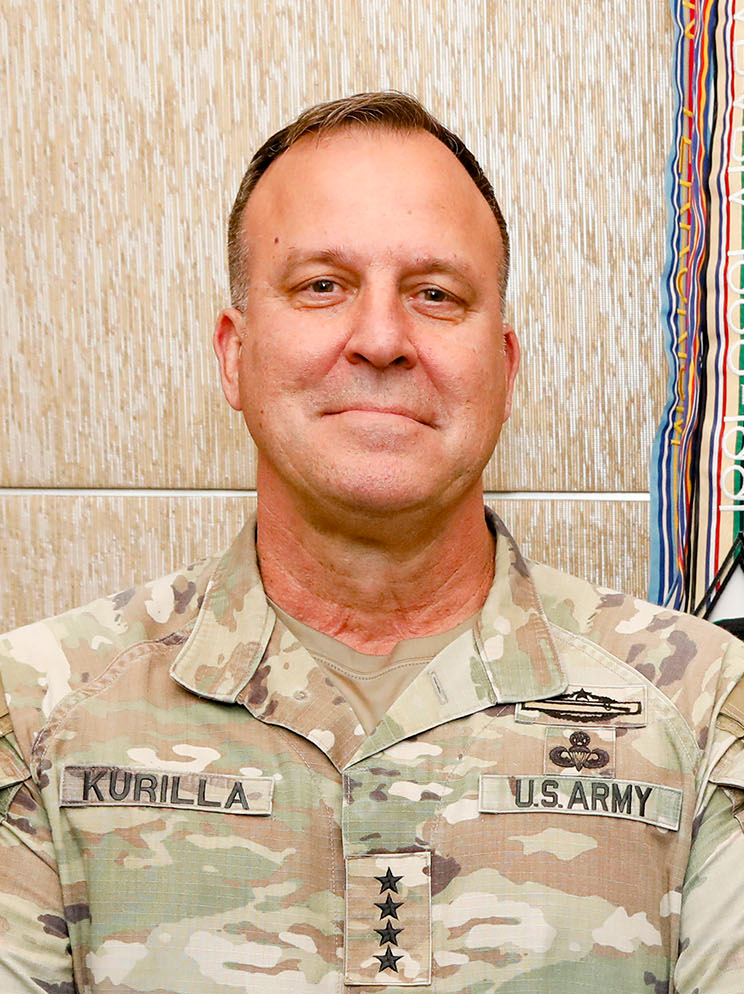
Michael Kurilla (* 1966)

- Kurilo, Olga (* 1966), russische Historikerin und Ethnologin

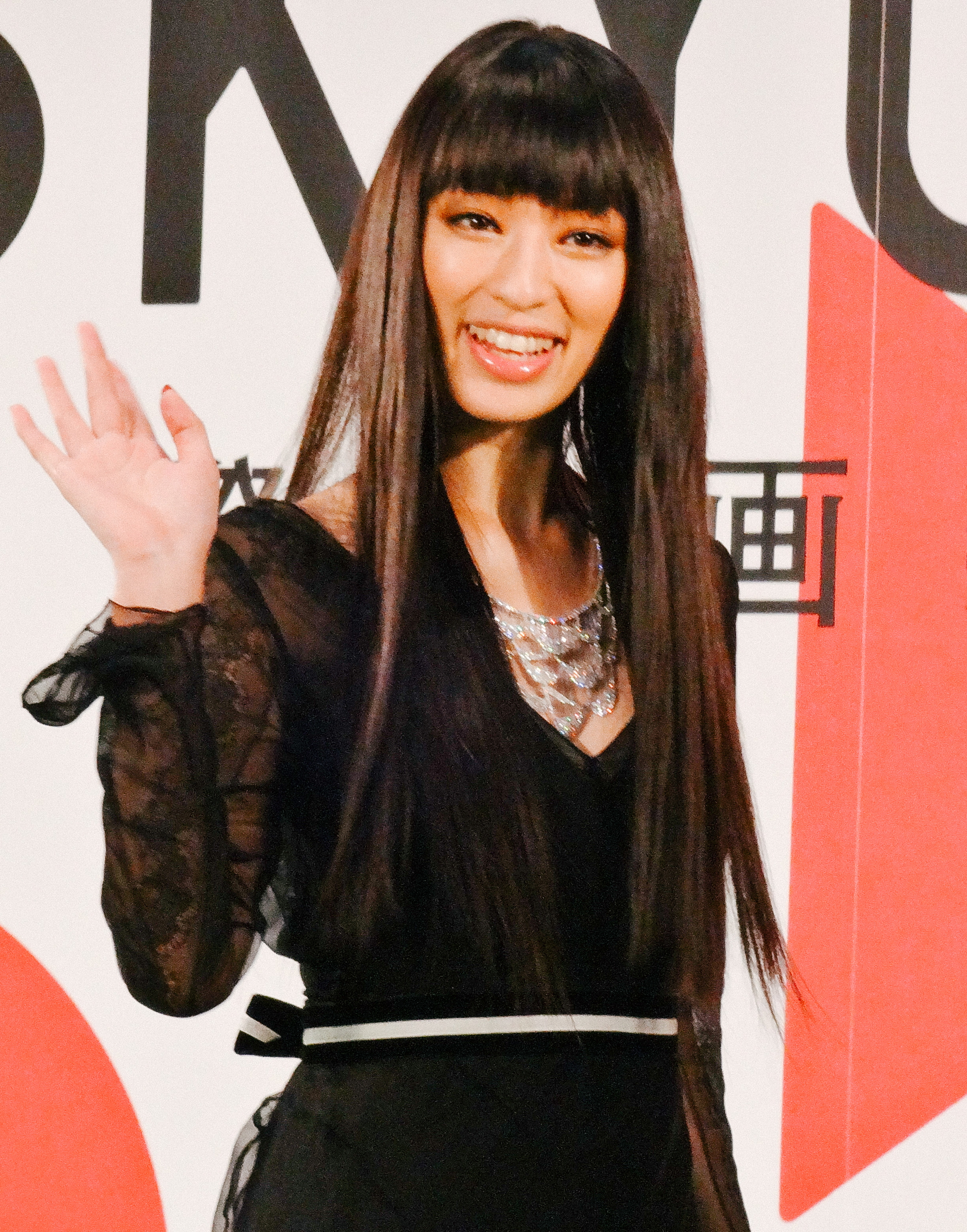
Chiaki Kuriyama (* 1984)

- Kurimoto, Hiroki (* 1990), japanischer Fußballspieler
- Kurimoto, Joun (1822–1897), japanischer Politiker und Journalist
- Kurimoto, Kaoru (1953–2009), japanische Schriftstellerin
- Kurimsky, Michaela (* 1992), kanadische Schauspielerin, Szenenbildnerin, Drehbuchautorin und Filmregisseurin
- Kuring, Matthias (* 1967), deutscher Volleyball- und Beachvolleyballspieler
- Kurinnyj, Oleksij (1986–2017), ukrainischer Jurist und Politologe
- Kurino, Shinichirō (1851–1937), japanischer Diplomat
- Kurio, Hars (* 1943), deutscher Islamwissenschaftler und Bibliothekar
- Kurio, Levin (* 1977), deutscher Comiczeichner, Autor und Verleger
- Kurious, US-amerikanischer Rapper
- Kūris, Egidijus (* 1961), litauischer Rechtswissenschaftler
- Kuriş, Konca (* 1962), türkische islamische Feministin
- Kūris, Pranas (* 1938), litauischer Rechtswissenschaftler und Richter am Europäischen Gerichtshof
- Kurisawa, Ryōichi (* 1982), japanischer Fußballspieler
- Kürischbajew, Aqylbek (* 1961), kasachischer Agrarwissenschaftler und Politiker
- Kurishima, Akari (* 1994), japanische Fußballspielerin
- Kurishima, Kenta (* 1997), japanischer Fußballspieler
- Kurishima, Sumiko (1902–1987), japanische Filmschauspielerin
- Kurisko, William, US-amerikanischer Basketballspieler
- Kurisu, Kaoru (* 1955), japanischer Neurochirurg
- Kurita, Akimitsu (1946–2018), japanischer Bauingenieur und Hochschullehrer
- Kurita, Eiji (* 1938), japanischer Skilangläufer
- Kurita, Genzo (1926–1959), japanischer Serienmörder
- Kurita, Mark Ajay (* 1997), japanischer Fußballspieler
- Kurita, Taijirō (* 1975), japanischer Fußballspieler
- Kurita, Takeo (1889–1977), japanischer Militär, Vizeadmiral der Kaiserlich Japanischen Marine im Pazifikkrieg während des Zweiten Weltkriegs
- Kurita, Toyomichi (* 1950), japanischer Kameramann
- Kuritzkes, Justin (* 1990), US-amerikanischer Dramatiker, Romancier und Drehbuchautor
- Kuriyagawa, Hakuson (1880–1923), japanischer Literaturkritiker und Kenner der englischen Literatur
- Kuriyagawa, Heigorō (1908–1993), japanischer Skisportler
- Kuriyama, Chiaki (* 1984), japanische FilmschauspielerinChiaki Kuriyama (* 1984)
- Kuriyama, Naoki (* 1990), japanischer Fußballspieler
- Kuriyama, Sempō (1671–1706), japanischer Historiker
- Kuriyama, Yūki (* 1988), japanischer Fußballspieler
- Kuriyan, John (* 1960), US-amerikanischer Chemiker und Molekularbiologe

### Kurj
- Kurjan, Anatoli (* 1942), sowjetischer Leichtathlet
- Kurjanow, Anton Alexejewitsch (* 1983), russischer Eishockeystürmer
- Kurjanowitsch, Nikolai Wladimirowitsch (* 1966), russischer Politiker
- Kurjo, Maria (* 1989), deutsche Wasserspringerin
- Kurjochin, Sergei Anatoljewitsch (1954–1996), russischer Pianist und Bandleader

### Kurk
- Kurka, Andrew (* 1992), US-amerikanischer Parasportler
- Kurka, Irene (* 1974), deutsche Sopranistin
- Kůrka, Jan (* 1943), tschechoslowakischer Sportschütze
- Kurka, Lea (* 1991), deutsche Schauspielerin
- Kurka, Odilo (* 1931), österreichischer Glasmaler
- Kurka, Rainer (* 1974), deutscher Bildhauer
- Kurka, Robert (1921–1957), US-amerikanischer Komponist
- Kůrka, Tomáš (* 1981), tschechischer Eishockeyspieler
- Kürkçü, Ertuğrul (* 1948), türkischer Sozialist, Journalist, Schriftsteller und Abgeordneter in der Türkischen Nationalversammlung
- Kurkdjian, Francis (* 1969), französischer Parfümeur armenischer Herkunft
- Kurke, Herbert (* 1939), deutscher Mathematiker
- Kurke, Leslie (* 1959), US-amerikanische Altphilologin
- Kurkhaus-Müller, Gisela (* 1938), deutsche Malerin, Grafikerin und Salonnière
- Kurki, Tuulikki (* 1971), Ethnologin und Hochschullehrerin an der Universität Ostfinnland
- Kurki, Ville (1968–2022), finnischer Regattasegler
- Kurkiewicz, Sławomir (* 1975), polnischer Kontrabassist und Komponist des Modern Jazz
- Kurkina, Larissa Nikolajewna (* 1973), russische Skilangläuferin
- Kurkinen, Heidi (* 1984), finnische Snowboarderin
- Kurkinen, Risto (* 1963), finnischer Eishockeyspieler
- Kurko, Ari (1949–1970), finnischer Gewichtheber
- Kurkotkin, Semjon Konstantinowitsch (1917–1990), sowjetischer Militär, Marschall der Sowjetunion
- Kurková, Karolína (* 1984), tschechisches Supermodel und SchauspielerinKarolína Kurková (* 1984)

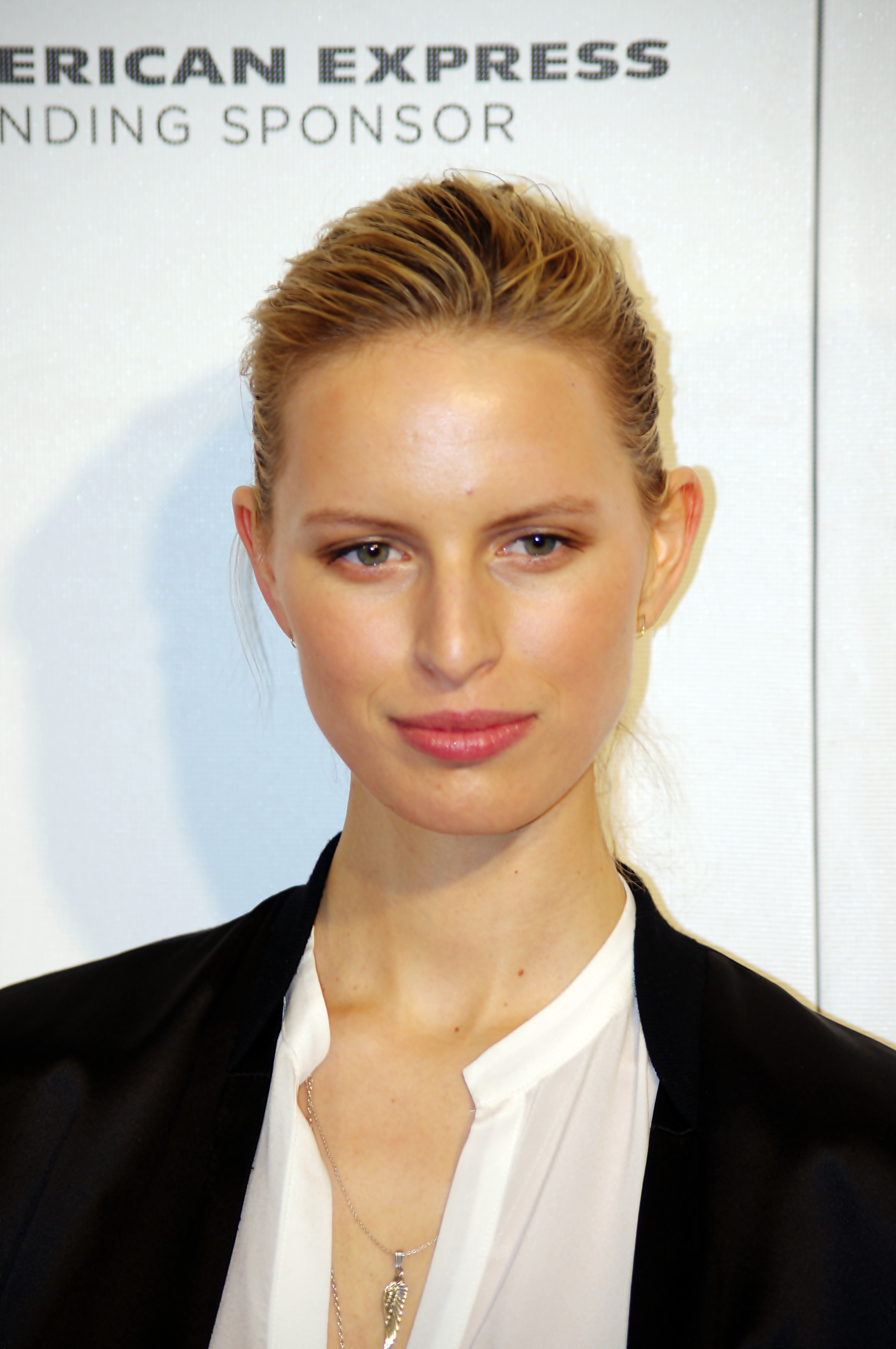
Karolína Kurková (* 1984)

- Kurkow, Andrij (* 1961), ukrainischer Schriftsteller
- Kurkowa, Rawschana Bachramowna (* 1980), russisch-usbekische Schauspielerin
- Kurku, Deniz (* 1982), deutscher Politiker (SPD), MdL Niedersachsen
- Kurkulina, Olga (* 1971), israelische Leichtathletin und Bodybuilderin sowjetischer Herkunft

### Kurl
- Kurland, Abraham (1912–1999), dänischer Ringer
- Kurland, Bob (1924–2013), US-amerikanischer Basketballspieler
- Kurland, Charlotte Sophie von (1651–1728), Äbtissin im Stift Herford und Prinzessin von Kurland
- Kurland, Gilbert (1904–1978), US-amerikanischer Filmschaffender
- Kurland, Jeffrey (* 1952), US-amerikanischer Kostümbildner
- Kurland, Kurt (1926–2009), deutscher Landschaftsarchitekt
- Kurland, Michael (* 1938), US-amerikanischer Autor
- Kurland, Peter F. (* 1958), US-amerikanischer Toningenieur
- Kurlansky, Mark (* 1948), US-amerikanischer Journalist und Sachbuchautor
- Kurlavičius, Algimantas (* 1944), litauischer Politiker
- Kurlbaum, Christoph Friedrich (* 1833), deutscher Unternehmer und Politiker (NLP), MdR
- Kurlbaum, Ferdinand (1857–1927), deutscher Physiker
- Kurlbaum, Georg (1902–1988), deutscher Politiker (SPD), MdB
- Kurlbaum-Siebert, Margarete (1874–1938), deutsche Schriftstellerin und promovierte Kunsthistorikerin
- Kürle, Adolf (1865–1912), deutscher Bildhauer und Maler
- Kurlenja, Michail Wladimirowitsch (* 1931), russischer Geophysiker
- Kurlianskis, Raimondas (* 1965), litauischer Unternehmer
- Kurljandskaja, Galina Wladimirowna (* 1961), sowjetisch-russische Physikerin und Hochschullehrerin
- Kurljandski, Dmitri Alexandrowitsch (* 1976), russischer Komponist
- Kurlowitsch, Aljaksandr (1961–2018), sowjetisch-belarussischer Gewichtheber

### Kurm
- Kürmaier, Anton (1890–1943), deutscher Maler und Porzellanmaler
- Kurman, Jüri (1942–1994), estnischer Literaturwissenschaftler und Übersetzer
- Kurmandschan Datka (1811–1907), kirgisische Herrscherin und Nationalheldin
- Kurmann, Danny (* 1966), Schweizer Eishockey-Schiedsrichter
- Kurmann, Franz Josef (1917–1988), Schweizer Politiker
- Kürmann, Hans Wilhelm, württembergischer Maler
- Kurmann, Peter (* 1940), Schweizer Kunsthistoriker
- Kurmann, Stephan (* 1958), Schweizer Jazzmusiker
- Kurmann, Xaver (* 1948), Schweizer Radrennfahrer
- Kurmann-Schwarz, Brigitte (* 1951), Schweizer Kunsthistorikerin
- Kurmayer, Felix (* 1964), österreichischer Schauspieler
- Kürmayr, August (1936–2025), österreichischer Architekt
- Kurmin, Dagmar von (1933–2020), deutsche Schauspielerin, Sprecherin und Regisseurin

### Kurn
- Kurnakow, Nikolai Semjonowitsch (1860–1941), russischer Chemiker
- Kurnatowski, Bogislaw Christian Karl von (1754–1826), preußischer Generalmajor und zuletzt Kommandant der Festung Königsberg
- Kurnatowski, Stanislaus von (1823–1912), polnischer Rittergutsbesitzer und Politiker, MdR
- Kurnatowski, Wolf-Dietrich von (1908–1972), deutscher Kirchenrechtler und Pfarrer der Christengemeinschaft
- Kurnatowski, Zygmunt (1778–1858), polnischer Adliger, Graf des Stammes Łodzia und Generalmajor der königlich polnischen Armee
- Kurnaz, Murat (* 1982), türkischer Staatsbürger; in Guantánamo-Bucht auf Kuba inhaftiert (2002–2006)Murat Kurnaz (* 1982)

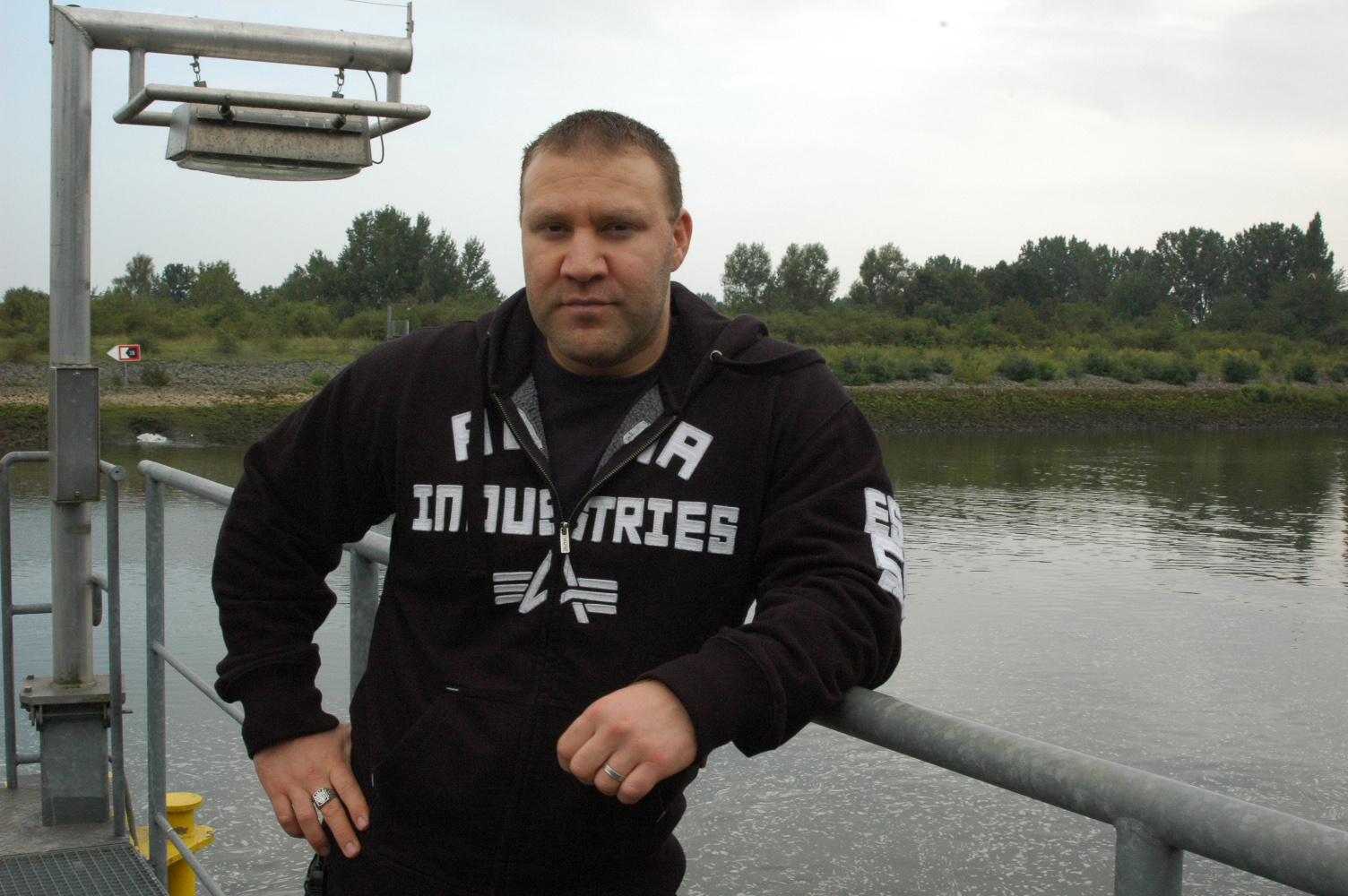
Murat Kurnaz (* 1982)

- Kürnberger, Ferdinand (1821–1879), österreichischer Schriftsteller
- Kurnenin, Juri Anatoljewitsch (1954–2009), belarussischer Fußballspieler und Trainer
- Kürner, Alenka (* 1986), slowenische Skirennläuferin
- Kürner, Miha (* 1987), slowenischer Skirennläufer
- Kürner, Uli (* 1961), deutscher Jazzgitarrist und Installations-Künstler
- Kurnia, Ahmad Doli (* 1971), indonesischer Politiker
- Kurniawan, Achmad (1979–2017), indonesischer Fußballspieler
- Kurniawan, Eddy (* 1962), indonesischer Badmintonspieler
- Kurniawan, Fernando (* 1988), indonesischer Badmintonspieler, später für Hongkong startend
- Kurniawan, Fran (* 1985), indonesischer Badmintonspieler
- Kurniawan, Sylvinna (* 1988), indonesische Badmintonspielerin
- Kurniawan, Zulkarnain (1923–2004), indonesischer Badmintonspieler, -trainer und -funktionär
- Kurniayanti, Dewi Ayu Agung (* 1994), indonesische Sprinterin
- Kurnicki, Robert (* 1965), deutscher Leichtathlet
- Kurnik, Max (1819–1881), deutscher Redakteur, Theaterkritiker und Schriftsteller
- Kurnikowa, Anna Sergejewna (* 1981), russische TennisspielerinAnna Sergejewna Kurnikowa (* 1981)

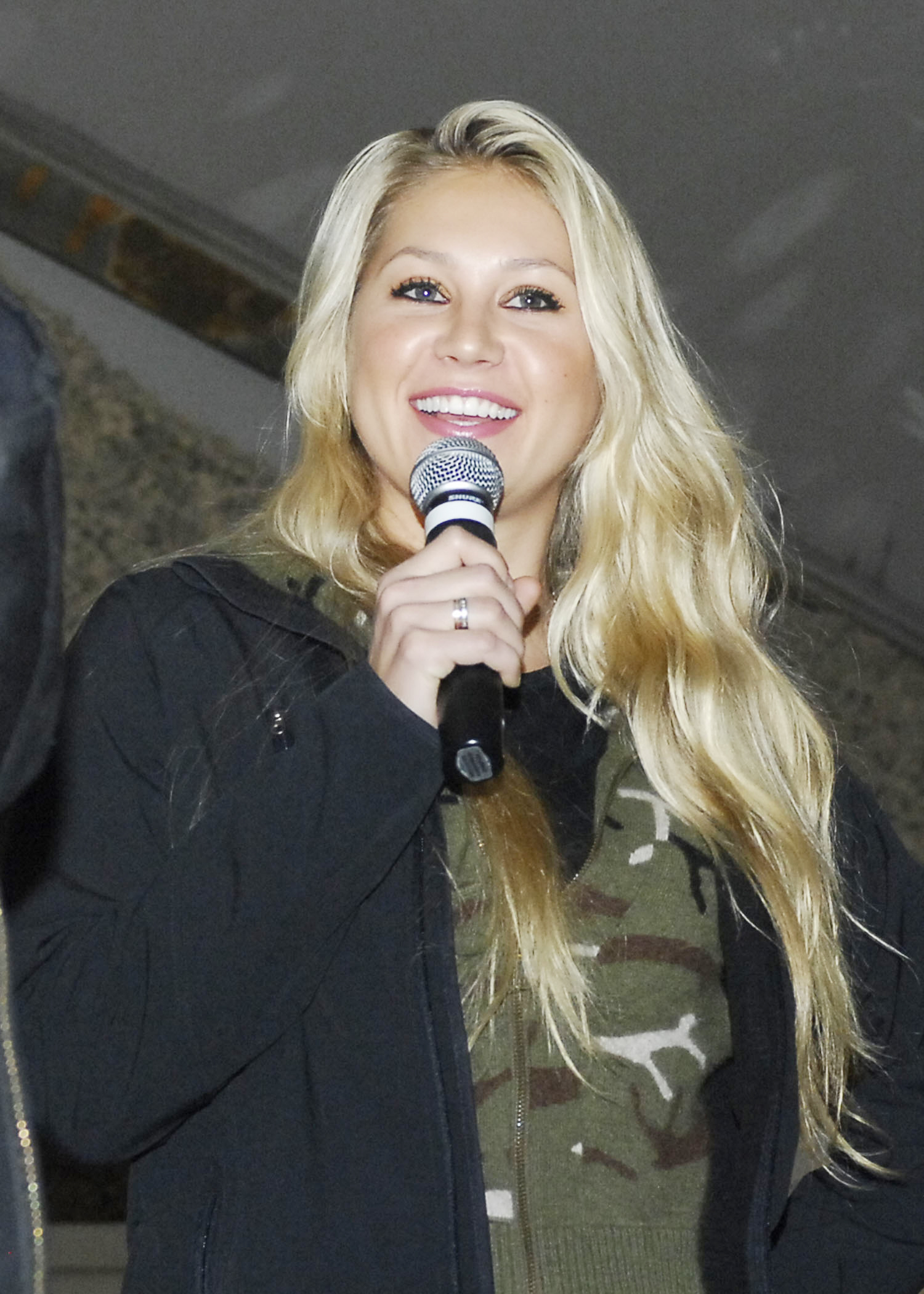
Anna Sergejewna Kurnikowa (* 1981)

- Kurnitz, Harry (1908–1968), US-amerikanischer Journalist und Schriftsteller
- Kurnitzky, Horst (1938–2021), deutscher Philosoph, Religionswissenschaftler und Architekt
- Kurnjawka, Andrei (* 1968), sowjetisch-kirgisischer Boxer
- Kurnossow, Igor Dmitrijewitsch (1985–2013), russischer Schachmeister

### Kuro
- Kurobe, Teruaki (* 1978), japanischer Fußballspieler
- Kurock, Rüdiger (* 1955), deutscher Schriftsteller
- Kuročkina, Erika (* 1989), litauische Politikerin, Vizeministerin und stellvertretende Wirtschaftsministerin
- Kuroczyński, Piotr (* 1979), deutscher Architekt
- Kuroczyński, Włodzimierz (* 1950), deutscher Chirurg
- Kuroda, Akira (* 1977), japanische Schriftstellerin
- Kuroda, Chika (1884–1968), japanische Chemikerin
- Kuroda, Emi (* 1978), japanische Pornodarstellerin und Schauspielerin
- Kuroda, Emily (* 1952), US-amerikanische Schauspielerin
- Kuroda, Genji (1886–1957), japanischer Psychologe
- Kuroda, Gō (* 1970), japanischer Fußballtrainer
- Kuroda, Hisao (1899–1986), japanischer Politiker
- Kuroda, Iō (* 1971), japanischer Manga-Zeichner
- Kuroda, Kiyotaka (1840–1900), japanischer Politiker
- Kuroda, Kyōko (* 1970), japanische Fußballspielerin
- Kuroda, Nagahisa (1916–2009), japanischer Ornithologe
- Kuroda, Nagamasa (1568–1623), japanischer Feldherr
- Kuroda, Nagamichi (1889–1978), japanischer Ornithologe
- Kuroda, Nagatomo (1839–1902), japanischer Politiker und Unternehmer
- Kuroda, Paul K. (1917–2001), japanisch-amerikanischer Chemiker
- Kuroda, Reiko (* 1947), japanische Chemikerin und Biologin
- Kuroda, Saburō (1919–1980), japanischer Lyriker
- Kuroda, Sakaki, japanische Manga-Zeichnerin
- Kuroda, Sayako (* 1969), japanische Adelige, Tochter von Kaiser Akihito und Kaiserin Michiko von JapanSayako Kuroda (* 1969)

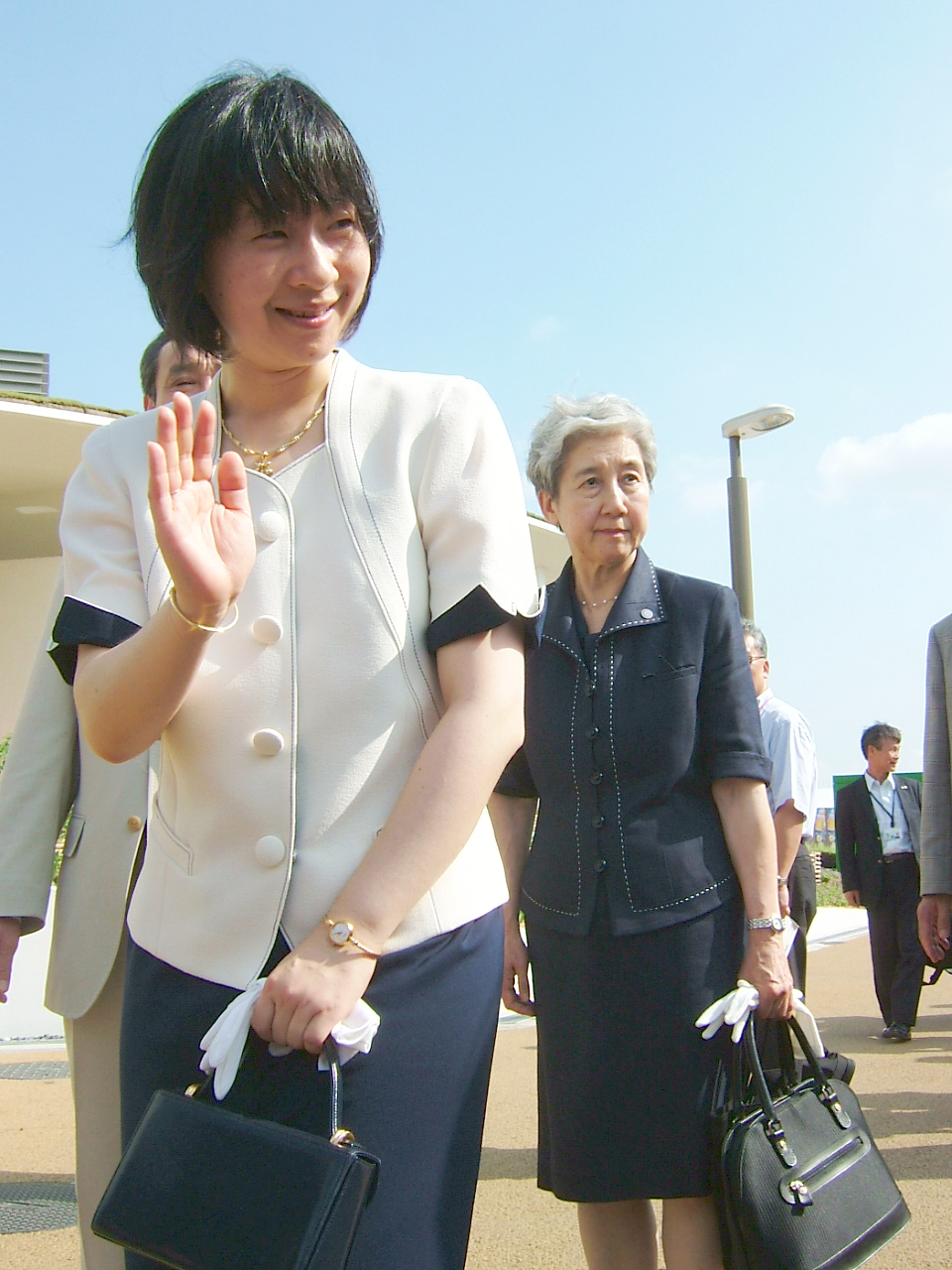
Sayako Kuroda (* 1969)

- Kuroda, Seiki (1866–1924), japanischer Maler
- Kuroda, Sigekatu (1905–1972), japanischer Mathematiker
- Kuroda, Takuma (* 1992), japanischer Fußballspieler
- Kuroda, Takuya (* 1980), japanischer Jazztrompeter, -komponist und -arrangeur
- Kuroda, Yoshitaka (1546–1604), japanischer Kriegskommandant
- Kuroda, Yoshitaka (* 1987), japanischer Automobilrennfahrer
- Kurogi, Masato (* 1989), japanischer Fußballspieler
- Kurohimeyama, Hideo (1948–2019), japanischer Sumōringer
- Kuroi, Senji (* 1932), japanischer Schriftsteller
- Kuroishi, Takaya (* 1997), japanischer Fußballspieler
- Kuroita, Katsumi (1874–1946), japanischer Historiker
- Kuroiwa, Akira (* 1961), japanischer Eisschnellläufer
- Kuroiwa, Jūgo (1924–2003), japanischer Schriftsteller
- Kuroiwa, Munehisa (* 1966), japanischer Eisschnellläufer
- Kuroiwa, Ruikō (1862–1920), japanischer Schriftsteller, Übersetzer und Journalist
- Kuroiwa, Yasushi (* 1965), japanischer Eisschnellläufer
- Kuroiwa, Yūji (* 1954), japanischer Politiker
- Kurojedow, Wladimir Iwanowitsch (* 1944), russischer Flottenadmiral
- Kurokawa, Atsushi (* 1998), japanischer Fußballspieler
- Kurokawa, Kazuki (* 2001), japanischer Hürdenläufer
- Kurokawa, Keisuke (* 1997), japanischer Fußballspieler
- Kurokawa, Kishō (1934–2007), japanischer Architekt
- Kurokawa, Raihei (* 2003), japanischer Fußballspieler
- Kurokawa, Takaya (* 1981), japanischer Fußballtorhüter
- Kurokawa, Takeshi (1928–2021), japanischer Gewerkschafter
- Kurokawa, Toshio (1897–1988), japanischer Internist
- Kuroki, Kazuo (1930–2006), japanischer Regisseur und Drehbuchautor
- Kuroki, Kengo (* 1999), japanischer Fußballspieler
- Kuroki, Kōhei (* 1989), japanischer Fußballspieler
- Kuroki, Kyōhei (* 1989), japanischer Fußballspieler
- Kuroki, Meisa (* 1988), japanische Schauspielerin, Model und Sängerin
- Kuroki, Tamemoto (1844–1923), japanischer General
- Kuromiya, Wataru (* 1998), japanischer Fußballspieler
- Kuron, Hans (1904–1963), deutscher Bodenkundler
- Kuroń, Jacek (1934–2004), polnischer Bürgerrechtler, Publizist, Historiker und Politiker, Mitglied des SejmJacek Kuroń (1934–2004)

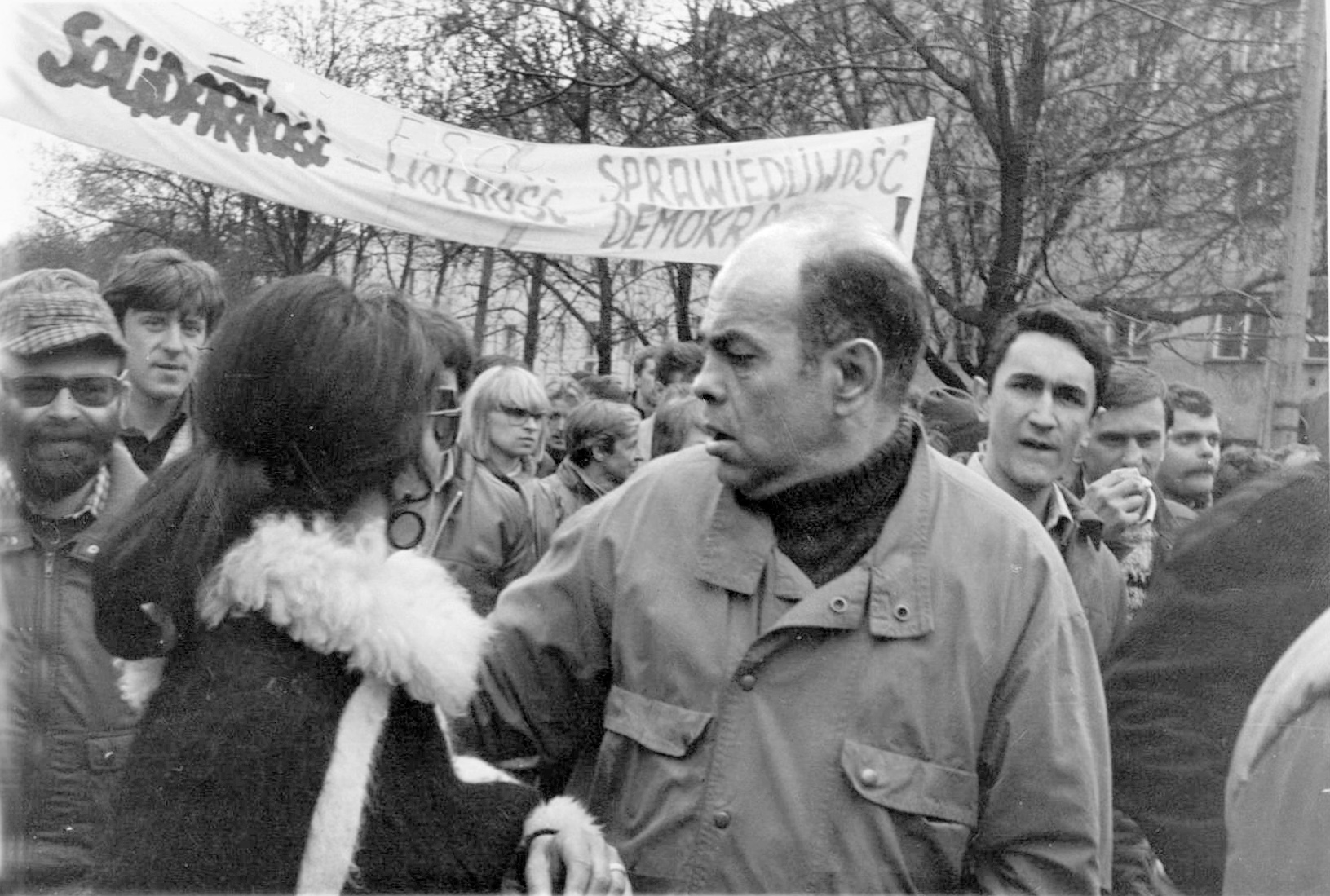
Jacek Kuroń (1934–2004)

- Kuron, Karl (1918–1992), deutscher Politiker (SED) und Gewerkschafter (FDGB)
- Kuron, Klaus (1936–2020), deutscher Doppelagent (Bundesrepublik Deutschland, DDR)
- Kuronen, Olavi (1923–1989), finnischer Skispringer
- Kurongku, Peter (1930–1996), papua-neuguineischer Geistlicher und römisch-katholischer Erzbischof von Port Moresby
- Kuropatkin, Alexei Nikolajewitsch (1848–1925), russischer General und Kriegsminister
- Kuropjatnikow, Hryhorij (1921–1982), sowjetischer Minensuchbootführer
- Kuropka, Franziska (* 1978), deutsche Sängerin, Musicaldarstellerin und Schauspielerin
- Kuropka, Joachim (1941–2021), deutscher Historiker
- Kurosaki, Hayato (* 1996), japanischer Fußballspieler
- Kurosaki, Hiro (* 1959), österreichischer Violinist
- Kurosaki, Hisashi (* 1968), japanischer Fußballspieler
- Kurosaki, Kenji (* 1930), japanischer Kampfkünstler, Karateka, Kickboxer und Muay-Thai-Kämpfer
- Kurosawa, Akira (1910–1998), japanischer RegisseurAkira Kurosawa (1910–1998)

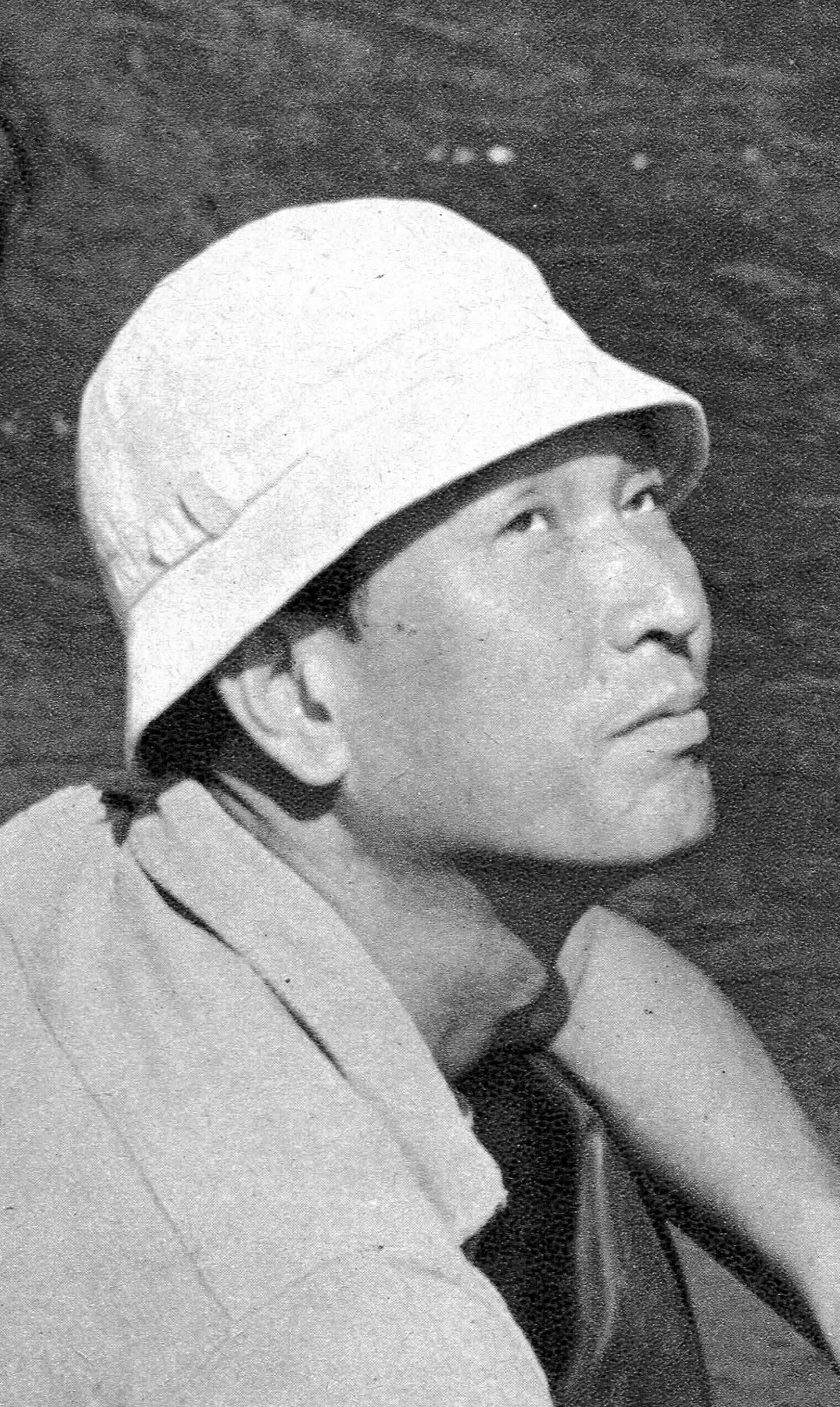
Akira Kurosawa (1910–1998)

- Kurosawa, Haruki (* 1977), japanischer Autorennfahrer
- Kurosawa, Hisao (* 1945), japanischer Filmproduzent
- Kurosawa, Kiyoshi (* 1955), japanischer Filmregisseur und DrehbuchautorKiyoshi Kurosawa (* 1955)

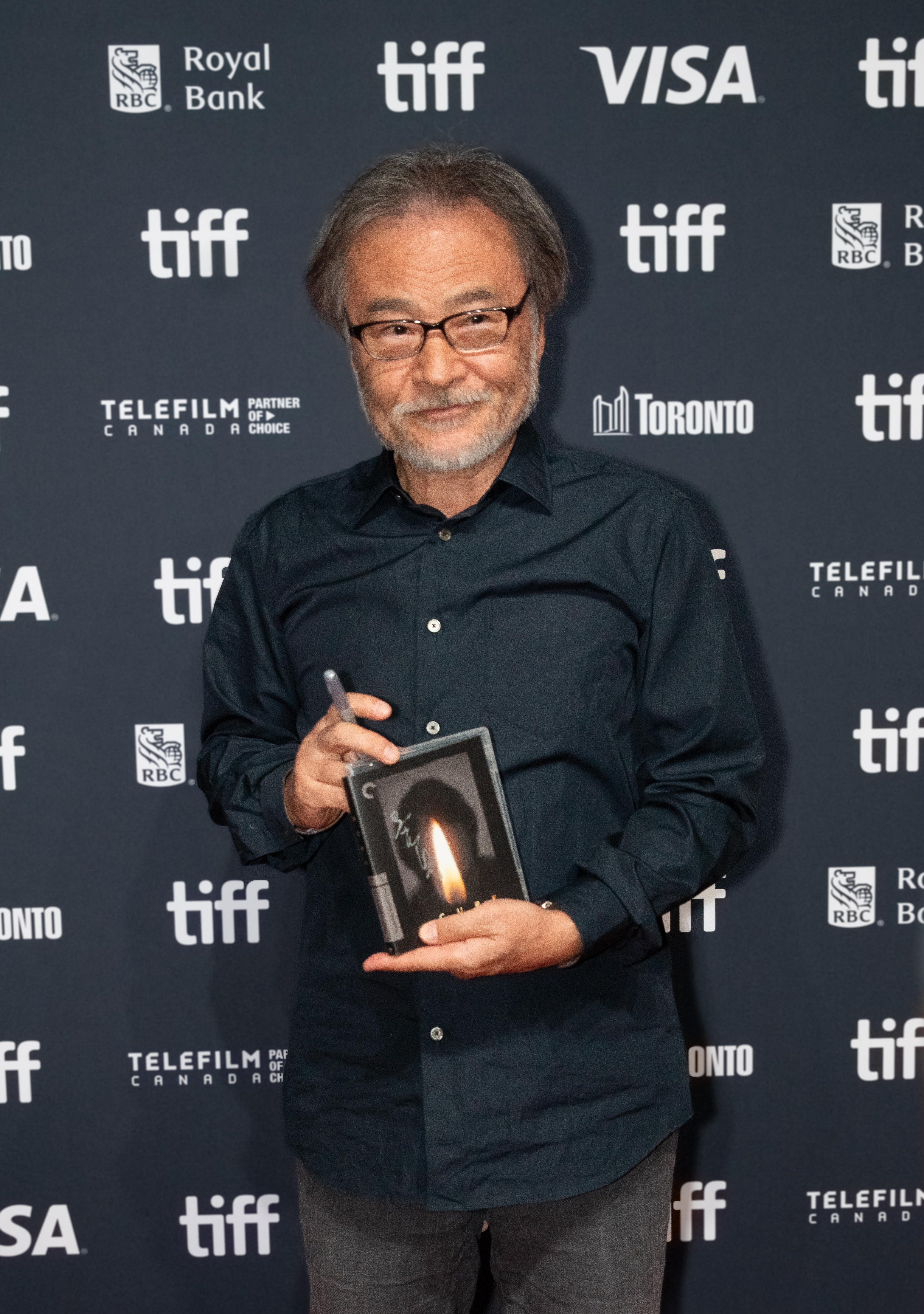
Kiyoshi Kurosawa (* 1955)

- Kurosawa, Takuya (* 1962), japanischer Rennfahrer
- Kurosch, Alexander Gennadjewitsch (1908–1971), russischer Mathematiker
- Kurose, James F. (* 1956), US-amerikanischer Informatiker
- Kurose, Jun’ya (* 1994), japanischer Fußballspieler
- Kurose, Keisuke, japanischer Rockmusiker, Metal-Musiker und Komponist
- Kurose, Takatoshi (* 1985), japanischer Badmintonspieler
- Kuroshima, Denji (1898–1943), japanischer Schriftsteller
- Kurosu, Kōnosuke (1893–1970), japanischer Mathematiker
- Kurotschkin, Jewgeni Nikolajewitsch (1940–2011), russischer Paläontologe und Ornithologe
- Kurotschkin, Pawel Alexejewitsch (1900–1989), sowjetischer Armeegeneral
- Kurotschkin, Wiktor Alexandrowitsch (1923–1976), sowjetischer Schriftsteller
- Kurotschkina, Anastassija Sergejewna (* 2000), russische Snowboarderin
- Kurotschkina, Jekaterina Sergejewna (* 1986), russische Fußballschiedsrichterassistentin
- Kurotschkina, Julija Alexandrowna (* 1974), russisches Model und Miss World (1992)
- Kurotschkina, Olessja Anatoljewna (* 1983), russische Fußballspielerin
- Kurotsu, Masaru (* 1982), japanischer Fußballspieler
- Kurouji, Keisuke (* 1991), japanischer Fußballspieler
- Kurov, Askold (* 1974), usbekischer Dokumentarfilmer
- Kurowa, Natalja Borissowna (* 1962), sowjetische Eisschnellläuferin
- Kurowski, Adolph von (1781–1835), preußischer Generalmajor
- Kurowski, Bruno (1879–1944), deutscher Jurist und Politiker (Zentrum)
- Kurowski, Christel, deutsche Fußballspielerin
- Kurowski, Eberhard von (1895–1957), deutscher Generalleutnant im Zweiten Weltkrieg
- Kurowski, Ernst Christian Wilhelm Ludwig von (1766–1831), preußischer Generalmajor
- Kurowski, Eva (* 1965), deutsche Jazz-Musikerin und Sängerin
- Kurowski, Franz (1923–2011), deutscher Schriftsteller
- Kurowski, Georgi Leopoldowitsch (1909–1991), sowjetischer Schauspieler und Synchronsprecher
- Kurowski, Gertrud (1886–1947), deutsche Schriftstellerin
- Kurowski, Krzysztof (* 2006), polnischer Fußballspieler
- Kurowski, Maciej (* 1986), polnischer Rennrodler
- Kurowski, Walter (1939–2017), deutscher Künstler, Karikaturist und Jazz-Musiker
- Kurowski-Eichen, Friedrich von (1780–1853), deutscher Schriftsteller, Erfinder und Offizier
- Kurowski-Schmitz, Aenne (1894–1968), deutsche Juristin und Diplomatin
- Kurowsky, Sonja (1938–2017), deutsche Fernsehansagerin
- Kuroyanagi, Tetsuko (* 1933), japanische Schauspielerin und SchriftstellerinTetsuko Kuroyanagi (* 1933)

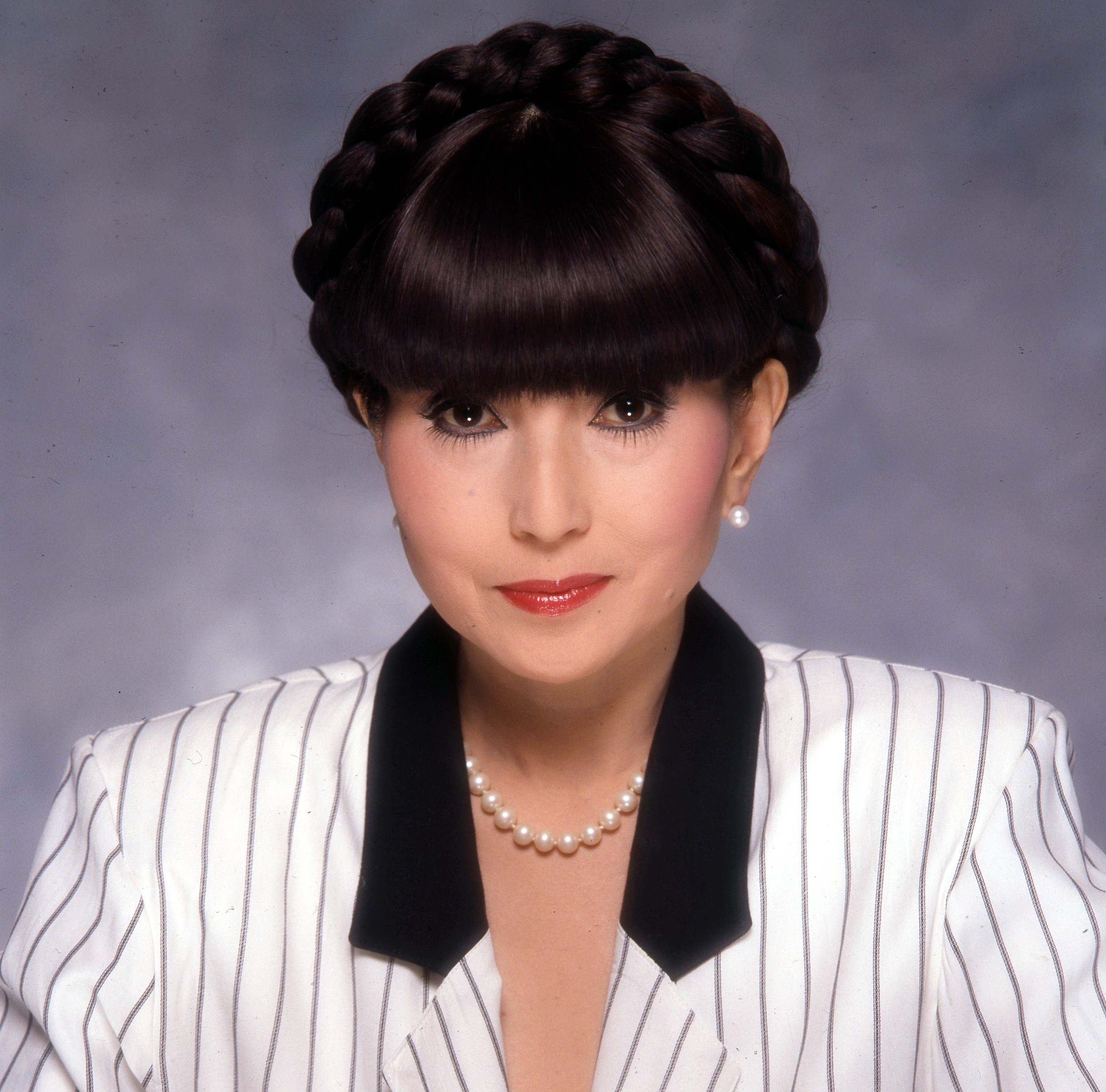
Tetsuko Kuroyanagi (* 1933)

### Kurp
- Kurpanek, Johann (* 1909), deutscher Fußballspieler
- Kurpat, Joachim (* 1941), deutscher Fußballspieler
- Kurpat, Oskar (1894–1970), deutscher Journalist
- Kürpick, Heinrich (1935–2025), deutscher Manager und Wirtschaftswissenschaftler
- Kürpick, Stefanie (* 1977), deutsche Basketballspielerin
- Kurpiel, Ladislaus (1883–1930), österreichischer Fußballspieler
- Kurpiers, Bernhard (1942–2019), deutscher Politiker (CDU), MdBB
- Kurpiewski, Wojciech (1966–2016), polnischer Kanute
- Kurpiński, Karol (1785–1857), polnischer Komponist
- Kurpisz-Stefanowa, Irena (1901–1994), polnische Pianistin und Musikpädagogin
- Kurpiun, Robert (1869–1943), deutscher Schriftsteller
- Kurpjuhn, Jörg (* 1967), deutscher Vermessungsingenieur und Behördenleiter
- Kurpuvesas, Vytautas (* 1978), litauischer Jurist und Politiker, Mitglied von Seimas

### Kurr
- Kurr, Hans-Peter (1937–2016), deutscher Schauspieler und Regisseur
- Kurr, Johann Gottlob von (1798–1870), deutscher Naturwissenschaftler
- Kurras, Alida (* 1977), deutsche Fernsehmoderatorin
- Kurras, Karl-Heinz (1927–2014), deutscher PolizeibeamterKarl-Heinz Kurras (1927–2014)

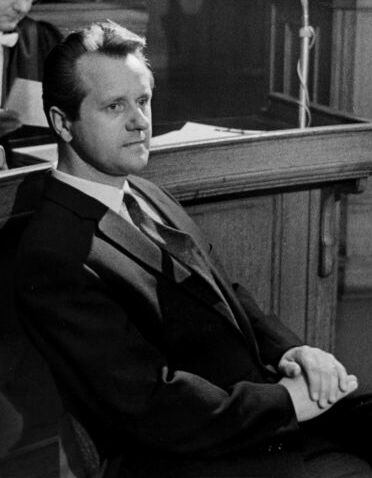
Karl-Heinz Kurras (1927–2014)

- Kurrat, Dieter (1942–2017), deutscher Fußballspieler und -trainer
- Kurrat, Hans-Jürgen (* 1944), deutscher Fußballspieler
- Kurrat, Helmut (* 1959), deutscher Handballspieler und -trainer
- Kurrat, Klaus-Dieter (* 1955), deutscher Leichtathlet und Olympiamedaillengewinner
- Kurreck, Karen (* 1962), US-amerikanische Radrennfahrerin
- Kurreck, Walter (1911–1999), deutsch-österreichischer Mediziner und SS-Führer
- Kurrein, Adolf (1846–1919), österreichischer Rabbiner, Theologe und Zionist
- Kurrell, Pamela (1939–2016), US-amerikanische Diskuswerferin
- Kurrelmeyer, William (1874–1957), US-amerikanischer Germanist deutscher Herkunft
- Kurrent, Friedrich (1931–2022), österreichischer Architekt und Autor
- Kurrer, Johann Adam (1641–1692), Rechtswissenschaftler, Advokat und Universitätssekretär in Tübingen
- Kurrer, Johann Adam (1664–1718), württembergischer Jurist, Bürgermeister von Tübingen, Mitglied des Engeren Ausschusses der Landschaft sowie Hofgerichtsassessor und Spitalpfleger
- Kurrer, Johann Adam (1680–1762), Pfarrer und Dekan
- Kurrer, Karl-Eugen (* 1952), deutscher Bauingenieur und Historiker der Bautechnik
- Kurrer, Wilhelm Heinrich Jacob von (1782–1862), deutscher Chemiker, Kattundrucker, Fachbuchautor und Industrieller
- Kurri, Jari (* 1960), finnischer Eishockeyspieler
- Kurrle, Miriam (* 1984), deutsche Sopranistin, Chorleiterin, Autorin und Operettenforscherin

### Kurs
- Kursan († 904), Sakralkönig der Magyaren
- Kursanow, Andrei Lwowitsch (1902–1999), russischer Botaniker und Biochemiker
- Kürşat-Ahlers, Elçin (* 1949), deutsch-türkische Wirtschafts- und Sozialwissenschaftlerin
- Kursawa, Manfred (1933–2001), deutscher Fußballfunktionär
- Kursawe, Dieter (1934–1996), deutscher Schauspieler, Kabarettist und Synchronsprecher
- Kürsch, Hansi (* 1966), deutscher Sänger der deutschen Metal-Band Blind GuardianHansi Kürsch (* 1966)

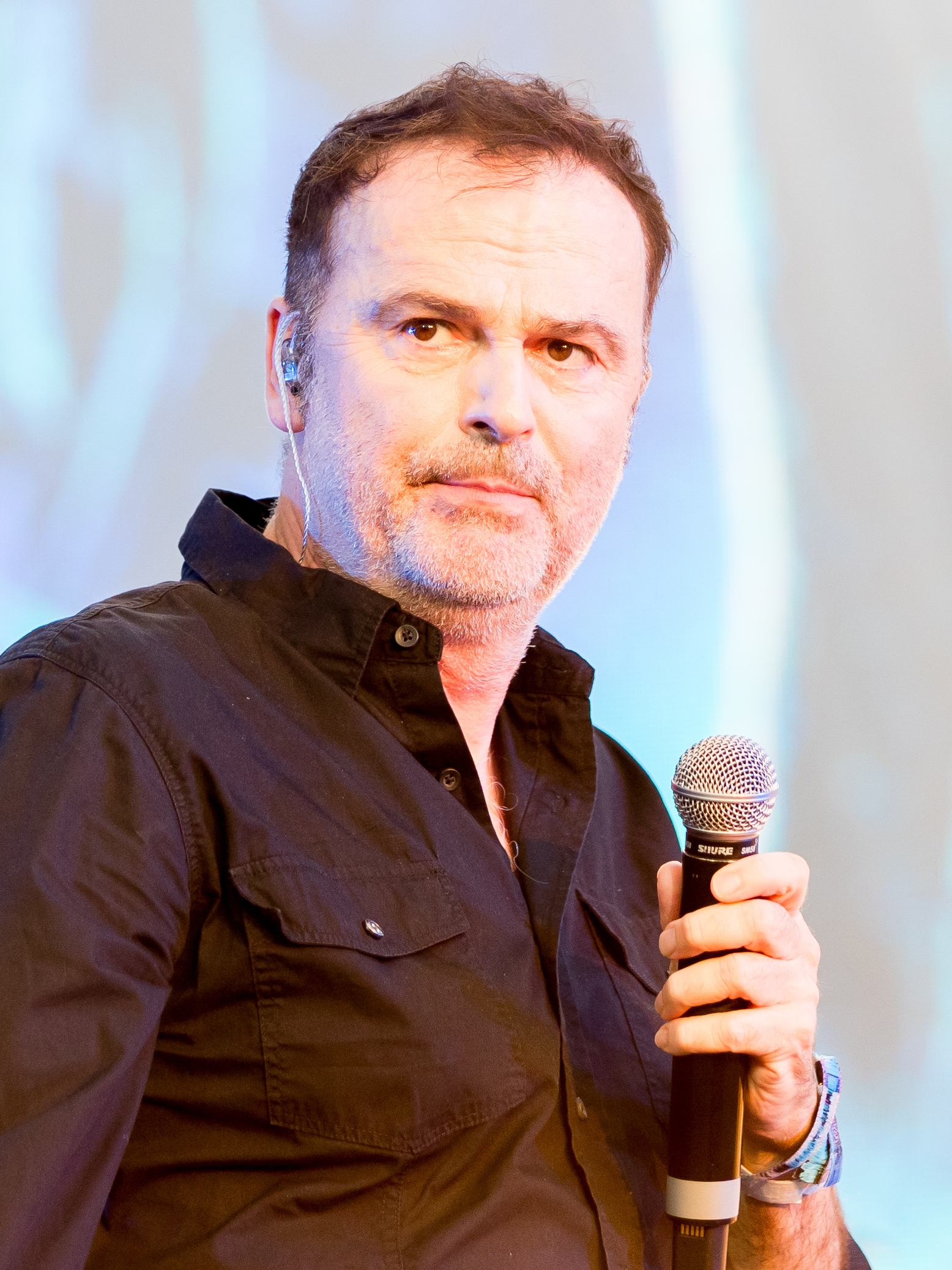
Hansi Kürsch (* 1966)

- Kürschák, József (1864–1933), ungarischer Mathematiker
- Kurschat, Friedrich (1806–1884), deutscher evangelischer Theologe und Lektor der Litauischen Sprache in Königsberg
- Kurschat, Harry (1930–2022), deutscher Boxer
- Kurschat, Wolfram (* 1975), deutscher Mountainbiker
- Kurscheid, Thomas (* 1964), deutscher ArztThomas Kurscheid (* 1964)

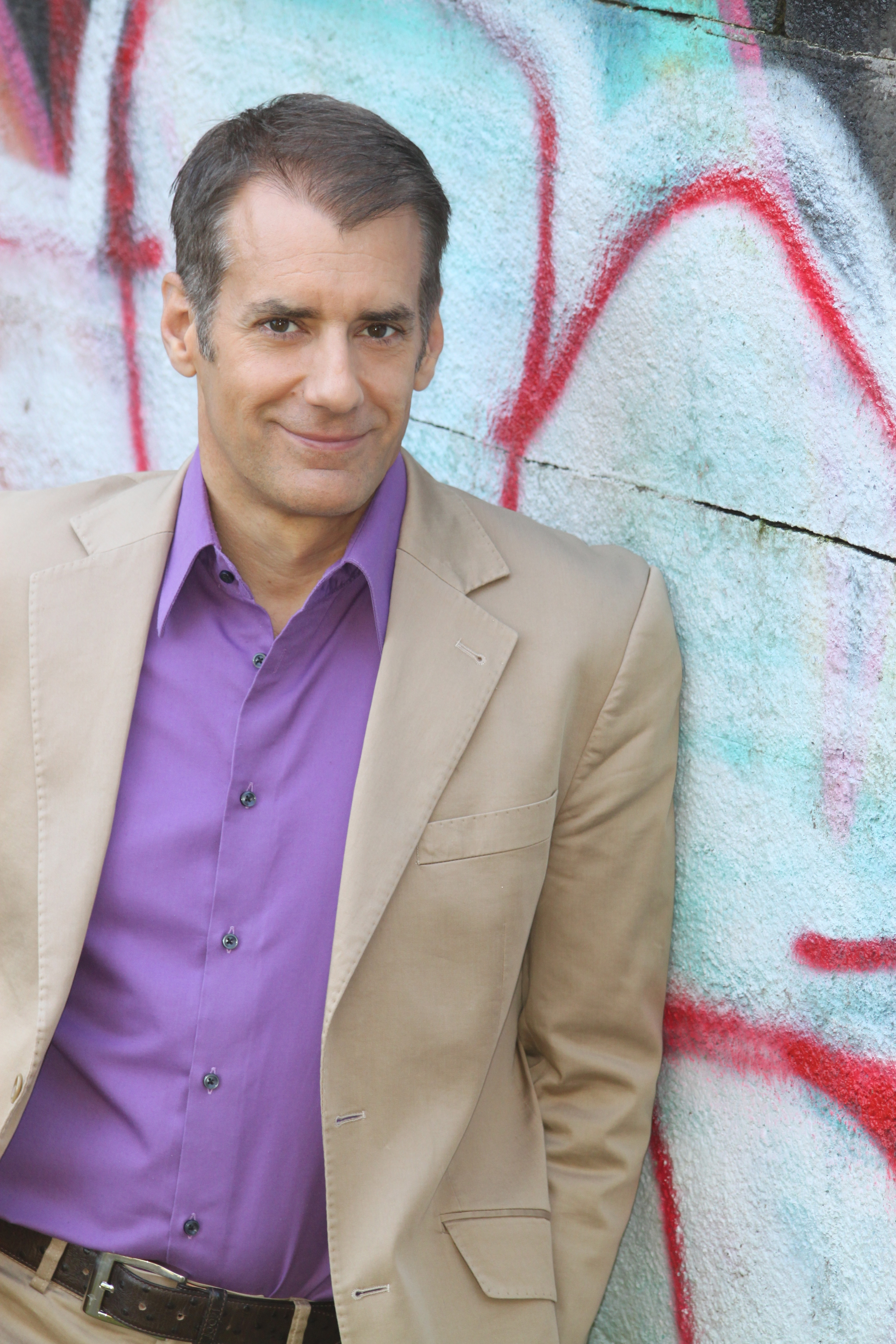
Thomas Kurscheid (* 1964)

- Kurschel, Martin (* 1969), österreichischer Unternehmer und Immobilienentwickler
- Kürschner, Carl (* 1804), deutscher Buchhändler und Verleger sowie 1849 Mitglied der Mecklenburgischen Abgeordnetenversammlung
- Kürschner, Dieter (1935–2013), deutscher Autor, Militärhistoriker und Heimatforscher
- Kürschner, Erich (1889–1966), deutscher evangelischer Pfarrer, religiöser Sozialist und Widerstandskämpfer
- Kürschner, Erich (* 1904), deutscher Jurist und Landrat
- Kürschner, Erich (1911–1977), deutscher Puppenspieler
- Kürschner, Eugen (1890–1939), ungarischer Filmproduktionsleiter und Aufnahmeleiter beim deutschen Film
- Kürschner, Franz (1929–1973), deutscher Maler und Grafiker in Thüringen
- Kürschner, Izidor (1885–1941), ungarischer Fußballspieler und -trainer
- Kürschner, Jan (* 1974), deutscher Rechtsanwalt und Politiker (Bündnis 90/Die Grünen), MdL
- Kürschner, Jörg (* 1951), deutscher Jurist und Journalist
- Kürschner, Joseph (1853–1902), deutscher Schriftsteller und Lexikograph
- Kürschner, Ottilie (* 1915), deutsche Kostümbildnerin und Puppengestalterin
- Kürschner, Otto (1904–1964), deutscher Radrennfahrer
- Kürschner, Renée (1895–1939), ungarisch-deutsche Theater- und Stummfilmschauspielerin
- Kürschner, Sebastian (* 1976), deutscher Sprachwissenschaftler
- Kürschner, Wilfried (* 1945), deutscher Sprachwissenschaftler
- Kürschner, Wilhelm (1869–1914), Baumeister des Historismus
- Kurschumi, Abdullah (1932–2007), jemenitischer Politiker
- Kurschus, Annette (* 1963), deutsche evangelische Theologin, Präses der EKvW, Ratsvorsitzende der EKDAnnette Kurschus (* 1963)

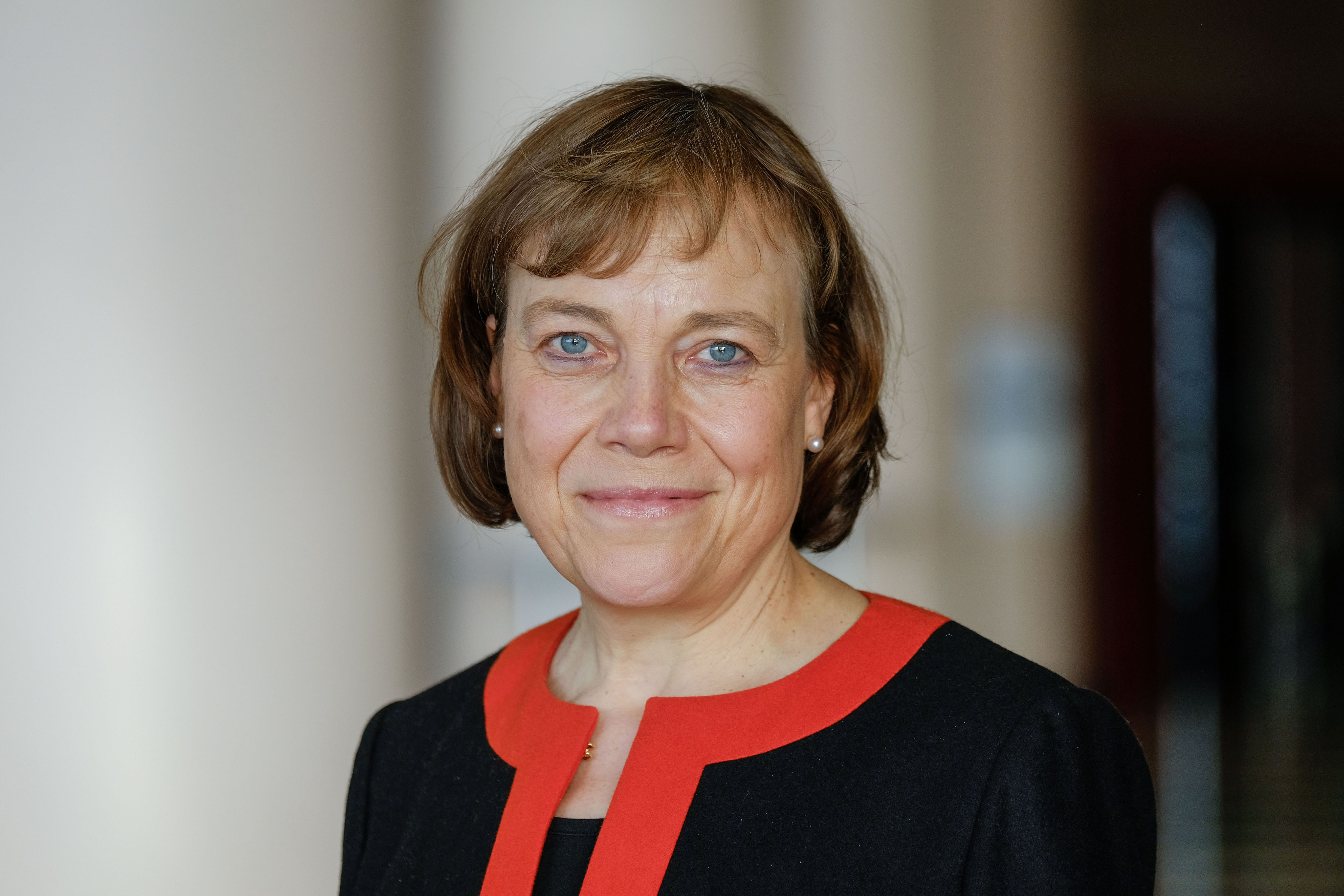
Annette Kurschus (* 1963)

- Kursell, Christopher Engelbrecht von (1685–1756), Herr auf Echmes, Klein-Rude und Kurrefer
- Kursell, Christopher Heinrich von (1722–1795), Herr auf Ocht, preußischer Leutnant und russischer Generalleutnant
- Kursell, Klaus († 1570), Herr auf Sommerpahlen, schwedischer Feldobrist
- Kursell, Konstantin von (1806–1880), kaiserlich-russischer Generalleutnant
- Kursell, Moritz Engelbrecht von (1744–1799), Herr auf Orrisaar und Essenberg
- Kursell, Otto von (1884–1967), deutsch-baltischer Maler, Grafiker und Politiker (NSDAP), MdROtto von Kursell (1884–1967)

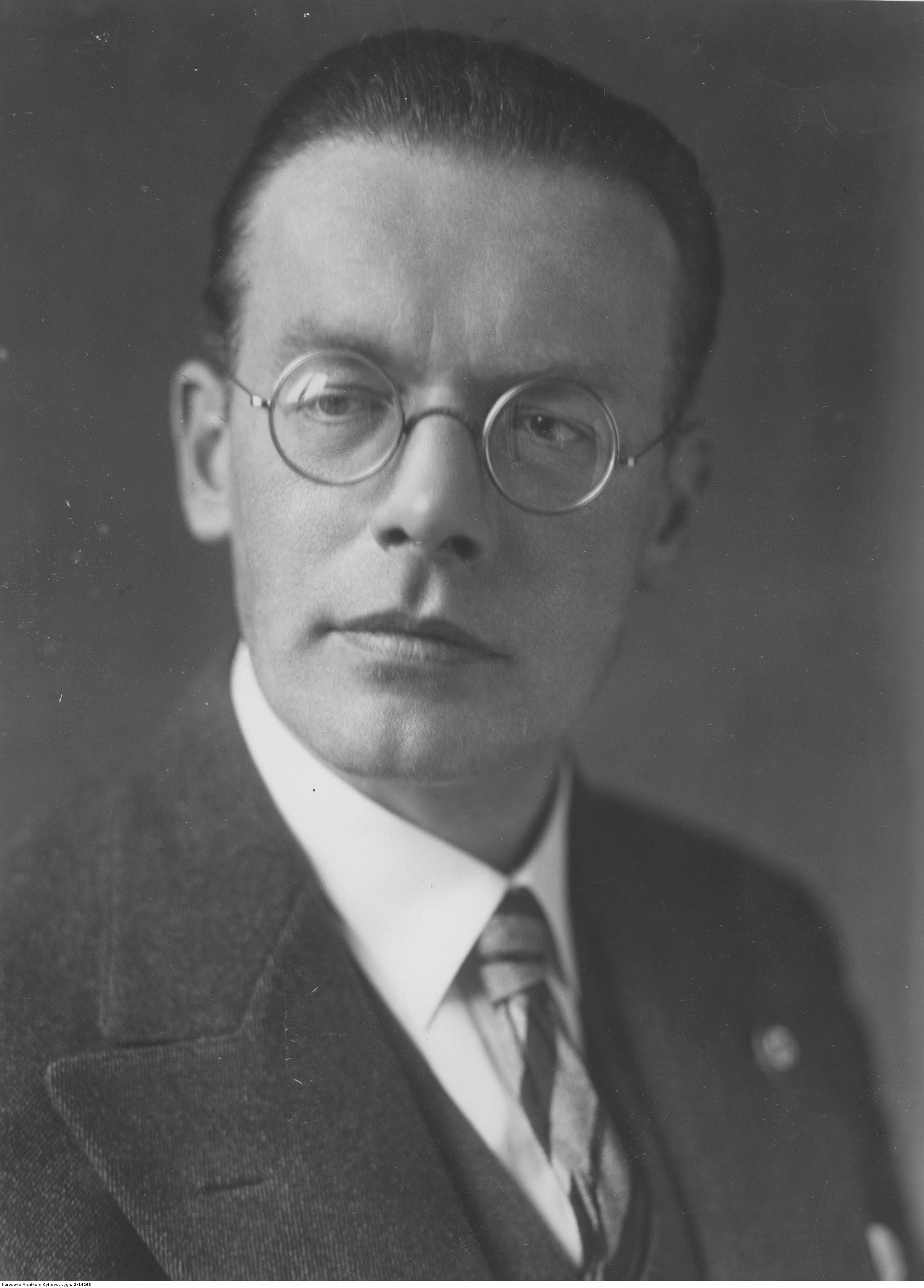
Otto von Kursell (1884–1967)

- Kurshan, Robert (1943–2021), US-amerikanischer Informatiker
- Kürsinger, Carl von (1797–1849), österreichischer Pfleger und Politiker
- Kürsinger, Ignaz von (1795–1861), österreichischer Beamter, Schriftsteller, Topograf und Bergsteiger
- Kursinski, Peter (* 1956), deutscher Fußballspieler
- Kurski, Franz (1877–1950), Archivar des Allgemeinen Jüdischen Arbeiterbunds und Historiker
- Kurski, Jacek (* 1966), polnischer Politiker, Mitglied des Sejm, MdEP
- Kurski, Jarosław (* 1963), polnischer Journalist
- Kursner, Romain (* 1996), Schweizer Fussballspieler
- Kurssel, Heinrich Adolf von (1693–1758), preußischer Generalmajor
- Kurssel, Karl Heinrich von (1780–1853), preußischer Generalleutnant, Kommandant der Festung Neiße
- Kurssinski, Alexander Antonowitsch (1873–1919), russischer Dichter, Übersetzer und Literaturkritiker
- Kürsteiner, Louis (1862–1922), Schweizer Bauingenieur
- Kürsteiner, Peter (* 1968), deutscher Gedächtnistrainer und Autor
- Kürsten, Martin (1931–2019), deutscher Geologe
- Kürsten, Sylvie (* 1979), deutsche Kulturjournalistin, Moderatorin, Regisseurin und Dokumentarfilmautorin
- Kurstin, Greg (* 1969), US-amerikanischer MusikerGreg Kurstin (* 1969)

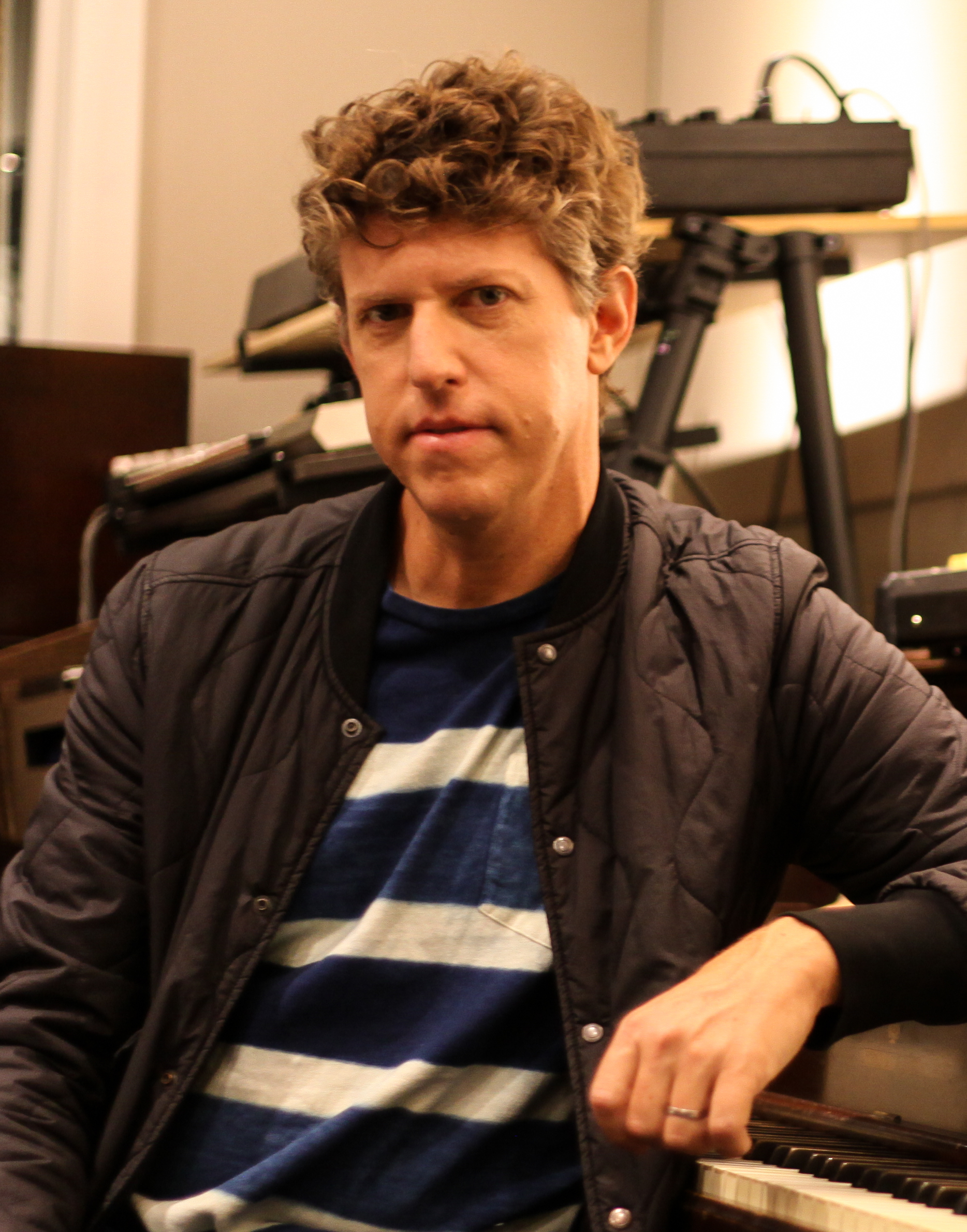
Greg Kurstin (* 1969)

- Kürstner, Thomas (* 1972), deutscher Musiker und Performer
- Kursula, Jussi (* 2000), deutscher Unihockeyspieler
- Kurşunlu, Ramazan (* 1981), türkischer Fußballspieler
- Kurşunoğlu, Behram (1922–2003), türkischer Physiker

### Kurt
- Kurt, Alexandra (* 1997), luxemburgisch-deutsche Filmregisseurin und Drehbuchautorin
- Kurt, Alfred (1916–2004), Schweizer Forstwissenschaftler und Hochschullehrer
- Kurt, Can (* 2001), österreichischer Fußballspieler
- Kurt, Chandra (* 1968), Schweizer Wein-Autorin
- Kurt, Erhan (* 1987), türkischer Fußballspieler
- Kurt, Hassan (* 1970), türkischer Marathonläufer
- Kurt, Hedwig (1877–1951), deutsche Politikerin (SPD)
- Kurt, Hildegard (* 1958), deutsche Kulturwissenschaftlerin
- Kurt, İsmail (1934–2017), türkischer Fußballspieler
- Kurt, Kaan (* 2001), deutscher Fußballspieler
- Kurt, Kemal (1947–2002), deutscher Schriftsteller, Übersetzer und Fotograf türkischer Herkunft
- Kurt, Marlene (* 1943), kanadische Diskuswerferin und Kugelstoßerin
- Kurt, Mehmet (* 1996), deutscher Fußballspieler
- Kurt, Melanie (1880–1941), österreichische Opernsängerin (Sopran)
- Kurt, Mert (* 2002), belgisch-türkischer Fußballspieler
- Kurt, Metin (1948–2012), türkischer Fußballspieler und -trainer
- Kurt, Michael (* 1980), Schweizer Kanute
- Kurt, Mustafa (* 1968), deutsch-türkischer Fußballspieler
- Kurt, Okan (* 1995), deutsch-türkischer Fußballspieler
- Kurt, Reha (* 1989), türkischer Fußballspieler
- Kurt, Resul (* 1971), türkischer Politiker (AKP)
- Kurt, Sabahudin (1935–2018), jugoslawischer Sänger
- Kurt, Şeyda (* 1992), freie Journalistin, Kuratorin, Moderatorin, Speakerin und BuchautorinŞeyda Kurt (* 1992)

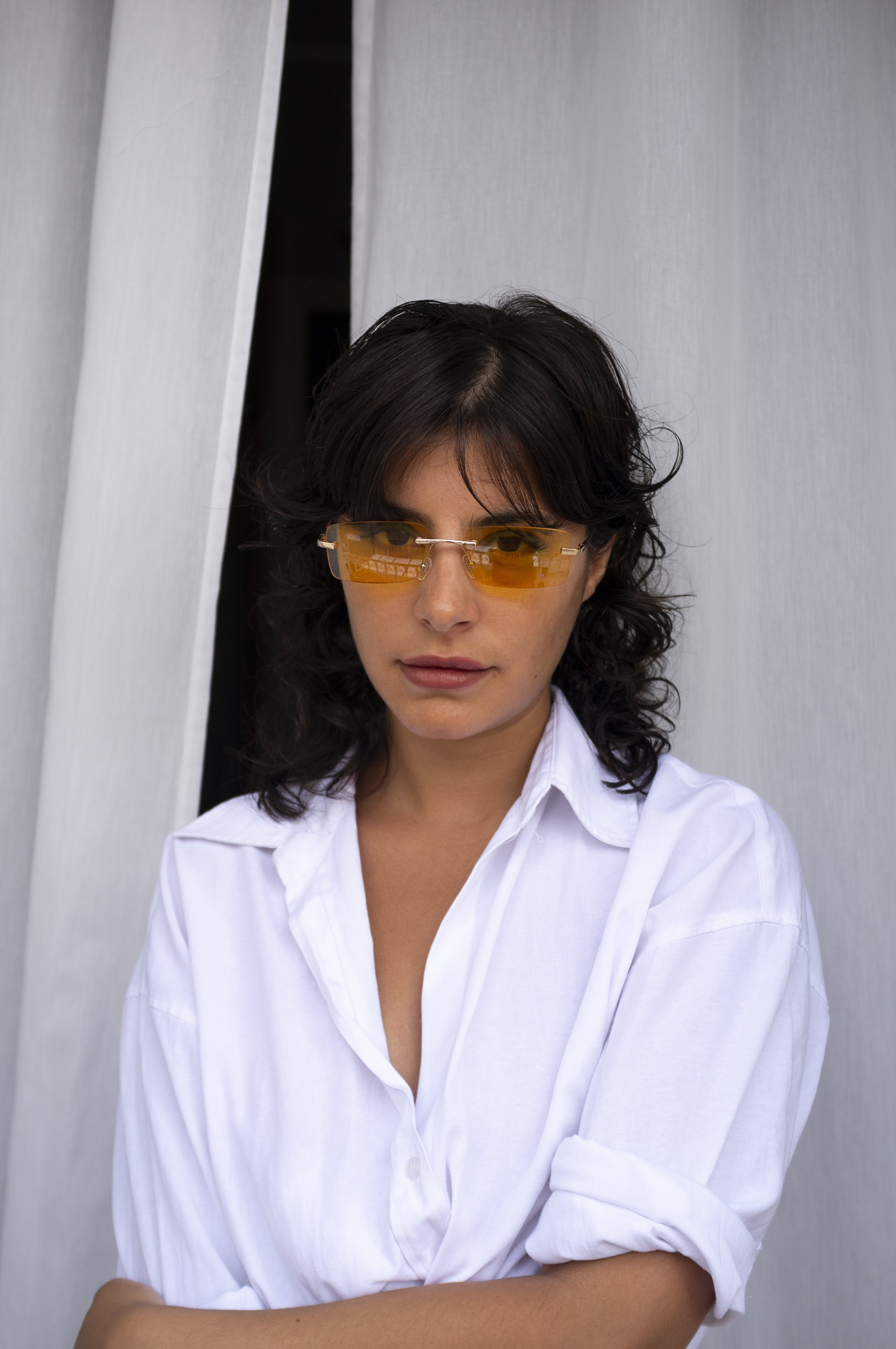
Şeyda Kurt (* 1992)

- Kurt, Sinan (* 1995), deutschtürkischer Fußballspieler
- Kurt, Sinan (* 1996), deutscher Fußballspieler
- Kurt, Stefan (* 1959), Schweizer SchauspielerStefan Kurt (* 1959)

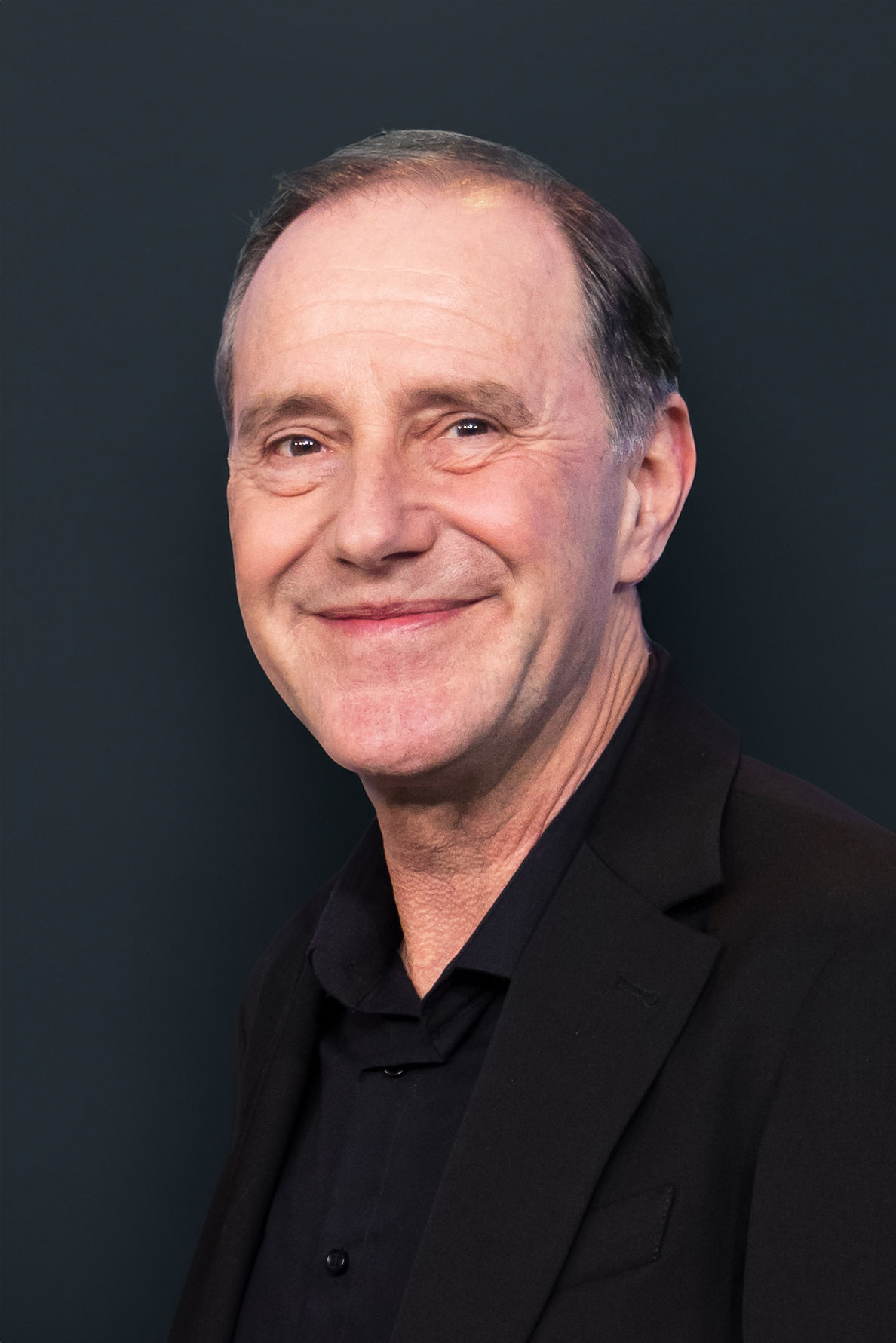
Stefan Kurt (* 1959)

- Kurt, Taylan (* 1988), deutscher Politiker (Bündnis 90/Die Grünen), MdA
- Kurt, Ümit (* 1991), türkischer Fußballspieler
- Kurt, Yaşar (* 1968), türkisch-armenischer Musiker
- Kurtág, György (* 1926), ungarischer Komponist
- Kurtág, György junior (* 1954), ungarischer Komponist und Synthesizerspieler
- Kurtág, Márta (1927–2019), ungarische klassische Pianistin
- Kurtagić, Alex (* 1970), britischer Autor und Musiker
- Kurtagić, Damir (* 1974), bosnisch-kroatischer Basketballspieler
- Kurtagic, Emir (* 1980), bosnisch-deutscher Handballspieler und -trainer
- Kurtagic, Mirza (* 1984), schwedischer Handballschiedsrichter
- Kurtanidse, Eldari Luka (* 1972), georgischer Ringer
- Kurtanidse, Koba (1964–2005), sowjetischer Judoka
- Kurtar, Güvenç (* 1950), türkischer Fußballspieler und -trainer
- Kurtaran, Caner (* 1978), türkischer Schauspieler
- Kurtcebe, Nuri (* 1949), türkischer Karikaturist und Autor
- Kurte, Andreas (* 1964), deutscher römisch-katholischer Geistlicher
- Kürtel, Michael (1798–1855), nassauischer Politiker
- Kürten, Achim (* 1945), deutscher Filmeditor
- Kürten, Arnold (1842–1912), deutscher Arzt und Sanitätsrat
- Kürten, Berno (* 1956), deutscher Filmregisseur
- Kurtén, Björn (1924–1988), finnischer Paläontologe
- Kürten, Carlernst (1921–2000), deutscher Bildhauer
- Kürten, Dieter (* 1935), deutscher SportreporterDieter Kürten (* 1935)

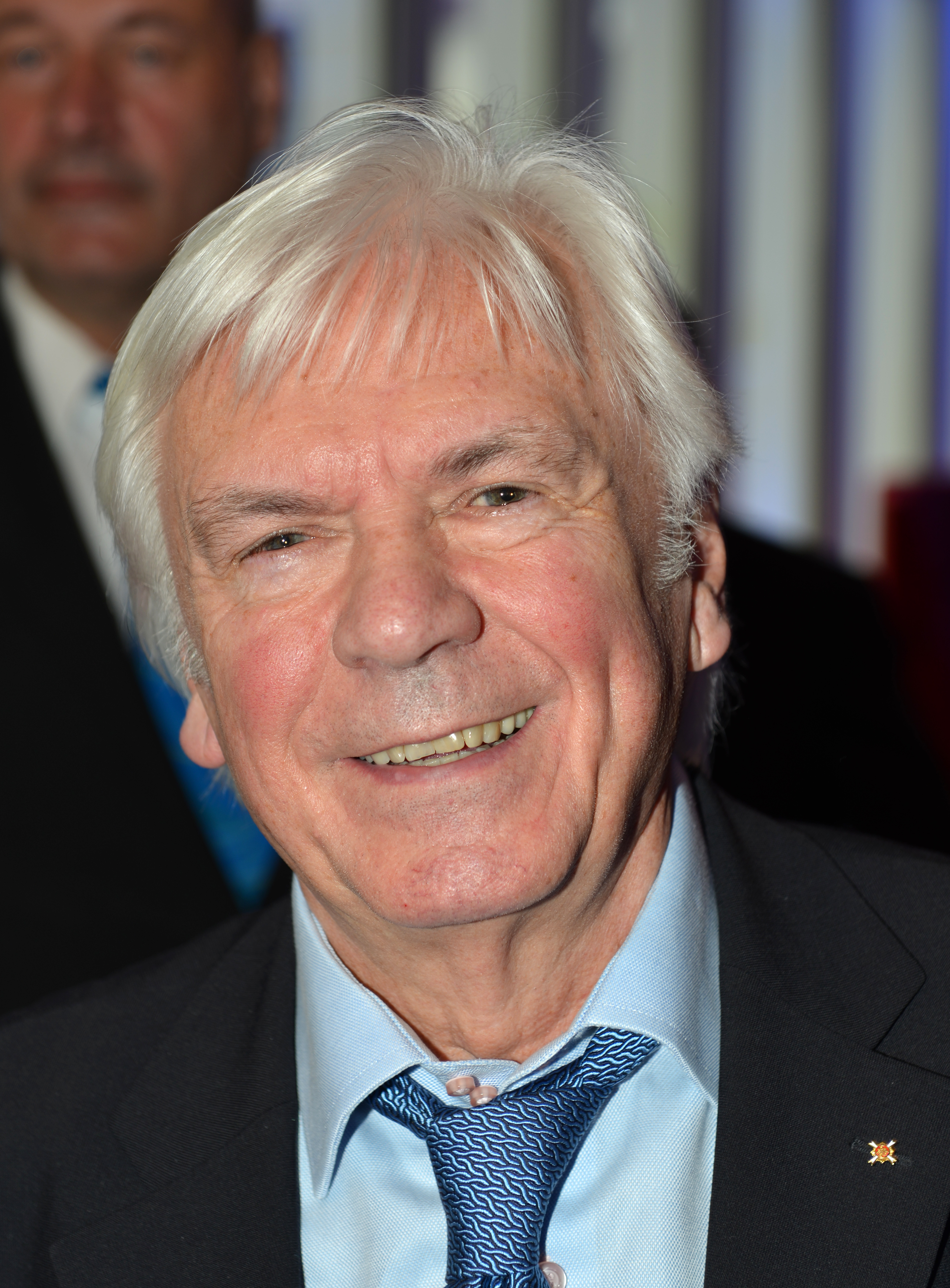
Dieter Kürten (* 1935)

- Kürten, Dina (* 1976), deutsche Synchronsprecherin
- Kürten, Edith, deutsche Behördenleiterin
- Kürten, Franz Peter (1891–1957), deutscher Autor und Mundartschriftsteller
- Kürten, Gerold (1927–1993), deutscher Musikpädagoge, Komponist und Orchesterleiter
- Kürten, Heinz (1891–1966), deutscher Internist und Hochschullehrer
- Kürten, Jessica (* 1969), irische Springreiterin
- Kürten, Josef (1928–2010), deutscher Politiker (CDU), Oberbürgermeister in Düsseldorf (1979–1984)
- Kürten, Kurt (1920–1993), deutscher Heimatdichter, Zeichner und Heimatpfleger
- Kürten, Oskar (1886–1973), deutscher Beamter
- Kürten, Peter (1883–1931), deutscher SerienmörderPeter Kürten (1883–1931)

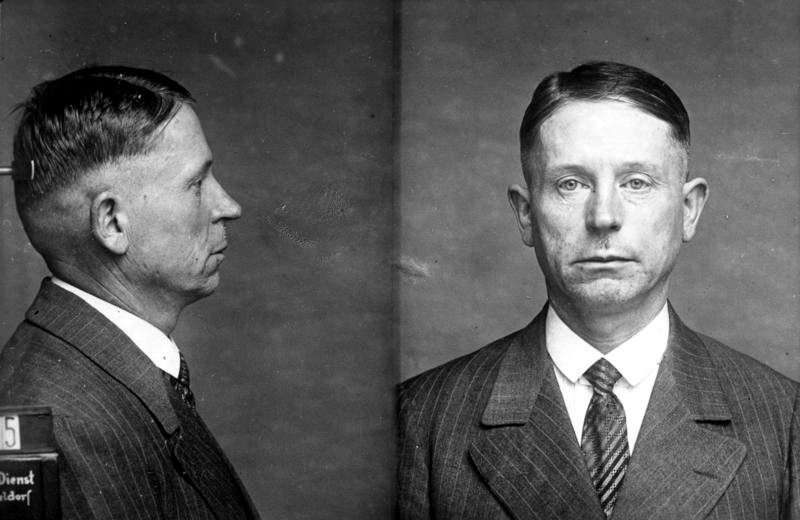
Peter Kürten (1883–1931)

- Kürten, Stefan (* 1959), deutscher Medienmanager
- Kürten, Stephanie (* 1978), deutsche Eishockeyspielerin
- Kürten, Wilhelm (1901–1975), deutscher Schauspieler, Rundfunk-, Hörspiel- und Synchronsprecher
- Kürten, Willi (1908–1944), deutscher Hürdenläufer
- Kurtenacker, Albin (1886–1962), Chemiker
- Kurtenbach, Dirk (* 1964), deutscher Fußballspieler und -trainer
- Kurtenbach, Orland (* 1936), kanadischer Eishockeyspieler und -trainer
- Kurtenbach, Sebastian (* 1987), deutscher Sozialwissenschaftler und Hochschullehrer
- Kurtes, Marija (* 1986), deutsche Fußballschiedsrichterin
- Kurteš, Zoran (1965–2010), serbischer Handballspieler und -trainer
- Kurtew, Kiril (1891–1971), bulgarischer Geistlicher, Apostolischer Exarch von Sofia
- Kurth, Alfred (1865–1937), Schweizer Uhrenfabrikant und Politiker
- Kurth, Andrea (* 1957), deutsche Ruderin
- Kurth, Annette (* 1957), deutsche Hörspielregisseurin
- Kurth, Anton, deutscher Synchronsprecher und Hörspielsprecher
- Kurth, Bärbel-Maria (* 1954), deutsche Mathematikerin, Statistikerin und Epidemiologin
- Kurth, Bettina (* 1973), deutsche Schauspielerin und Hörspielsprecherin
- Kurth, Betty (1878–1948), österreichische Kunsthistorikerin und Autorin
- Kurth, Brunhild (* 1954), deutsche Politikerin (CDU), Staatsministerin in Sachsen
- Kurth, Burkhard (1943–2015), deutscher Schauspieler
- Kurth, Daniel (* 1973), deutscher Politiker (SPD), MdLDaniel Kurth (* 1973)

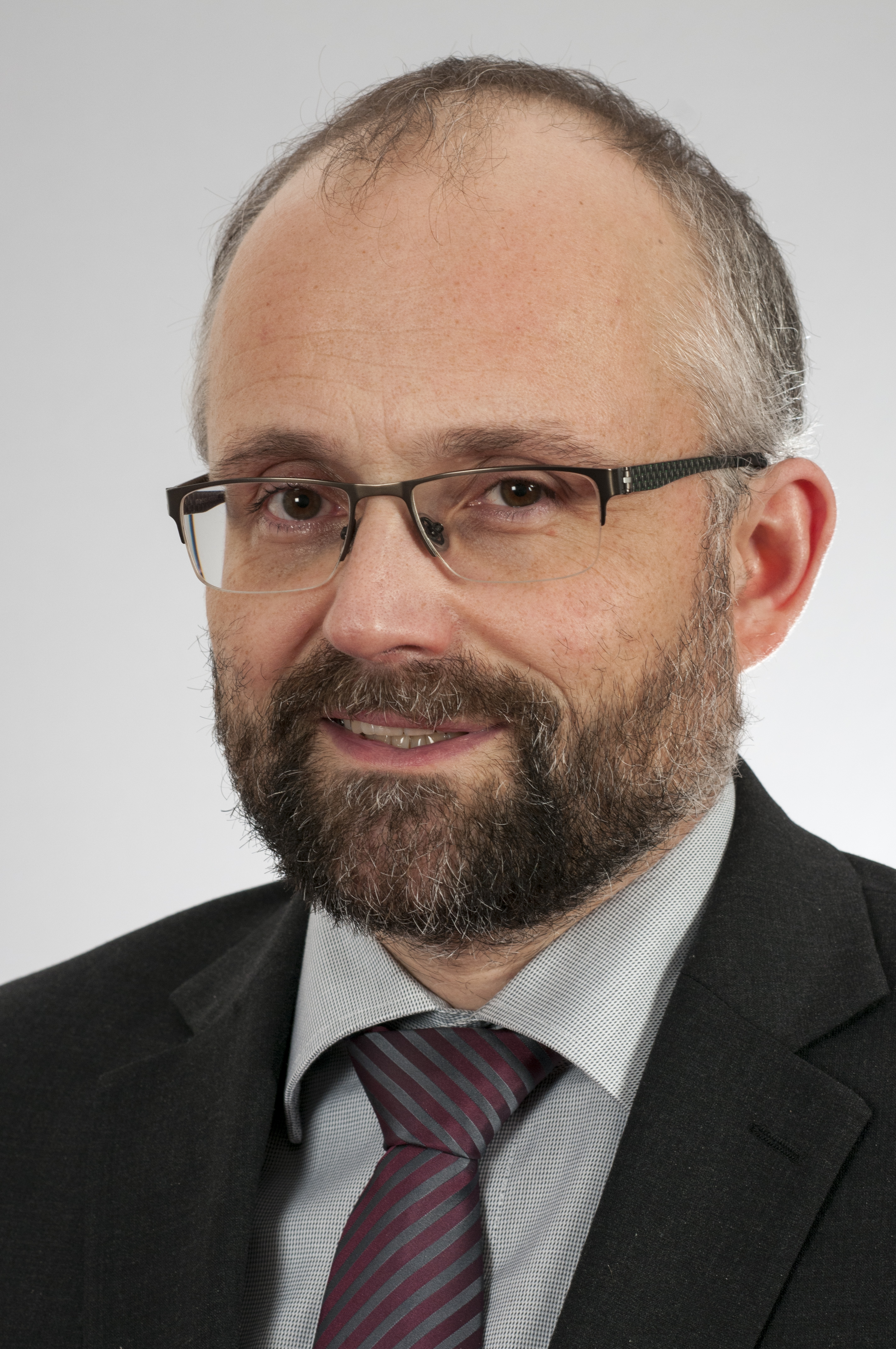
Daniel Kurth (* 1973)

- Kurth, Detlef (* 1966), deutscher Stadtplaner und Hochschullehrer
- Kurth, Dieter (* 1942), deutscher Ägyptologe
- Kurth, Dieter (* 1962), deutscher Fußballspieler
- Kurth, Ernst (1886–1946), Schweizer Musiktheoretiker
- Kurth, Ernst (1941–2023), deutscher Fußballspieler und -trainer
- Kurth, Frank (* 1962), deutscher Fußballspieler
- Kurth, Friedrich (1898–1952), preußischer Landrat
- Kurth, Friedrich (1911–1988), deutscher Bauingenieur, Professor für Stahlbau, Rektor der Technischen Hochschule Magdeburg
- Kurth, Fritz (1889–1971), deutscher Maler und Grafiker
- Kurth, Godefroid (1847–1916), belgischer Historiker
- Kurth, Gottfried (1912–1990), deutscher Anthropologe und Hochschullehrer
- Kurth, Gotthilf (* 1805), deutscher Strumpffabrikant
- Kurth, Hanns (1894–1968), österreichischer Schauspieler
- Kurth, Hans (1896–1973), deutscher Politiker (DSP, NSFP), MdR
- Kurth, Heiko (1938–2004), deutscher Fußballspieler
- Kurth, Horst (1930–2022), deutscher Forstwissenschaftler und Hochschullehrer
- Kurth, Jan F. (* 1982), deutscher Jazz- und Improvisationsmusiker (Gesang, Live-Elektronik, Komposition)
- Kurth, Josef (1894–1968), deutscher Komponist, Sänger und Texter
- Kurth, Julius (1870–1949), deutscher Pfarrer, Privatgelehrter und Autor
- Kurth, Luzie (* 1997), deutsche Schauspielerin und Hörspielsprecherin
- Kurth, Marco (* 1978), deutscher Fußballspieler und Nachwuchstrainer
- Kurth, Mariam (* 1976), deutsche Schauspielerin und Synchronsprecherin
- Kurth, Markus (* 1966), deutscher Politiker (Bündnis 90/Die Grünen), MdB
- Kurth, Markus (* 1973), deutscher Fußballspieler und -trainer
- Kurth, Matthias (* 1952), deutscher Jurist, Politiker (SPD), MdL, Präsident der Bundesnetzagentur (Regulierungsbehörde)
- Kurth, Otto (1912–1996), deutscher Schauspieler und Regisseur
- Kurth, Patrick (* 1976), deutscher Politiker (FDP), MdB
- Kurth, Peter (* 1957), deutscher SchauspielerPeter Kurth (* 1957)

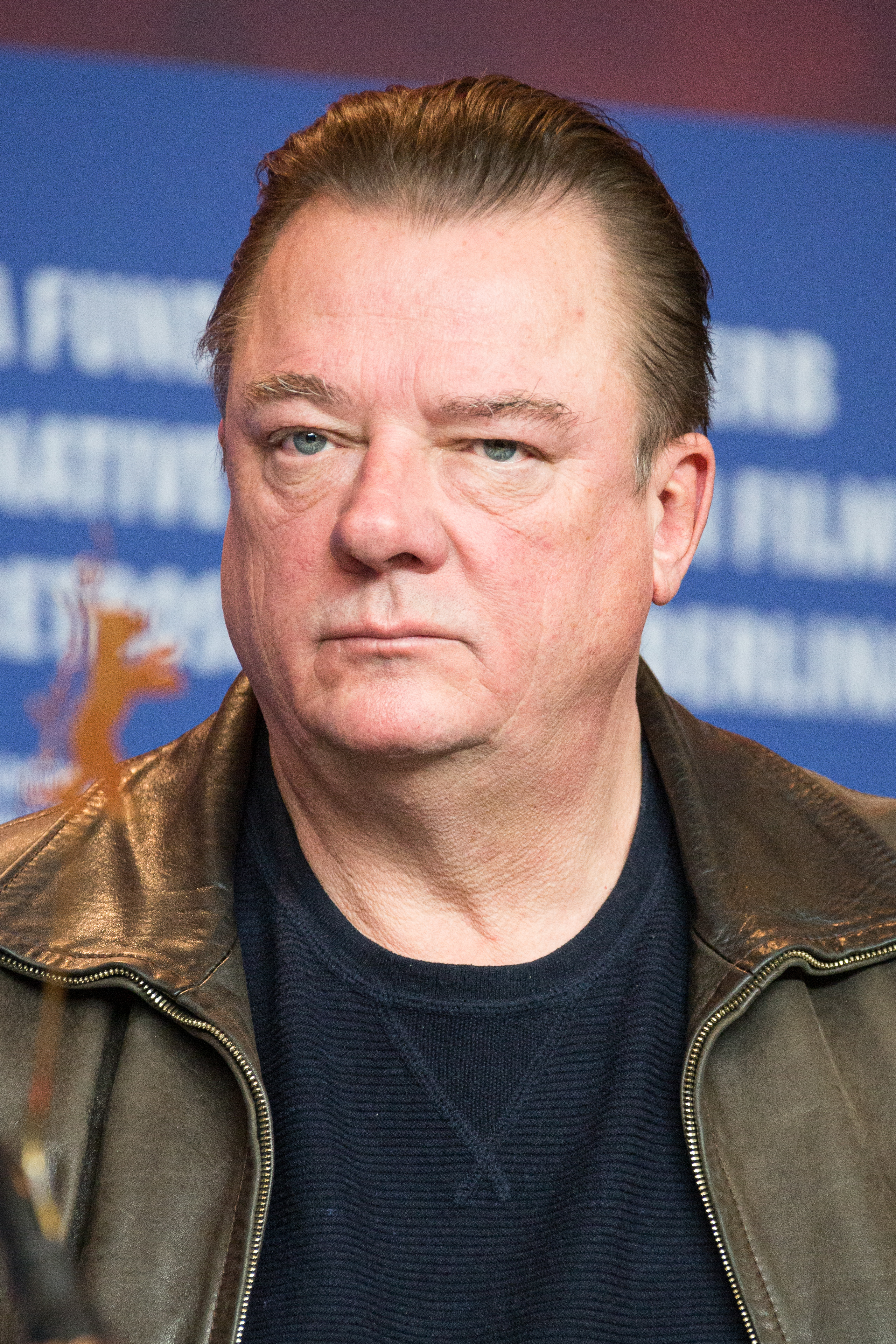
Peter Kurth (* 1957)

- Kurth, Peter (* 1960), deutscher Politiker (CDU), MdA
- Kurth, Petra, deutsche Fußballspielerin
- Kurth, Reiner (* 1951), deutscher Kanute (DDR)
- Kurth, Reinhard (1942–2014), deutscher Virologe und Arzt
- Kürth, Richard (1875–1964), österreichischer Politiker (GDVP), Abgeordneter des Salzburger Landtages
- Kurth, Richard (1908–1970), deutscher Konditor
- Kurth, Ulrich (1953–2021), deutscher Musikwissenschaftler, Musikredakteur und Jazzforscher
- Kurth, Undine (* 1951), deutsche Politikerin (Bündnis 90/Die Grünen), MdB
- Kurth, Wilhelm (1893–1946), deutscher Politiker (SPD) und Oberbürgermeister von Koblenz
- Kurth, Willy (1881–1963), deutscher Kunsthistoriker
- Kurths, Jürgen (* 1953), deutscher Physiker und Mathematiker
- Kürthy, Ildikó von (* 1968), deutsche Schriftstellerin und Journalistin
- Kürthy, Tamás (1921–1994), deutscher Erziehungswissenschaftler
- Kurti, Albin (* 1975), kosovarischer PolitikerAlbin Kurti (* 1975)

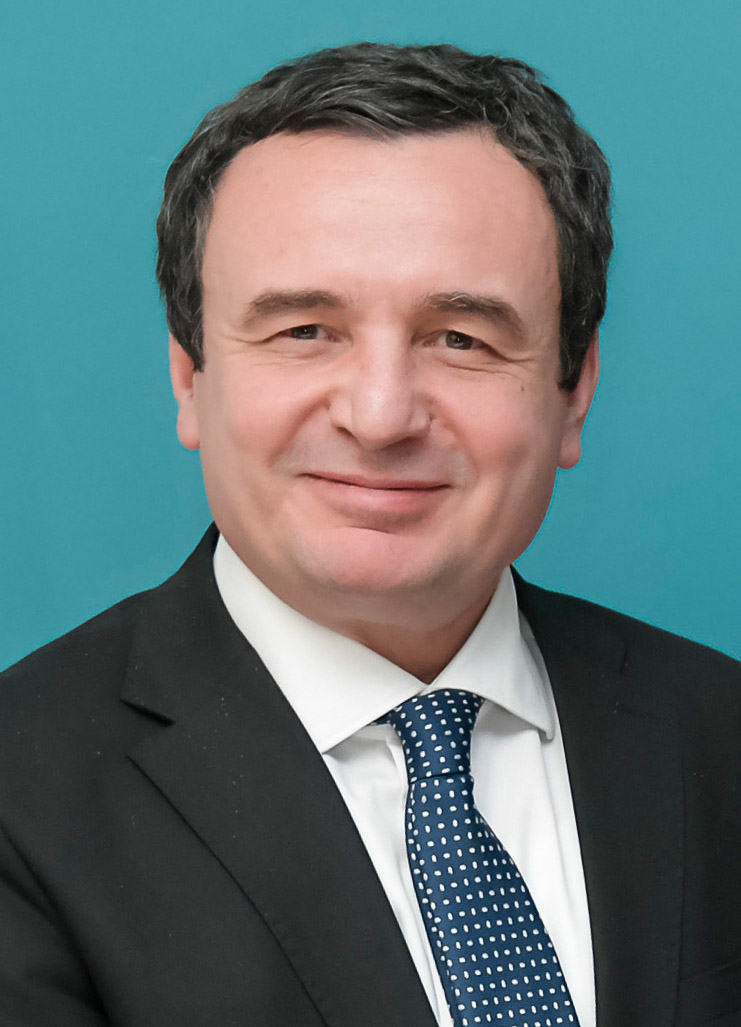
Albin Kurti (* 1975)

- Kürti, Ellen (1902–1966), ungarische Schauspielerin
- Kürti, Gustav (1903–1978), österreichisch-amerikanischer Mathematiker und Physiker
- Kürti, László (* 1973), ungarisch-US-amerikanischer Chemiker
- Kurti, Nicholas (1908–1998), ungarisch-britischer Tieftemperaturphysiker
- Kurti, Tinka (* 1932), albanische Schauspielerin
- Kurtić, Jasmin (* 1989), slowenischer Fußballspieler
- Kurtinaitis, Dobilas (* 1958), litauischer Politiker
- Kurtinaitis, Rimas (* 1960), litauischer Basketballtrainer und ehemaliger -spieler
- Kurtis, Bill (* 1940), US-amerikanischer Journalist
- Kurtis, Frank (1908–1987), US-amerikanischer Rennwagen-Designer
- Kurtiši, Mensur (* 1986), mazedonisch-österreichischer Fußballspieler
- Kurtiz, Tuncel (1936–2013), türkischer Film- und Theaterschauspieler und -regisseur
- Kurto, Filip (* 1991), polnischer Fußballspieler
- Kurtoğlu, Aydın (* 1983), türkischer Popmusiker
- Kurtoğlu, Cengiz (* 1959), türkischer Musiker
- Kurtović, Amanda (* 1991), norwegische Handballspielerin
- Kurtović, Hamza (1997–2020), Opfer des Anschlags in Hanau vom 19. Februar 2020
- Kurtovitch, Nicolas (* 1955), französischer Schriftsteller aus Neukaledonien
- Kurts, Christian (* 1964), deutscher Hochschullehrer und Immunologe
- Kurtschatow, Boris Wassiljewitsch (1905–1972), sowjetischer Radiochemiker
- Kurtschatow, Igor Wassiljewitsch (1903–1960), sowjetischer PhysikerIgor Wassiljewitsch Kurtschatow (1903–1960)

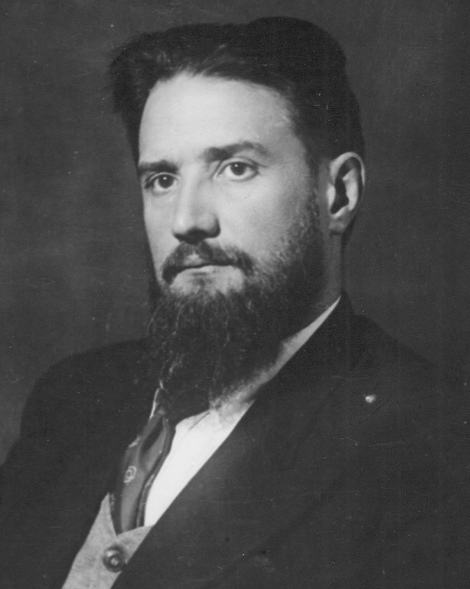
Igor Wassiljewitsch Kurtschatow (1903–1960)

- Kurtschau, Andrej (* 1980), belarussischer Handballspieler und -trainer
- Kurtscheid, Bertrand (1877–1941), deutscher Franziskaner und Kirchenrechtler
- Kurtscheid, Heinrich (1872–1961), Vorsitzender des christlichen Holzarbeiterverbandes
- Kurtschenko, Serhij (* 1985), ukrainischer Unternehmer und Sportfunktionär
- Kurtschewski, Leonid Wassiljewitsch (1890–1937), sowjetischer Ingenieur
- Kurtsiefer, Heinz (* 1919), deutscher Fußballspieler
- Kurttila, Keijo (* 1975), finnischer Skilangläufer
- Kurtu, Valeriu (* 1956), moldauischer Karikaturist
- Kurtulan, Fatma (* 1964), türkische Aktivistin und Abgeordnete
- Kurtulmuş, Dilara (* 1998), türkische Schauspielerin
- Kurtulmuş, Numan (* 1959), türkischer Politiker der Saadet Partisi
- Kurtulmuş, Semih (* 1997), türkischer Fußballspieler
- Kurtulmuş, Seyfettin (* 1973), türkischer Fußballspieler und Fußballtrainer
- Kurtulmus, Yavuz (* 1980), türkisch-österreichischer Kurator und Filmfestivalleiter
- Kurtuluş, Derya (* 1965), türkische Schauspielerin
- Kurtuluş, Hakkı (* 1980), türkischer Filmregisseur, Drehbuchautor, Filmproduzent und Kulturhistoriker
- Kurtuluş, Mehmet (* 1972), deutsch-türkischer SchauspielerMehmet Kurtuluş (* 1972)

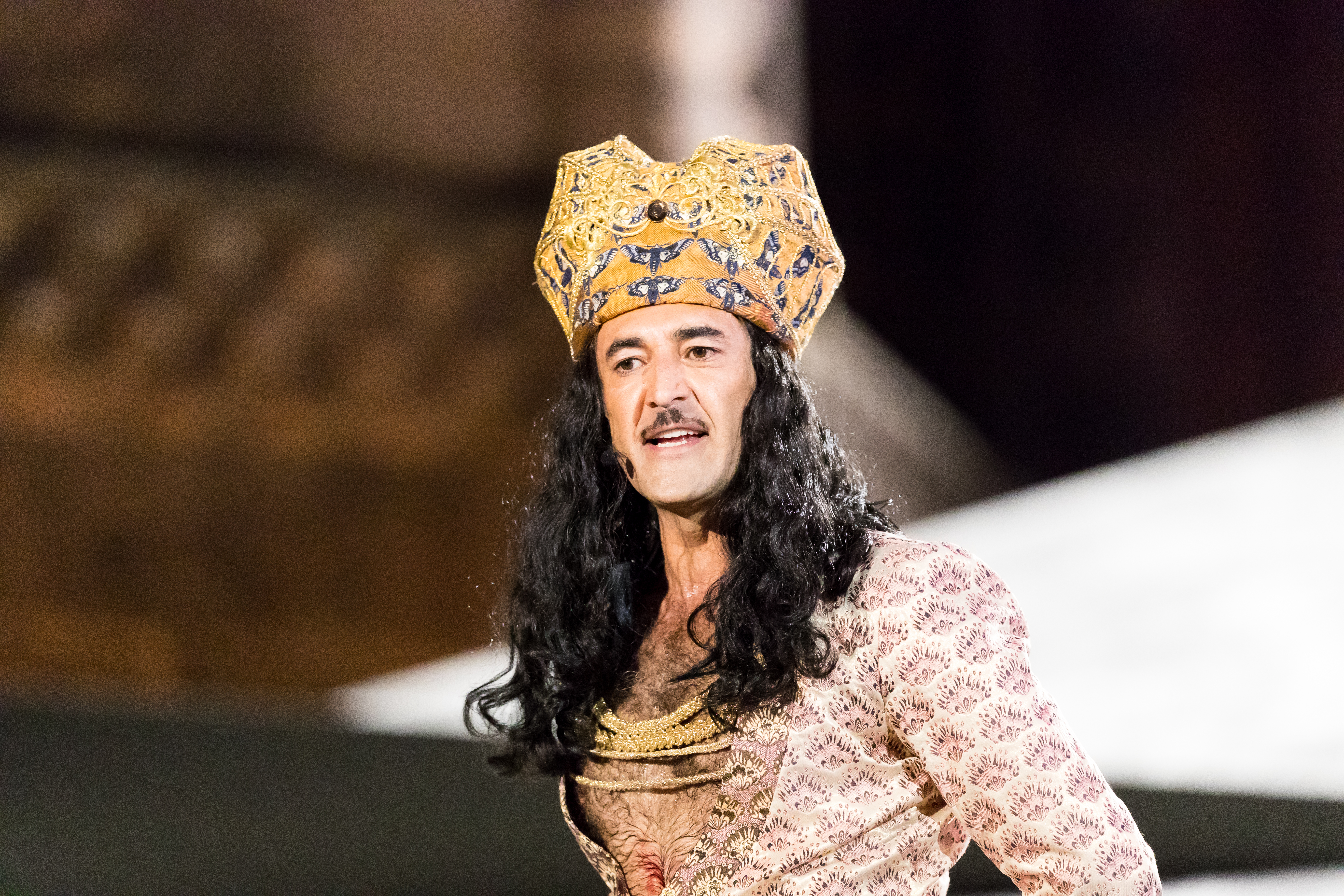
Mehmet Kurtuluş (* 1972)

- Kurtuluş, Muhammet (* 1974), türkischer Fußballspieler
- Kurtuluş, Serdar (* 1987), türkischer Fußballspieler
- Kurtuluş, Serkan (* 1990), türkischer Fußballspieler
- Kurtuluş, Tekin (* 1968), türkischstämmiger Schauspieler
- Kurtuluş, Yekta (* 1985), türkischer Fußballspieler
- Kurtuluş, Yusuf (* 1986), türkischer Fußballspieler
- Kürty, Hella (1896–1954), Schauspielerin und Operettensängerin
- Kurtyka, Janusz (1960–2010), polnischer Historiker
- Kurtyka, Wojciech (* 1947), polnischer Bergsteiger
- Kurtz von Senftenau, Ferdinand Sigismund (1592–1659), Reichsvizekanzler
- Kurtz von Senftenau, Maximilian (1595–1662), bayerischer Diplomat und Politiker
- Kurtz, Adam (1929–2020), deutscher bildender Künstler
- Kurtz, Adolf (1891–1975), deutscher Pfarrer, Gegner des Nazi-Regimes
- Kurtz, Arthur (1860–1917), österreichischer Porträtmaler
- Kurtz, Arved (1899–1995), russisch-US-amerikanischer Geiger, Dirigent und Musikpädagoge
- Kurtz, Carl (1841–1909), deutscher Richter, MdR
- Kurtz, Carl Wilhelm (1809–1869), deutscher Zinngießer und Unternehmer
- Kurtz, Donna C. (* 1943), US-amerikanische Archäologin
- Kurtz, Edmund (1909–2004), russischer Cellist
- Kurtz, Eduard (1845–1925), deutsch-baltischer Byzantinist
- Kurtz, Edward C. junior (1946–2013), US-amerikanischer Dokumentarfilmer
- Kurtz, Efrem (1900–1995), russischer Dirigent
- Kurtz, Erwin, deutscher Kunstturner
- Kurtz, Eugene (1923–2006), US-amerikanischer Komponist und Musikpädagoge
- Kurtz, Frank (1911–1996), US-amerikanischer Wasserspringer
- Kurtz, Franz (1825–1902), deutscher Erfinder
- Kurtz, Friedrich (1915–1993), deutscher Oberleutnant der Wehrmacht
- Kurtz, Fritz (1854–1920), deutsch-argentinischer Botaniker
- Kurtz, Gary (1940–2018), US-amerikanischer FilmproduzentGary Kurtz (1940–2018)

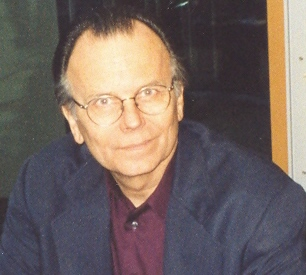
Gary Kurtz (1940–2018)

- Kurtz, George (* 1965), US-amerikanischer Unternehmer und Autorennfahrer
- Kurtz, Gerdina Hendrika (1899–1989), niederländische Historikerin und Archivarin
- Kurtz, Guilherme (* 1994), brasilianischer Mittelstreckenläufer
- Kurtz, Hans Peter (* 1955), deutscher Politiker (SPD) und Funktionär der IG Metall
- Kurtz, Inge (* 1949), österreichisch-deutsche Malerin und Feature-Autorin
- Kurtz, Jacob Banks (1867–1960), US-amerikanischer Politiker
- Kurtz, Joachim (* 1964), deutscher Sinologe und Historiker
- Kurtz, Josef (1903–1970), deutscher Landwirt und Politiker (CVP, CDU), MdL, MdB, MdEP
- Kurtz, Joseph Edward (* 1946), US-amerikanischer Geistlicher, emeritierter römisch-katholischer Erzbischof von Louisville
- Kurtz, Justin (* 1977), kanadischer Eishockeyspieler
- Kurtz, Katherine (* 1944), US-amerikanische Fantasy-Schriftstellerin
- Kurtz, Luise (1848–1930), deutsche Malerin
- Kurtz, Manny (1911–1984), US-amerikanischer Liedtexter
- Kurtz, Oliver (* 1971), deutscher Hockeyspieler und -trainer
- Kurtz, Paul (1925–2012), US-amerikanischer Philosoph und säkularer Humanist
- Kurtz, Robert (* 1939), US-amerikanischer Ordensgeistlicher, emeritierter Bischof von Hamilton in Bermuda
- Kurtz, Rudolf (1884–1960), deutscher Publizist, Dramaturg und Chefredakteur
- Kurtz, Rudolf (1910–1987), deutscher Politiker (CDU), MdL
- Kurtz, Sabine (* 1961), deutsche Politikerin (CDU), MdL
- Kurtz, Sebastian (1576–1659), deutscher Rechenmeister
- Kürtz, Sina, deutsche Physikerin, Wissenschaftsjournalistin, Fernsehmoderatorin, Autorin und Webvideoproduzentin
- Kurtz, Stefan (* 1964), deutscher Bioinformatiker
- Kurtz, Steve (* 1958), US-amerikanischer Biokünstler und Wissenschaftler sowie Mitbegründer der Künstlergruppe Critical Art Ensemble
- Kurtz, Swoosie (* 1944), US-amerikanische SchauspielerinSwoosie Kurtz (* 1944)

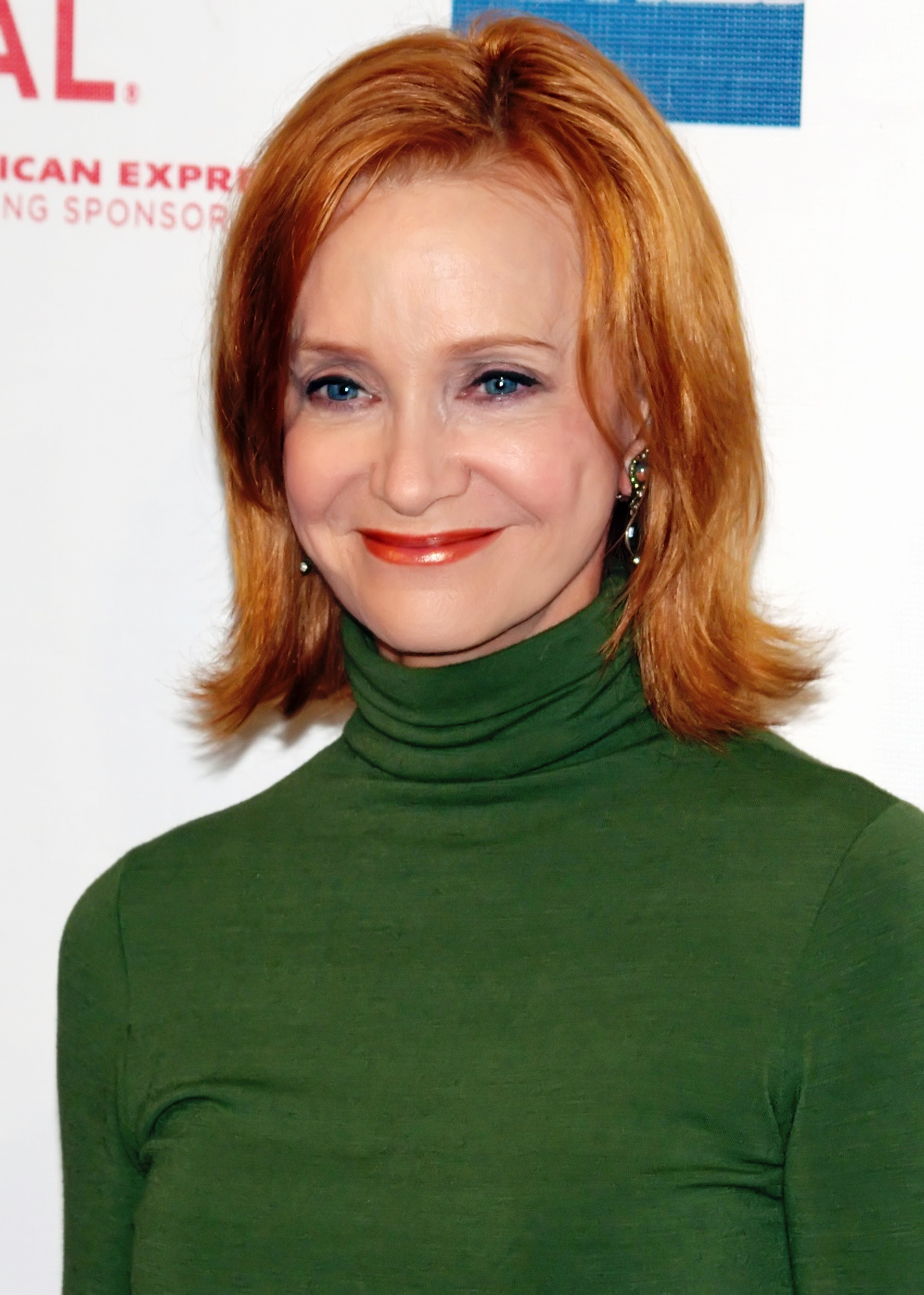
Swoosie Kurtz (* 1944)

- Kurtz, Thomas E. (1928–2024), US-amerikanischer Mathematiker und Informatiker
- Kurtz, Wilhelm (1897–1942), österreichischer Kunsthändler, Amateurboxer und Sportfunktionär
- Kurtz, Wilhelm (1935–2023), polnischer Ordensgeistlicher und römisch-katholischer Erzbischof von Madang
- Kurtz, Willi (1892–1974), deutscher Zeitungsverleger
- Kurtz, William Henry (1804–1868), US-amerikanischer Politiker
- Kurtz-Gallenstein, Augustin Maria (1856–1916), österreichischer Maler
- Kurtzahn, Ernst Tristan (1879–1939), Schiffbau-Ingenieur, Lehrer und Freimaurer
- Kurtze, Gerhard (1932–2012), deutscher Buchhändler
- Kurtze, Michel († 1438), deutscher Steinmetz und Dombaumeister
- Kurtzer, Dave (1925–2014), US-amerikanischer Jazz- und Orchestermusiker
- Kurtzig, Heinrich (1865–1946), jüdisch-deutscher Kaufmann und Schriftsteller
- Kurtzman, Alex (* 1973), US-amerikanischer Film- und Fernsehproduzent sowie DrehbuchautorAlex Kurtzman (* 1973)

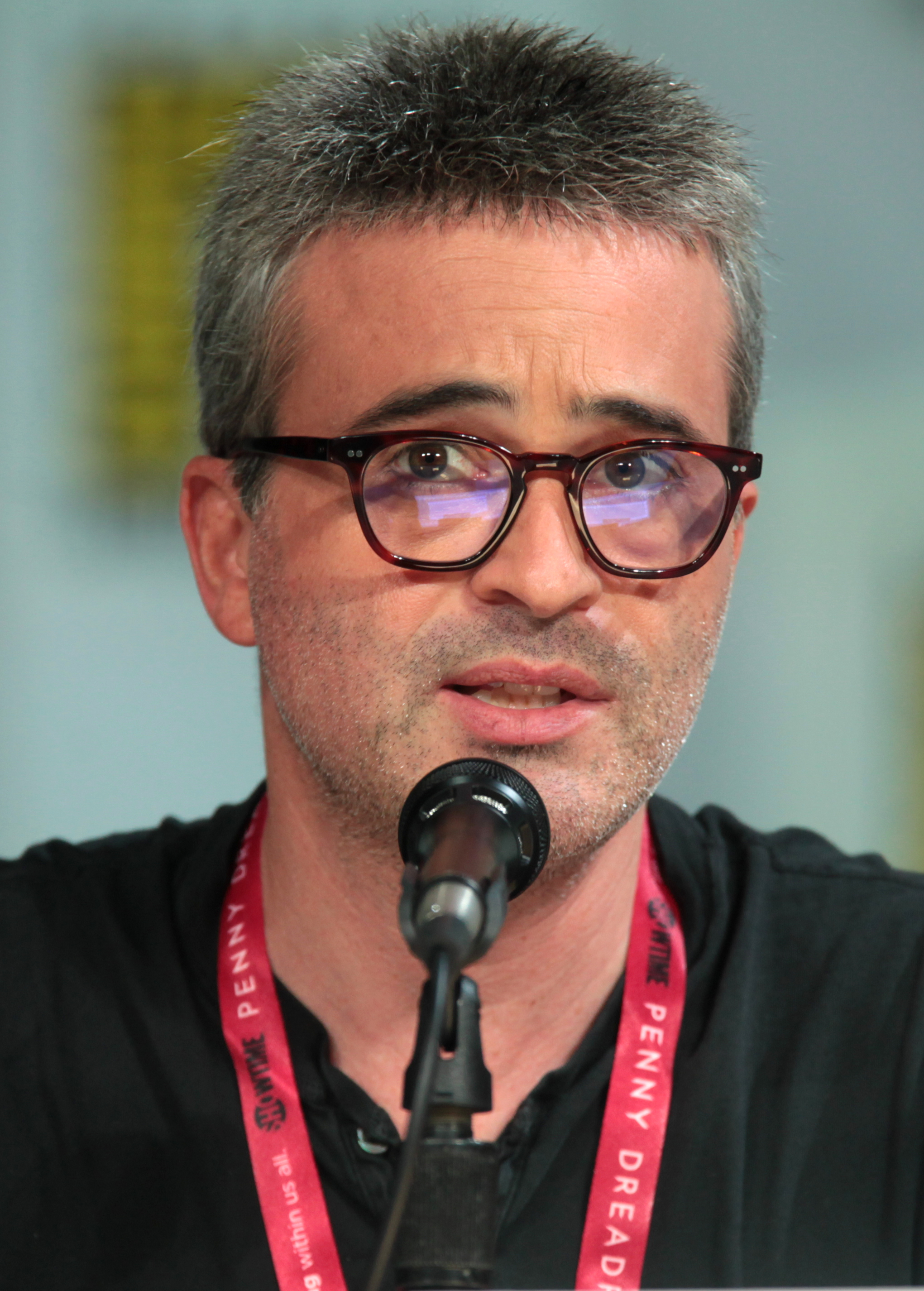
Alex Kurtzman (* 1973)

- Kurtzman, Harvey (1924–1993), US-amerikanischer Comiczeichner
- Kurtzman, Katy (* 1965), US-amerikanische Schauspielerin
- Kurtzman, Robert (* 1964), US-amerikanischer Special Effects Künstler und Mitbegründer der Special FX Unternehmens KNB FX Group
- Kurtzrock, Elisabeth († 1628), deutsche Frau, als Hexe hingerichtet
- Kurtzrock, Johann, 1622 Bürgermeister von Bonn
- Kurtzrock, Maximilian Alexander Joseph von (1748–1807), deutscher Domherr und Stiftspropst
- Kurtzuba, Stephanie (* 1972), US-amerikanische Schauspielerin

### Kuru
- Kuru, Ahmet (* 1982), deutschtürkischer Fußballspieler
- Kuru, Bartoloměj (* 1987), österreichischer Fußballspieler
- Kuru, Büşra (* 2001), deutschtürkische Fußballspielerin
- Kuru, Taygun (* 1990), deutscher Fußballspieler
- Kuru, Uğur Arslan (* 1989), türkischer Fußballspieler
- Kuru-Utumpala, Jayanthi (* 1979), sri-lankische Bergsteigerin und Aktivistin für Frauen- und LGBT-Rechte
- Kuruc, Frank (* 1961), deutscher Jazzgitarrist
- Kuruçay, Hasan (* 1997), türkisch-dänischer Fußballspieler
- Kurucová, Jana (* 1982), slowakische Opernsängerin (Mezzosopran)
- Kurucs, Rodions (* 1998), lettischer Basketballspieler
- Kuruçuk, Fatih (* 1998), türkischer Fußballspieler
- Kuruglijew, Magomed (* 1974), kasachischer Ringer
- Kurum, Murat (* 1976), türkischer Ingenieur und MinisterMurat Kurum (* 1976)

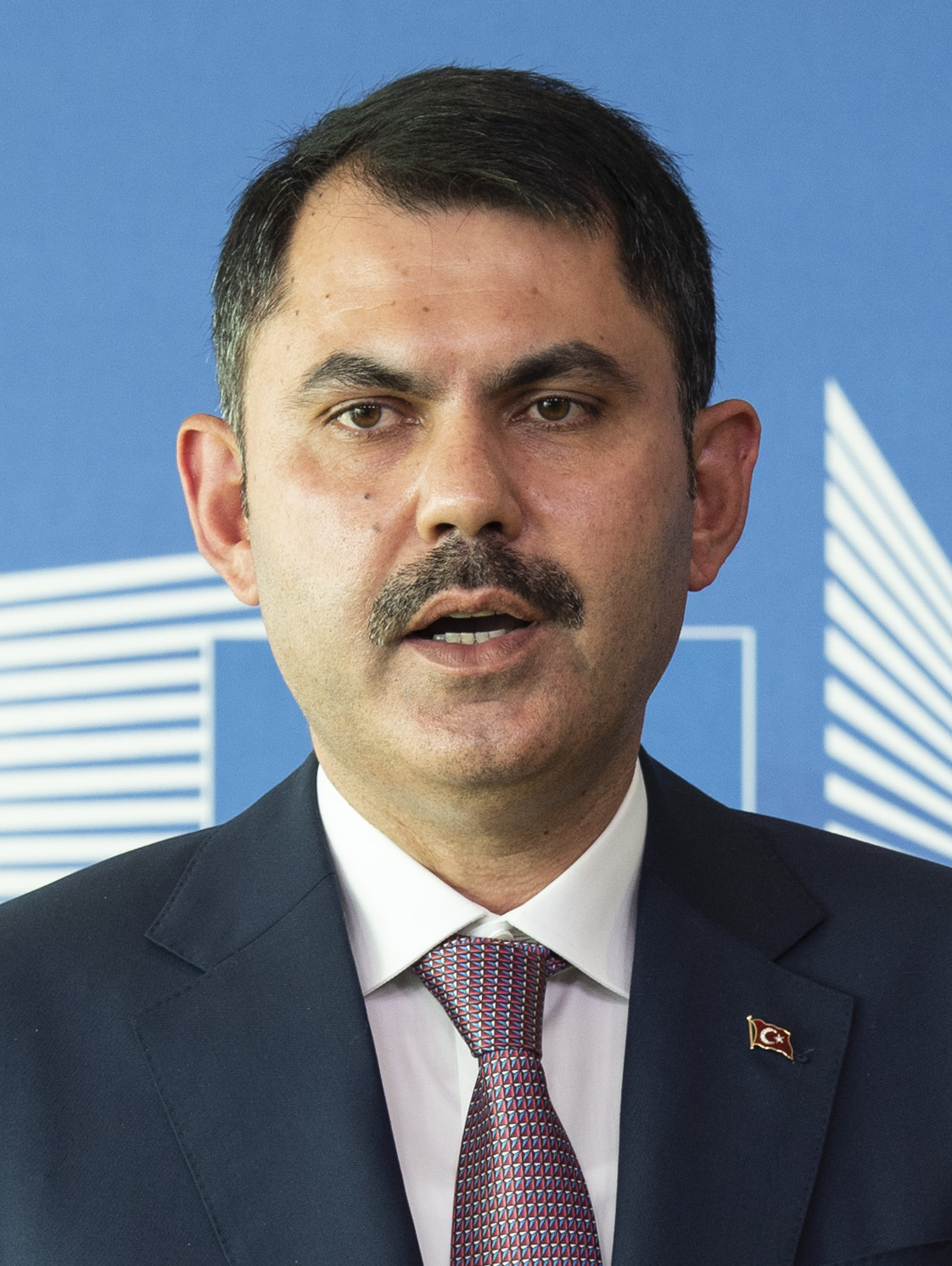
Murat Kurum (* 1976)

- Kuruma, Mamadu Turé (* 1947), guinea-bissauischer General und Politiker
- Kuruma, Samezō (1893–1982), japanischer Ökonom
- Kurumada, Masami (* 1953), japanischer Manga-Zeichner
- Kurumatani, Chōkitsu (1945–2015), japanischer Schriftsteller
- Kurumaya, Shintarō (* 1992), japanischer Fußballspieler
- Kurumuş, Sinan (* 1994), türkischer Fußballspieler
- Kurunczy, Lajos (1896–1983), ungarischer Sprinter
- Kurunta, Sohn des hethitischen Großkönigs Muwatalli II.
- Kuruoğlu, Mehmet (* 1990), türkischer Fußballspieler
- Kuruppassery, Dennis (* 1967), indischer römisch-katholischer Geistlicher, Weihbischof in Kannur
- Kurupt (* 1972), US-amerikanischer Gangsta-RapperKurupt (* 1972)

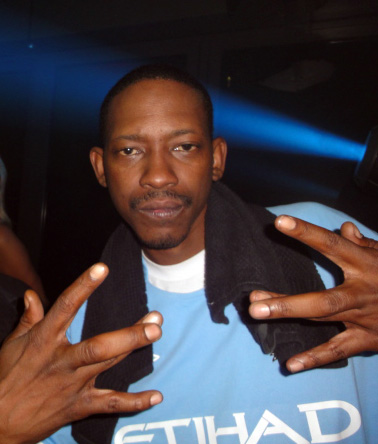
Kurupt (* 1972)

- Kurusu, Saburō (1886–1954), japanischer Diplomat
- Kuruta, Dmitri Dmitrijewitsch (1770–1833), russischer Offizier
- Kurutsch, Rimma Dmitrijewna (1938–2019), sowjetische bzw. russische Linguistin
- Kuruvilla, Sunayna (* 1999), indische Squashspielerin

### Kurv
- Kurver, Claudia (* 1984), deutsche Musikerin, Sängerin, Songwriterin und Komponistin
- Kürvers, Klaus (* 1950), deutscher Architekt, Autor und Musiker
- Kurvers, Tom (1962–2021), US-amerikanischer Eishockeyspieler
- Kurvin, Niels (* 1975), deutscher Regisseur und Schauspieler
- Kurvinen, Antti (* 1986), finnischer Politiker
- Kurvinen, Mikko (* 1979), finnischer Eishockeyspieler
- Kurvits, Lembit (1954–2017), estnischer Dichter
- Kurvits, Peeter (1891–1962), estnischer Bankexperte

### Kurw
- Kurwan, Herbert (1937–2020), deutscher Fußballspieler
- Kurwinkel, Tobias (* 1978), deutscher Literaturwissenschaftler und -didaktiker

### Kury
- Küry, Adolf (1870–1956), Bischof in der Schweiz
- Kury, Alexandra (* 1977), deutsche Fußballspielerin
- Kury, Cristina (* 1949), italienische Politikerin (Südtirol)
- Kury, Helmut (* 1941), deutscher Psychologe und Kriminologe
- Kury, Michael (* 1978), österreichischer Skispringer
- Kury, Niklaus (1737–1803), Schweizer Bildhauer
- Kury, Patrick (* 1962), Schweizer Historiker und Hochschullehrer
- Küry, Urs (1901–1976), christkatholischer Bischof der Schweiz
- Kurylenko, Kostjantyn (* 1980), ukrainischer Handballspieler
- Kurylenko, Olga (* 1979), französisches Model und Schauspielerin ukrainischer HerkunftOlga Kurylenko (* 1979)

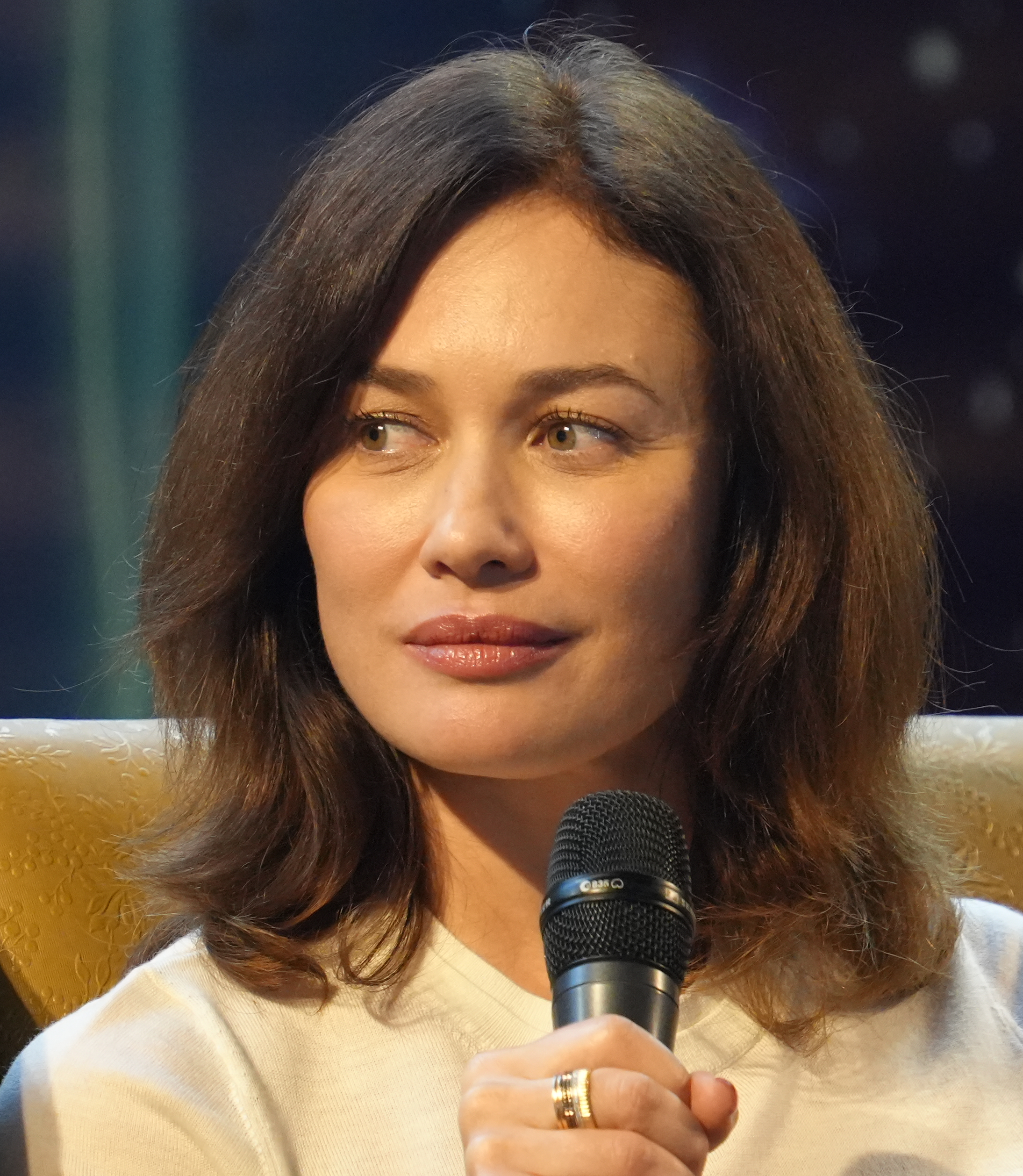
Olga Kurylenko (* 1979)

- Kurylewicz, Andrzej (1932–2007), polnischer Jazzmusiker, Komponist und Bandleader
- Kurylo, Olena (* 1890), belarussisch-ukrainische Sprachwissenschaftlerin
- Kurylo, Rišard (* 1943), litauischer Schachspieler
- Kuryłowicz, Jerzy (1895–1978), polnischer Sprachwissenschaftler und Indogermanist
- Kuryłowicz, Stefan (1949–2011), polnischer Architekt
- Kuryluk, Ewa (* 1946), polnische Malerin, Autorin und Kunsthistorikerin
- Kurynow, Alexander Pawlowitsch (1934–1973), sowjetischer Gewichtheber
- Kurys, Diane (* 1948), französische Filmemacherin und Schauspielerin
- Kuryschkin, Boris Alexejewitsch (* 1989), russischer Rennrodler
- Kuryschko, Kateryna (* 1949), sowjetische Kanutin

### Kurz
- Kurz von Senftenau, Jacob (1553–1594), Reichsvizekanzler des Heiligen Römischen Reiches
- Kurz zum Thurn und Goldenstein, Ludwig von (1850–1939), österreichischer Maler
- Kurz, Adolf (1888–1959), deutscher Ringer
- Kurz, Alfred (1870–1958), deutscher Theologe und evangelischer Pfarrer
- Kurz, Andrea, österreichische Anästhesistin und Intensivmedizinerin
- Kurz, Andreas (1894–1976), deutscher Politiker (BVP, CSU), MdL
- Kurz, Andreas (* 1979), deutscher Jazzmusiker (Bass, Komposition)
- Kurz, Annette (* 1967), deutsche Bühnenbildnerin
- Kurz, Anton (1772–1849), deutscher Jurist und Politiker
- Kurz, Anton (1906–1942), deutscher kommunistischer Widerstandskämpfer
- Kurz, Bastian (* 1996), deutscher Fußballspieler
- Kurz, Bernhard (* 1951), deutscher Musikproduzent
- Kurz, Blasius (1894–1973), deutscher Franziskaner und katholischer Bischof
- Kurz, Bruno (* 1957), deutscher Maler
- Kurz, Carl Heinz (1920–1993), deutscher Schriftsteller
- Kurz, Christoph Albert (1806–1864), Schweizer Jurist und Politiker
- Kurz, Constanze (* 1974), deutsche InformatikerinConstanze Kurz (* 1974)

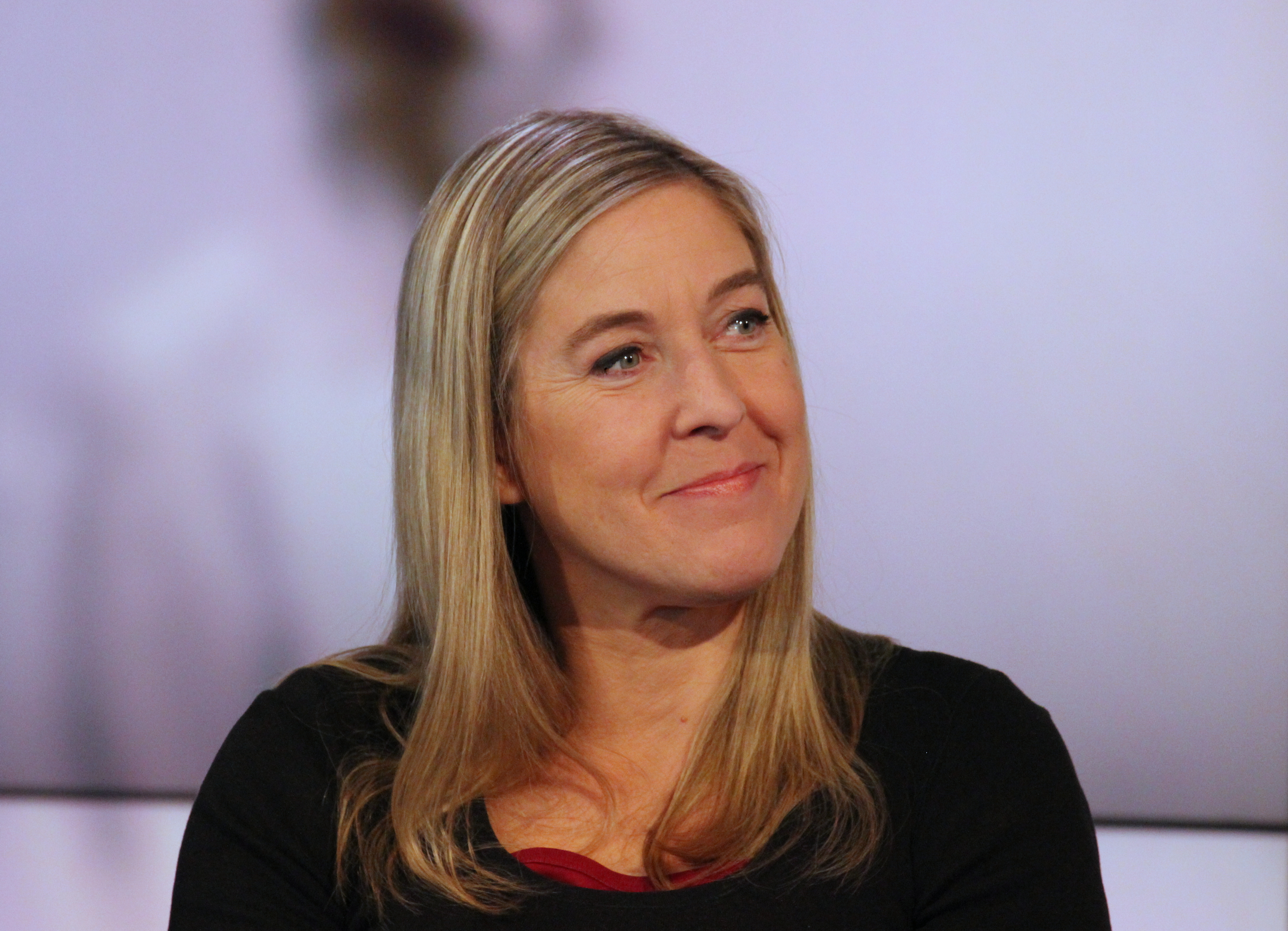
Constanze Kurz (* 1974)

- Kurz, Daniel (* 1957), Schweizer Historiker und Publizist
- Kurz, Dieter (* 1945), deutscher Kirchenmusikdirektor, Chorleiter und Hochschullehrer
- Kurz, Dietrich (1942–2023), deutscher Sportpädagoge
- Kurz, Edgar (1853–1904), deutscher Lyriker und Arzt
- Kurz, Edgar (* 1941), deutscher Unternehmer
- Kurz, Elfriede (* 1951), Miss Austria
- Kurz, Emilie (* 1863), österreichische Schauspielerin an deutschen Bühnen und im deutschen Film
- Kurz, Erich (1895–1944), deutscher Widerstandskämpfer gegen den Nationalsozialismus
- Kurz, Ernst (1935–2021), österreichischer Politiker (ÖVP), Landtagsabgeordneter im Burgenland
- Kurz, Erwin (1846–1901), Schweizer Politiker
- Kurz, Erwin (1857–1931), deutscher Bildhauer und Hochschullehrer
- Kurz, Eva-Maria (1944–2023), deutsche Schauspielerin
- Kurz, Evi (* 1955), deutsche Fernsehjournalistin, Filmproduzentin und Buchautorin
- Kurz, Franz (1920–2003), österreichischer Politiker (SPÖ), Landtagsabgeordneter
- Kurz, Friedrich (* 1948), deutscher Musical-Produzent
- Kurz, Georg (1929–2005), Lebensmittelchemiker
- Kurz, Georg (* 1993), deutscher Politiker (Die Linke, Bündnis 90/Die Grünen)
- Kurz, Georg Michael (1815–1883), deutscher Kupfer- und Stahlstecher, Architektur- und Landschaftszeichner, Maler und Verleger
- Kurz, Gerhard (* 1943), deutscher Literaturwissenschaftler und Hochschullehrer
- Kurz, Gertrud (1890–1972), Gründerin und Leiterin eines Schweizer Flüchtlingshilfswerkes
- Kurz, Gotthilf (1923–2010), deutscher Buchbindermeister und Einbandkünstler
- Kurz, Hans, deutscher Baumeister
- Kurz, Hans-Rudolf (1915–1990), Schweizer Militärhistoriker
- Kurz, Harald (1912–2002), deutscher Verkehrswissenschaftler, Professor für Verkehrswissenschaft, technischer Autor und Modellbahnkonstrukteur
- Kurz, Heinrich († 1557), Bischof von Chrysopolis, Weihbischof in Passau
- Kurz, Heinrich (1805–1873), deutsch-schweizerischer Literaturhistoriker und Sinologe
- Kurz, Heinrich (1862–1934), deutscher Erfinder
- Kurz, Heinrich (1867–1934), deutscher Politiker (SPD), MdL
- Kurz, Heinrich (1943–2016), österreichischer Physiker
- Kurz, Heinrich Karl (1810–1887), bayerischer Richter, Landtagsabgeordneter und Abgeordneter des Zollparlaments
- Kurz, Heinz D. (* 1946), deutscher und österreichischer Ökonom
- Kurz, Helmut (* 1937), deutscher Skispringer und Skisprungtrainer
- Kurz, Hermann (1723–1795), Abt von Hohenfurt (1767 bis 1795)
- Kurz, Hermann (1813–1873), deutscher Schriftsteller, Publizist und ÜbersetzerHermann Kurz (1813–1873)

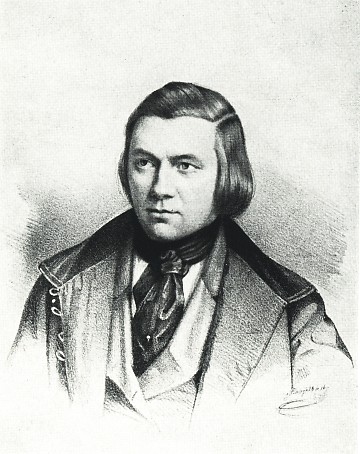
Hermann Kurz (1813–1873)

- Kurz, Hermann (1880–1933), Schweizer Schriftsteller und Redaktor
- Kürz, Hermann (1892–1941), deutscher Ingenieur und Oberbürgermeister von Pforzheim
- Kurz, Hermann (1897–1980), Schweizer Politiker (SP)
- Kurz, Hermann (1941–2006), deutscher Künstler und Grafiker
- Kurz, Hilde (1910–1981), österreichisch-britische Kunsthistorikerin
- Kurz, Ingrid (* 1944), österreichische Konferenz- und TV-Dolmetscherin
- Kurz, Isolde (1853–1944), deutsche Schriftstellerin und ÜbersetzerinIsolde Kurz (1853–1944)

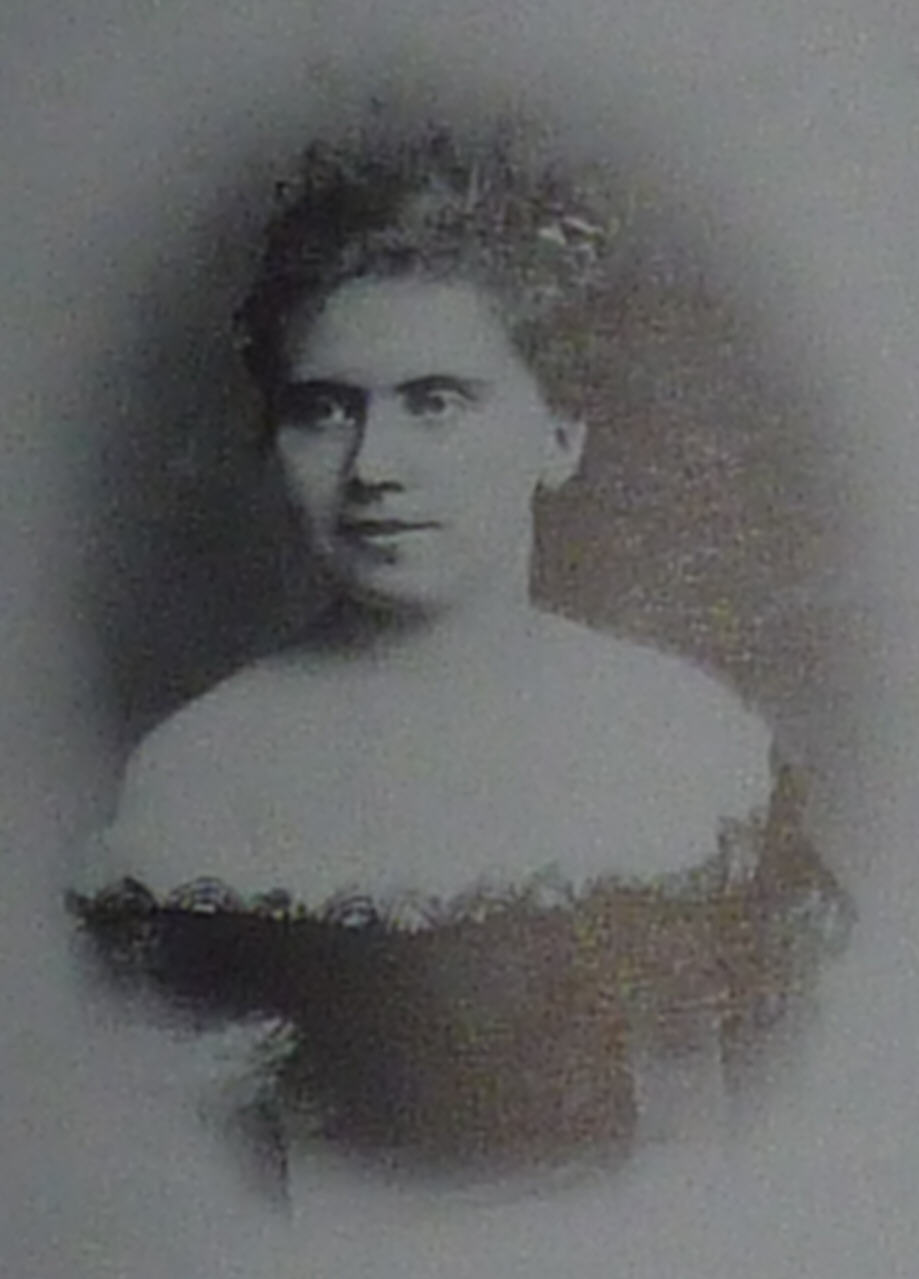
Isolde Kurz (1853–1944)

- Kurz, Ivan (* 1947), tschechischer Komponist und Musikpädagoge
- Kurz, Jan (* 1969), deutscher Historiker, Herausgeber und Autor
- Kurz, Johann (1913–1985), österreichischer Geistlicher, Rektor des Knabenseminars Hollabrunn
- Kurz, Johann Baptist (1881–1968), deutscher Geistlicher und Wolframsforscher
- Kurz, Johann Nepomuk von (1783–1865), deutscher Pädagoge
- Kurz, Josef (1841–1919), österreichischer Politiker
- Kurz, Josef (1934–2020), deutscher Textilchemiker und Autor
- Kurz, Joseph Felix von (1717–1784), österreichischer Schauspieler, Theaterschriftsteller und Impresario
- Kurz, Julie (* 1983), deutsche Journalistin
- Kurz, Jürgen (* 1958), deutscher Springreiter
- Kurz, Jürgen (* 1965), deutscher Unternehmensberater und Autor
- Kurz, Karl (1881–1960), deutscher Physiker, Pädagoge und Landesschulrat
- Kurz, Karl (1893–1978), deutscher Unternehmer
- Kurz, Karl (1898–1933), österreichischer Fußballspieler und Fußballtrainer
- Kurz, Karl Friedrich (1878–1962), deutscher Schriftsteller
- Kurz, Karl von (1873–1946), österreichischer Offizier sowie SS-Brigadeführer
- Kurz, Karoline (* 1996), österreichische Tennisspielerin
- Kurz, Lars (* 1965), deutscher Musikproduzent, Filmkomponist und Toningenieur
- Kurz, Manu, deutscher Filmkomponist und Produzent
- Kurz, Marcel (1887–1967), Schweizer Topograf, Alpinist, Expeditionsbergsteiger, Pionier des Winterbergsteigens und Autor
- Kurz, Marco (* 1969), deutscher Fußballspieler und -trainerMarco Kurz (* 1969)

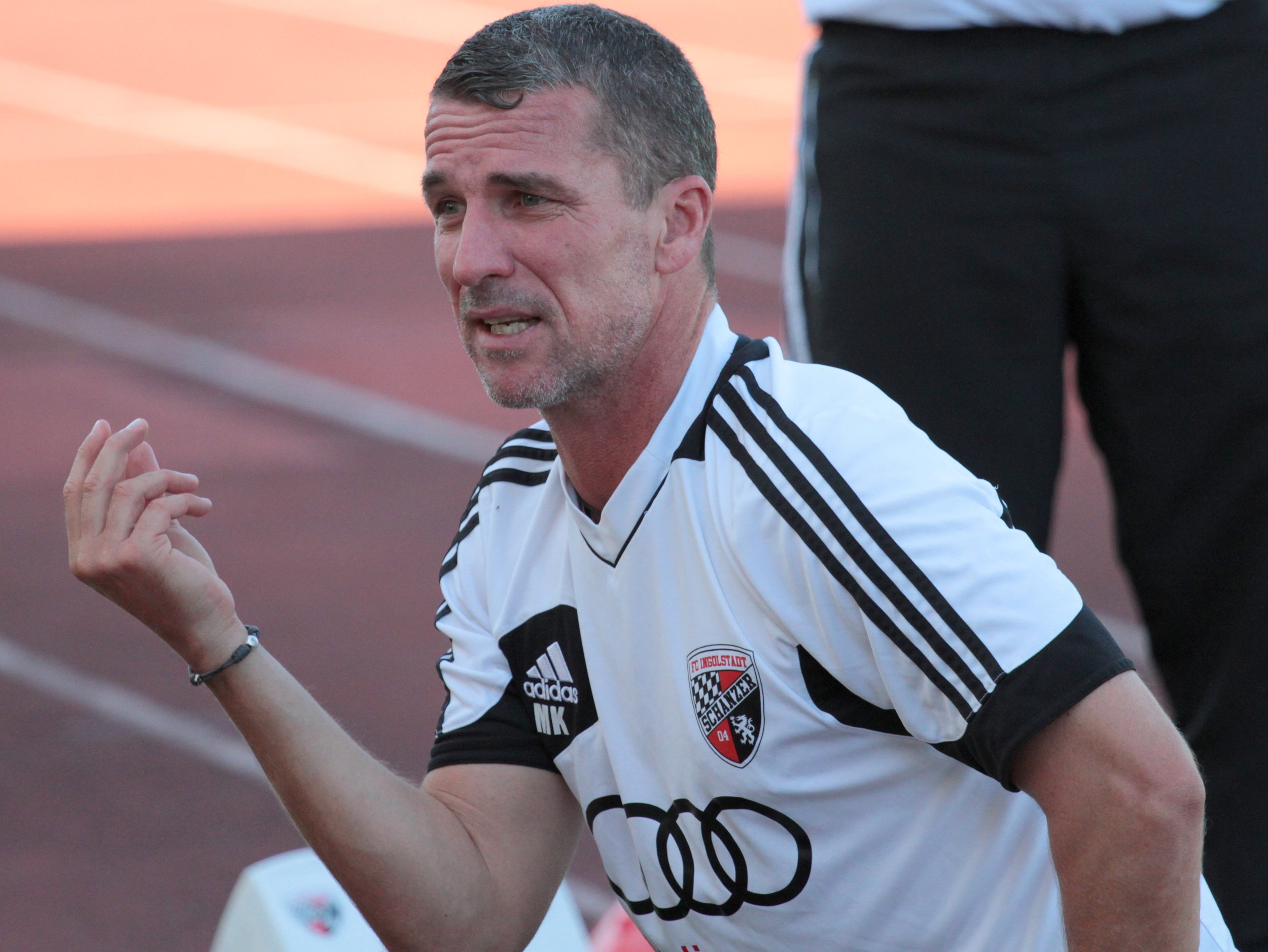
Marco Kurz (* 1969)

- Kurz, Marie (1826–1911), deutsche Adlige, Revolutionärin 1848/49
- Kurz, Marion, deutsches Fotomodell und Schönheitskönigin
- Kurz, Martin (* 1993), deutscher Schauspieler
- Kurz, Matthäus (1865–1952), österreichischer Mönch
- Kurz, Melanie (* 1976), deutsche Designwissenschaftlerin
- Kurz, Michael (1876–1957), deutscher Baumeister und Architekt
- Kurz, Nico (* 1997), deutscher Dartspieler
- Kurz, Otho Orlando (1881–1933), deutscher Architekt und Hochschullehrer
- Kurz, Otto (1908–1975), österreichisch-britischer Kunsthistoriker und Orientalist
- Kurz, Paul Konrad (1927–2005), deutscher Schriftsteller
- Kurz, Peter (* 1943), deutscher Politiker (SPD, parteilos), MdL
- Kurz, Peter (* 1962), deutscher Jurist und Politiker (SPD), Oberbürgermeister von Mannheim
- Kurz, Ralf (* 1961), deutscher Romanautor
- Kurz, Rob (* 1985), US-amerikanischer Basketballspieler
- Kurz, Robert (1943–2012), deutscher Journalist und politischer EssayistRobert Kurz (1943–2012)

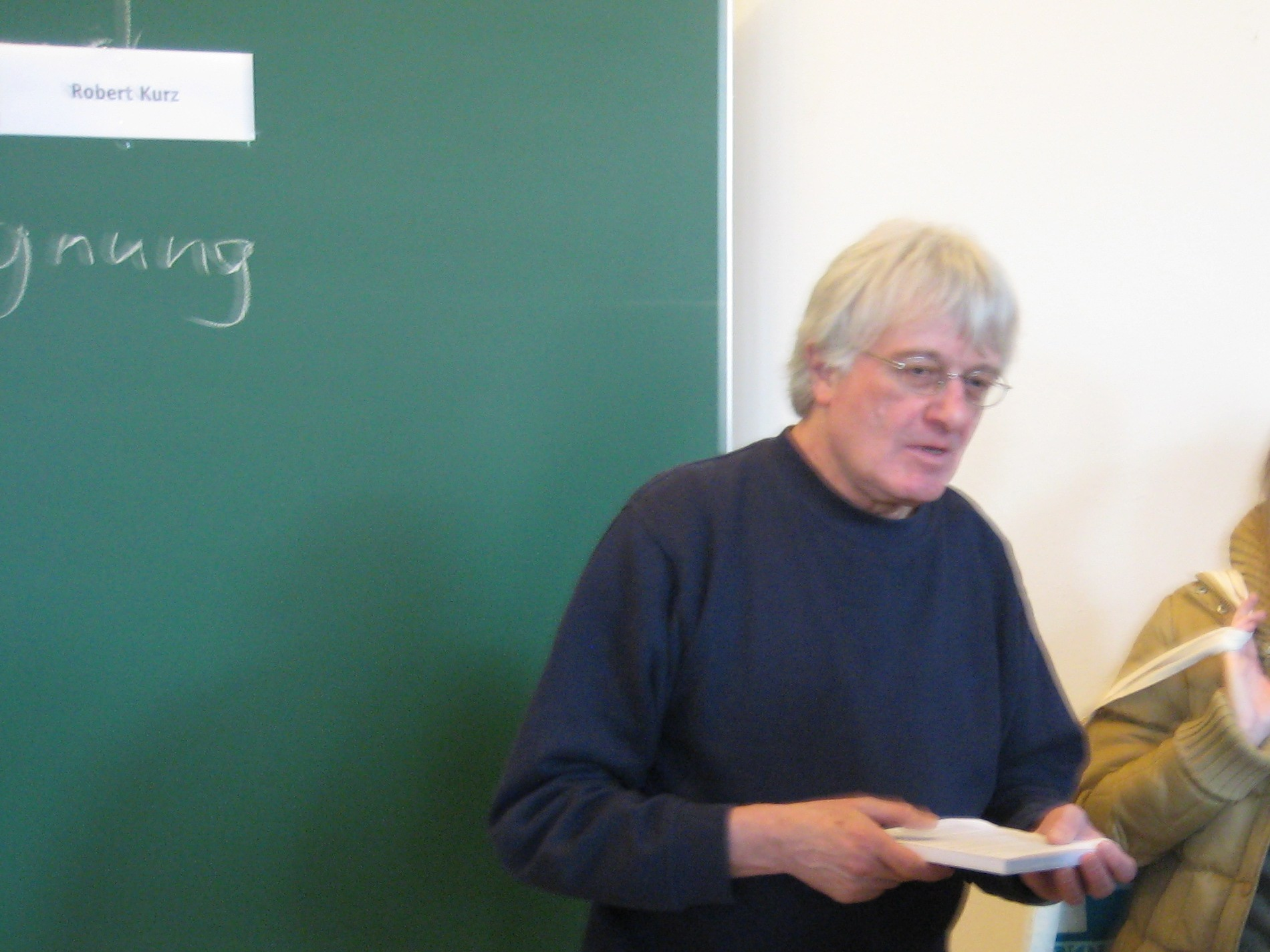
Robert Kurz (1943–2012)

- Kurz, Rolf (1935–2018), deutscher Unternehmer und Politiker (CDU), MdL
- Kurz, Rosemarie (* 1936), österreichische Autorin und Altersforscherin
- Kurz, Rosmarie (* 1940), Schweizer Skilangläuferin, Tennisspielerin und Radsportlerin
- Kurz, Rudi (1921–2020), deutscher Drehbuchautor, Schauspieler und Regisseur
- Kurz, Rudolf, deutscher Fußballspieler
- Kurz, Rudolf (* 1952), deutscher Bildhauer
- Kurz, Rudolf Friedrich (1818–1871), Schweizer Illustrator und Maler
- Kurz, Sanne (* 1974), deutsche Kamerafrau und Politikerin (Bündnis 90/Die Grünen)
- Kurz, Sebastian (* 1986), österreichischer Politiker (ÖVP), Parteiobmann, Bundesminister a. D. und Bundeskanzler, LobbyistSebastian Kurz (* 1986)

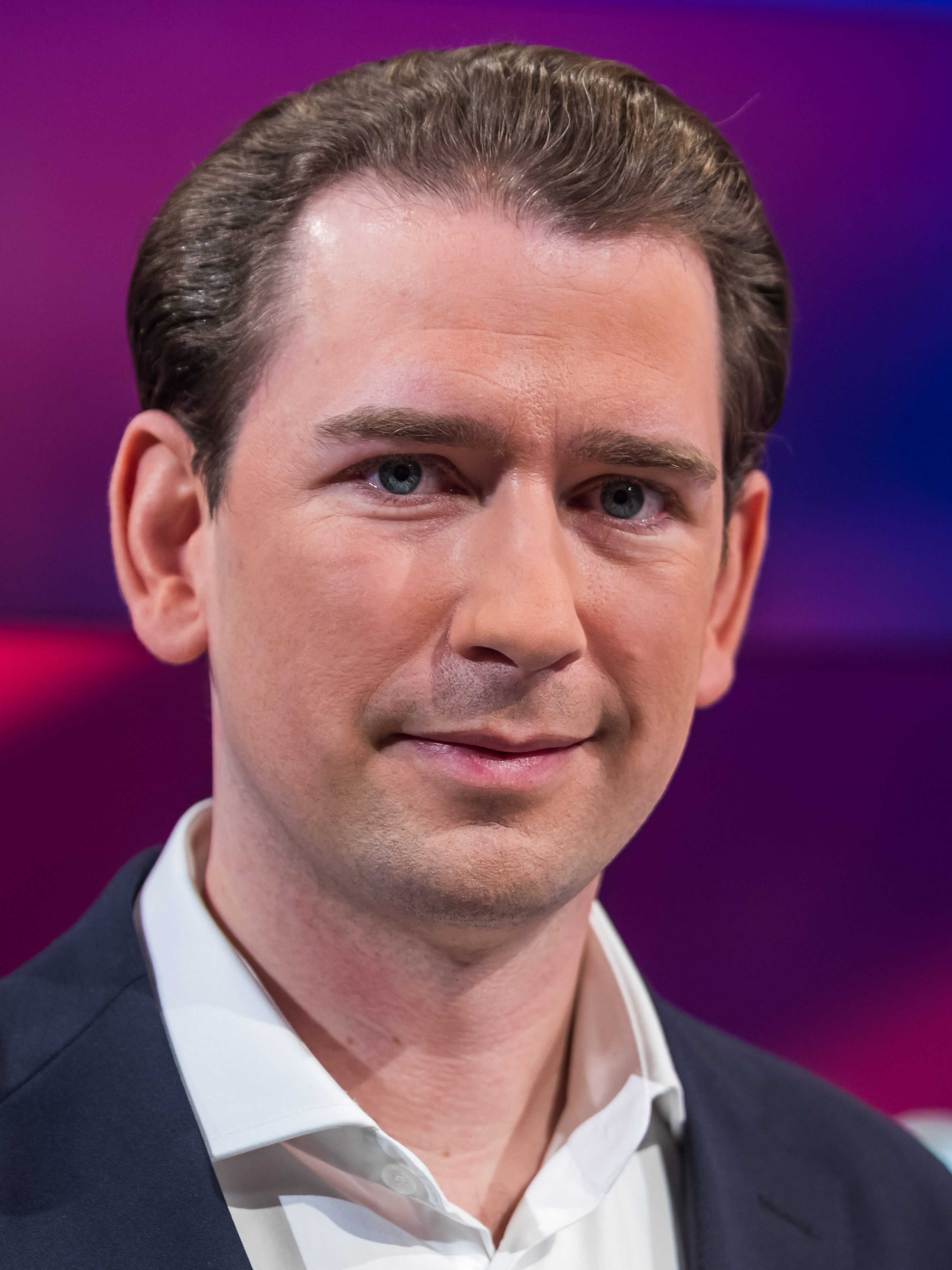
Sebastian Kurz (* 1986)

- Kurz, Selma (1874–1933), österreichische Opernsängerin (Sopran)
- Kurz, Siegfried (1930–2023), deutscher Dirigent und Komponist
- Kurz, Stasi (* 1931), deutsche Kostümbildnerin
- Kurz, Stine (* 2000), deutsche Hockeyspielerin
- Kurz, Sulpiz (1834–1878), deutscher autodidaktischer Botaniker
- Kurz, Susanne (* 1956), österreichische Politikerin (SPÖ), Landtagsabgeordneter, Mitglied des Bundesrates
- Kurz, Thomas (* 1961), deutscher Diplomat
- Kurz, Thomas (* 1988), deutscher Fußballspieler
- Kurz, Toni (1913–1936), deutscher Bergsteiger
- Kurz, Ursula (1923–2018), plattdeutsche Lyrikerin
- Kurz, Vilém (1872–1945), tschechoslowakischer Pianist und Musikpädagoge
- Kurz, Werner (* 1924), deutscher Kameramann
- Kurz-Scherf, Ingrid (* 1949), deutsche Politikwissenschaftlerin, Staatssekretärin
- Kurz-Schlechter, Maria (* 1959), österreichische Skirennläuferin
- Kurz-Wilhelmi, Emma (1885–1968), deutsche Malerin und Kunsterzieherin
- Kurzak, Aleksandra (* 1977), polnische Opern- und Operettensängerin in der Stimmlage SopranAleksandra Kurzak (* 1977)

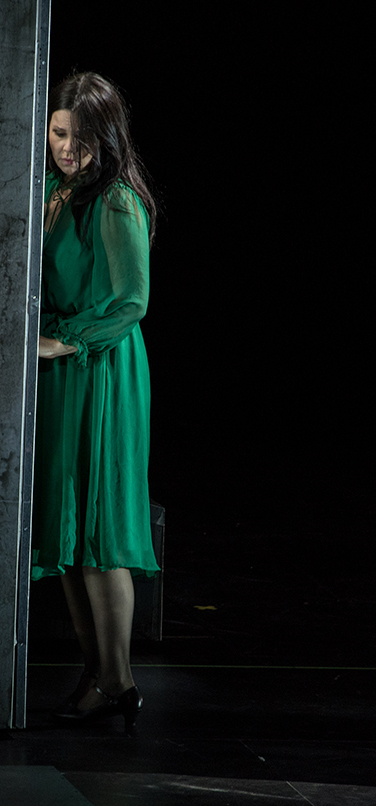
Aleksandra Kurzak (* 1977)

- Kurzawa, Layvin (* 1992), französischer Fußballspieler
- Kurzawa, Lothar (* 1952), deutscher Drehbuchautor und Filmproduzent
- Kurzawa, Rafał (* 1993), polnischer Fußballspieler
- Kurzawski, Josef (1870–1925), polnischer Geistlicher und Politiker, MdR
- Kurzawski, Oskar (* 1922), deutscher Fußballspieler
- Kurzbach, Alexander (1991–2014), deutscher Volleyballspieler
- Kurzbach, Gerhard (* 1915), deutscher Offizier, Gerechter unter den Völkern
- Kurzbach, Paul (1902–1997), deutscher Komponist
- Kurzbach, Tim (* 1978), deutscher Politiker (SPD)Tim Kurzbach (* 1978)

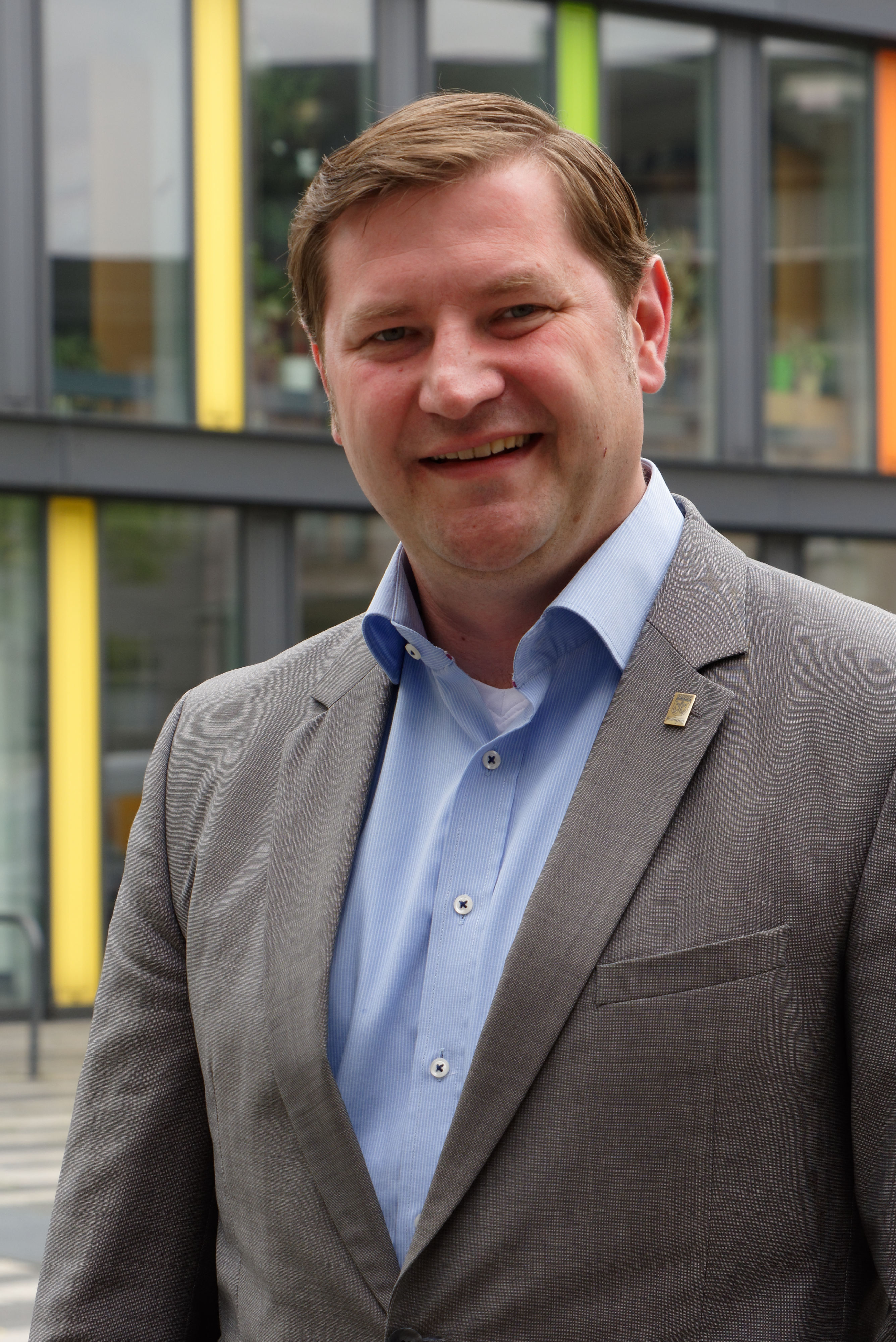
Tim Kurzbach (* 1978)

- Kurzban, Robert (* 1969), US-amerikanischer Psychologe
- Kurzbauer, Eduard (1840–1879), österreichischer Maler
- Kurzbauer, Johann (* 1943), österreichischer Politiker (ÖVP), Abgeordneter zum Nationalrat
- Kurzbauer, Karl (1934–2020), österreichischer Politiker (ÖVP), Landtagsabgeordneter
- Kurzböck, Joseph von (1736–1792), österreichischer Adeliger, Buchdrucker, Buchhändler, Schriftsteller und Verleger
- Kurze, Anton (1875–1941), deutscher römisch-katholischer Volksschulrektor und Märtyrer
- Kurze, Anton (1910–1986), deutscher Verwaltungsbeamter und Oberstadtdirektor der Stadt Aachen
- Kurze, Dietrich (1928–2016), deutscher Historiker
- Kurze, Friedgard (1928–2019), deutsche Puppenspielerin und Sprecherin
- Kurze, Friedrich (1863–1915), deutscher Historiker
- Kurze, Friedrich-Wilhelm (1891–1945), deutscher Vizeadmiral der Kriegsmarine
- Kurze, Günter (* 1943), deutscher Schauspieler
- Kurze, Heinz (1918–2020), deutscher Hochschullehrer und Funktionär
- Kurze, Katka (* 1974), deutsche Schauspielerin
- Kurze, Markus (* 1970), deutscher Politiker (CDU), MdL
- Kurze, Peter (* 1955), deutscher Verleger und Autor
- Kurze, Wilhelm (1933–2002), deutscher Mittelalterhistoriker
- Kurzeck, Peter (1943–2013), deutscher SchriftstellerPeter Kurzeck (1943–2013)

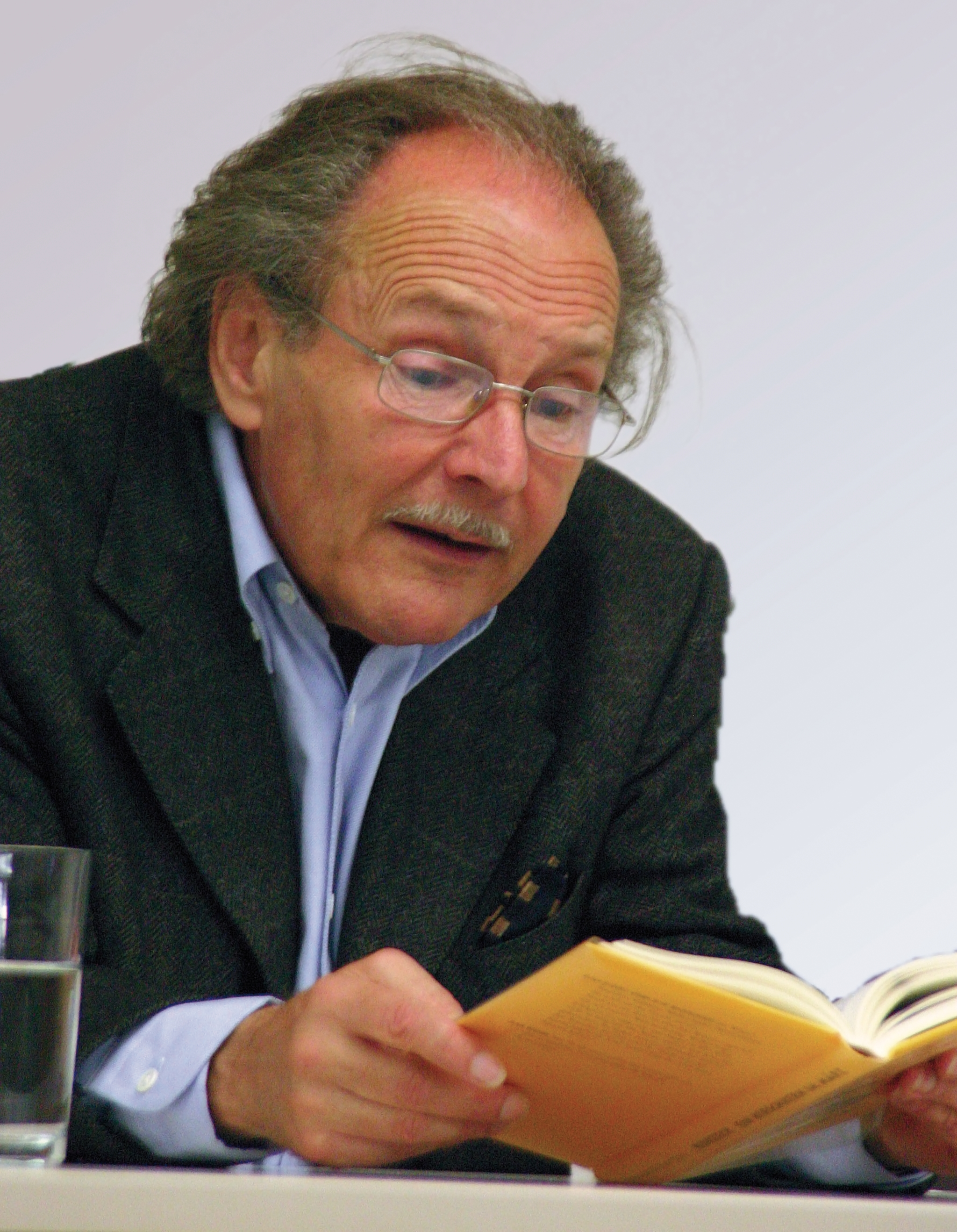
Peter Kurzeck (1943–2013)

- Kürzeder, Christoph (* 1965), deutscher Theologe und Volkskundler, Museumsdirektor
- Kurzeja, Adalbert (1920–2016), deutscher römisch-katholischer Ordensgeistlicher
- Kürzel, Albert (1811–1884), deutscher Pfarrer und Heimatforscher
- Kurzel, Jed (* 1976), australischer Filmkomponist und Musiker
- Kurzel, Justin (* 1974), australischer Filmregisseur und Drehbuchautor
- Kurzenberg, Johan (* 1993), deutscher Radiomoderator
- Kurzenberger, Hajo (* 1944), deutscher Literatur- und Theaterwissenschaftler und Hochschullehrer
- Kurzer, Manfred (* 1970), deutscher Sportschütze, Olympiasieger (2004) und Weltmeister (1990, 1994 und 2002)
- Kurzhals, Christine (1950–1998), deutsche Politikerin (SPD), MdB
- Kurzhals, Thomas (1953–2014), deutscher Musiker
- Kurzhammer, Leopold († 1749), Bildhauer und Bildstockmeister
- Kürzinger, Ignaz Franz Xaver (1724–1797), deutscher Komponist und Musiker
- Kürzinger, Josef (1898–1984), römisch-katholischer Priester und Hochschullehrer
- Kürzinger, Marianne († 1809), deutsche Historien- und Genremalerin
- Kurzke, Alfred (1905–1971), deutscher SS-Hauptscharführer und Lagerarzt
- Kurzke, Hermann (1943–2024), deutscher LiteraturwissenschaftlerHermann Kurzke (1943–2024)

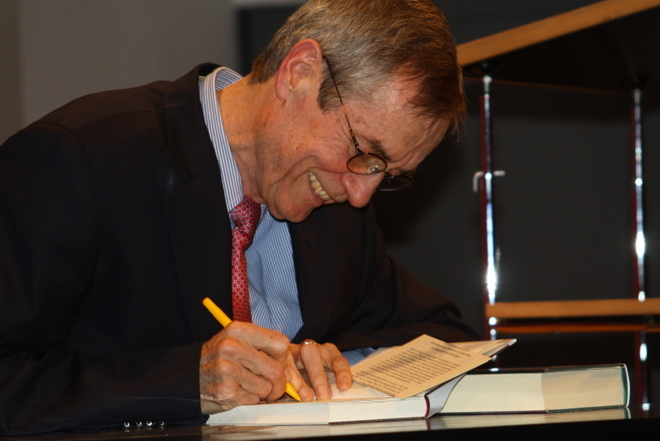
Hermann Kurzke (1943–2024)

- Kurzke, Nele (* 1990), deutsche Handballspielerin
- Kurzman, Charles (* 1963), Soziologe und Hochschullehrer
- Kurzman, Dan (1922–2010), US-amerikanischer Journalist und Verfasser militärhistorischer Bücher
- Kurzmann, Andreas, Zisterziensermönch
- Kurzmann, Christof (* 1963), österreichischer Jazz- und Improvisationsmusiker
- Kurzmann, Gerhard (* 1953), österreichischer Philologe und Politiker (FPÖ), Abgeordneter zum Nationalrat
- Kurzmann-Leuchter, Rita (1900–1942), österreichische Pianistin und Musikpädagogin
- Kurzmayer, Karl (1901–1972), österreichischer Kameramann
- Kurzmeyer, Franz (1935–2024), Schweizer Politiker (FDP)
- Kurzmeyer, Yvonne (* 1956), Schweizer Stiftungsgründerin
- Kurzreiter, Franz (1944–2022), österreichischer Politiker (ÖVP), Landtagsabgeordneter
- Kurzthaler, Susanna (* 1995), österreichische Biathletin
- Kurzweg, Detlef, deutscher Hörspielregisseur
- Kurzweg, Peter (* 1994), deutscher Fußballspieler
- Kurzweil, Adele (1925–1942), österreichisches jüdisches Mädchen, Holocaustopfer
- Kurzweil, Bruno (1891–1942), österreichischer Rechtsanwalt und Holocaustopfer
- Kurzweil, Edith († 2016), US-amerikanische Soziologin und Publizistin
- Kurzweil, Gisela (1900–1942), österreichisches Holocaustopfer
- Kurzweil, Hans (1942–2014), deutscher Mathematiker
- Kurzweil, Max (1867–1916), österreichischer Maler
- Kurzweil, Ray (* 1948), US-amerikanischer Computerpionier und AutorRay Kurzweil (* 1948)

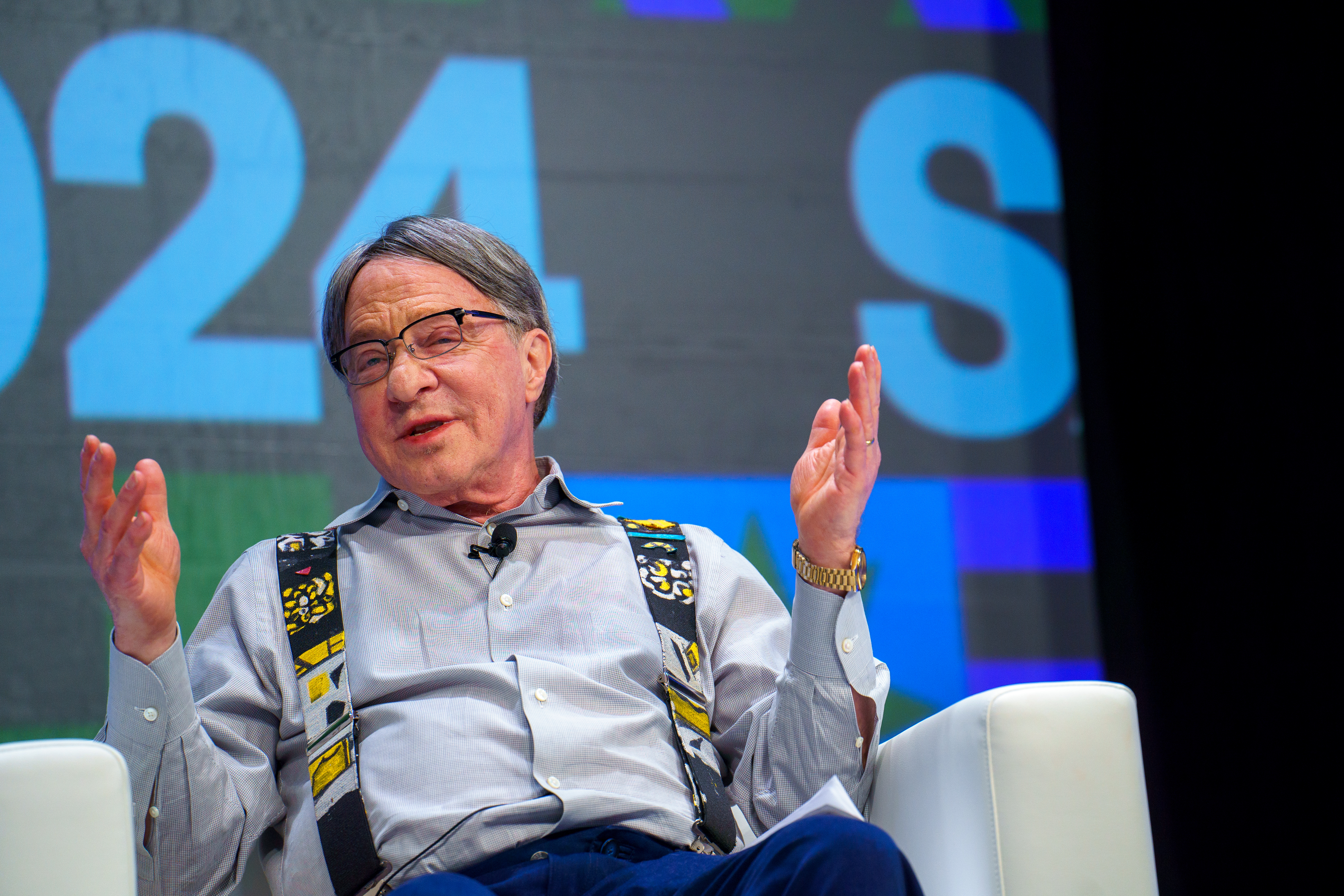
Ray Kurzweil (* 1948)

- Kurzwelly, Albrecht (1868–1917), deutscher Kunsthistoriker und Volkskundler
- Kurzwelly, Jens-Peter (* 1944), deutscher Jurist
- Kurzwelly, Johannes (1867–1922), deutscher Kunsthistoriker
- Kurzwelly, Michael (* 1963), deutscher Aktionskünstler
- Kurzwernhart, Albert (1914–1993), österreichischer römisch-katholischer Ordenspriester und ehemaliger Abt von Stift Seitenstetten